# Racibórz
Racibórz [raˈʨibuʃ] (deutsch: Ratibor, schlesisch Rattebor, tschechisch Ratiboř) ist eine Stadt in der Woiwodschaft Schlesien in Polen. Sie ist neben Ostrava (Ostrau) Hauptort der Euroregion Silesia. Von 1173 bis 1336 war sie Residenzort des piastischen und von 1337 bis 1521 des přemyslidischen Herzogtums Ratibor.

## Geographische Lage

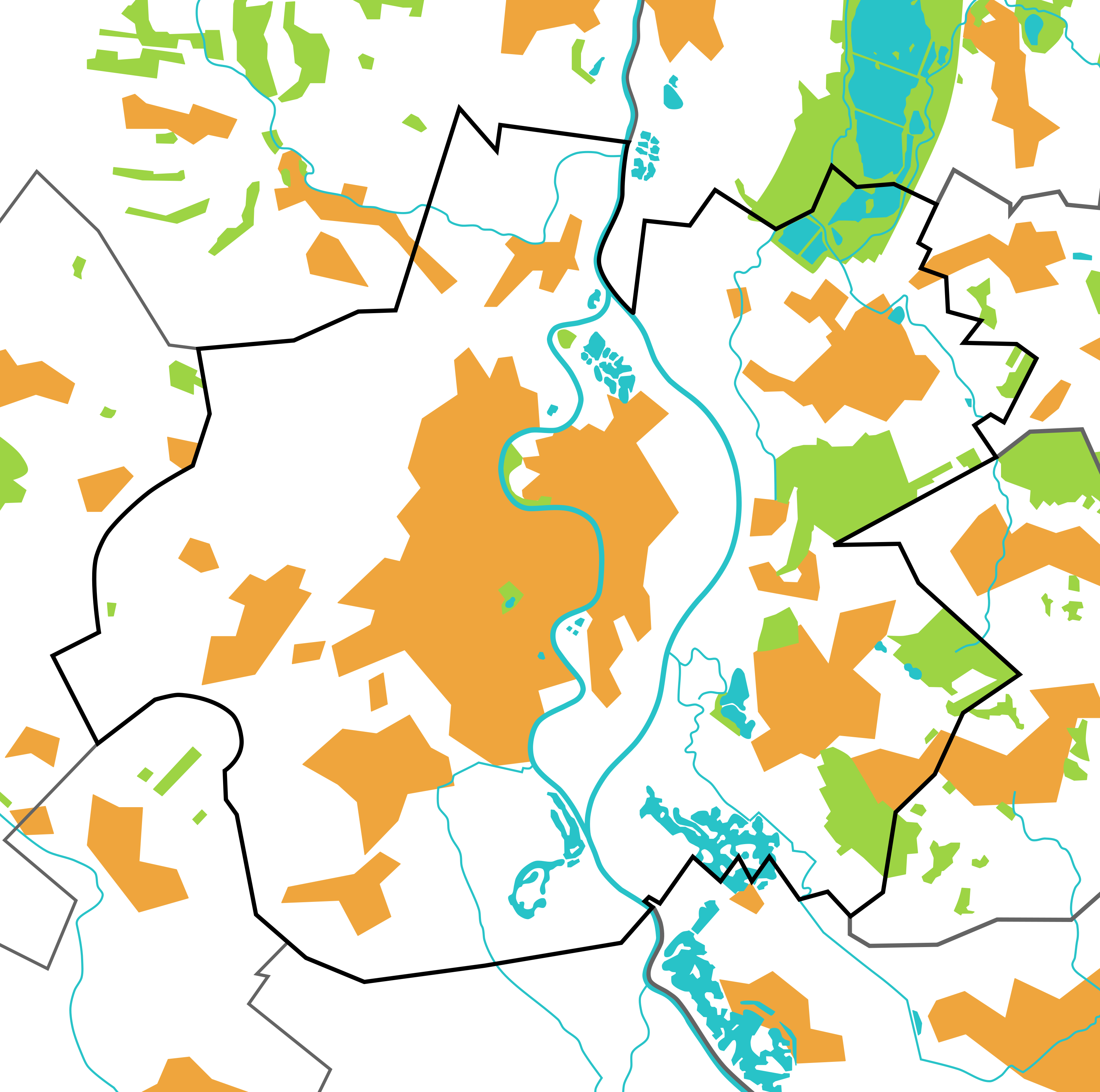
Kartenansicht der Stadt Racibórz

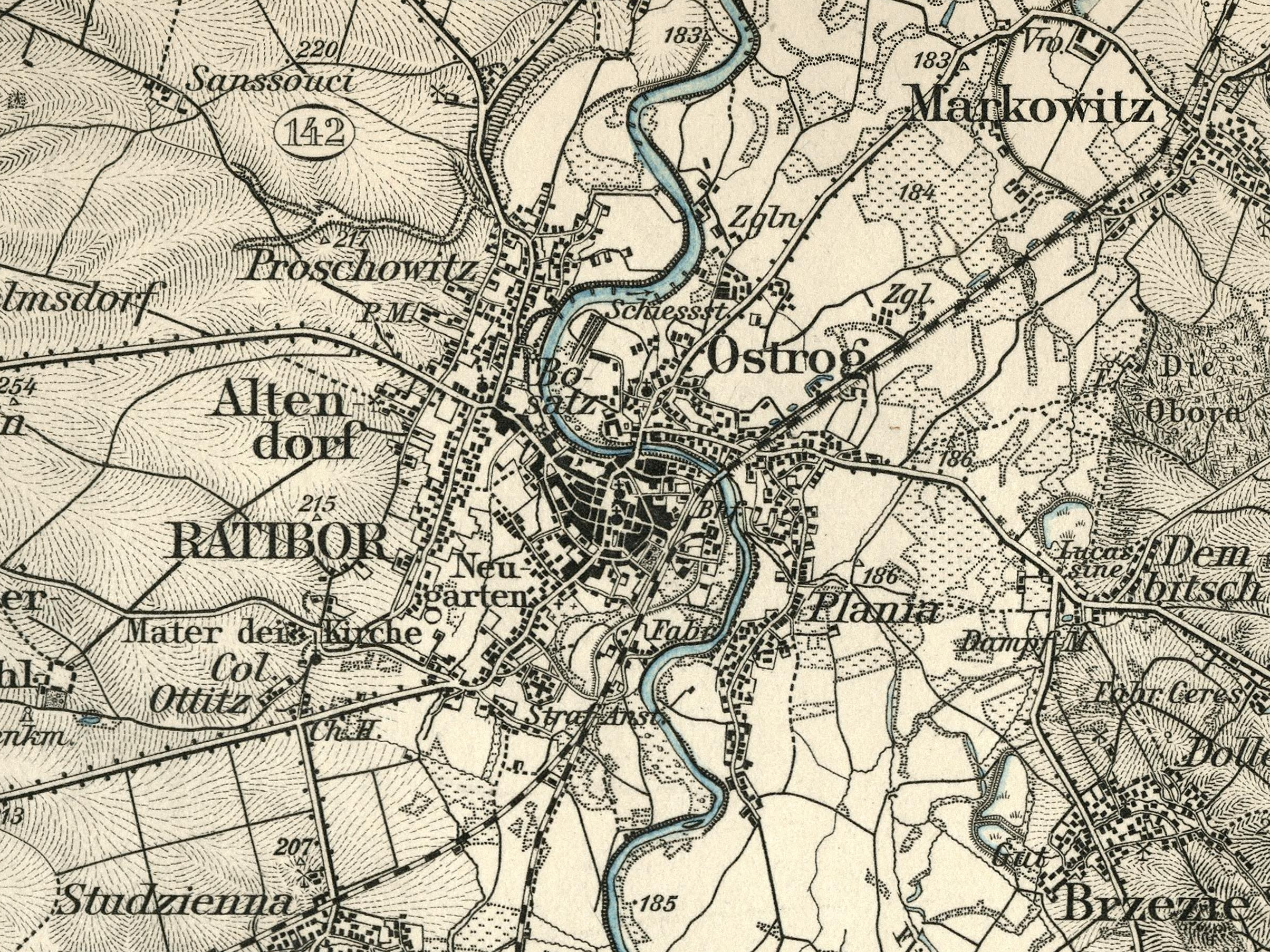
Ratibor und seine Nachbarorte auf einer Landkarte von 1893

Die Stadt liegt in Oberschlesien an der oberen Oder auf 185 m ü. NHN, etwa 23 Kilometer westlich von Rybnik und rund 60 Kilometer südwestlich von Kattowitz. Im Süden  verläuft die Grenze zu Tschechien. Die Grenzübergänge Pietraszyn, Krzanowice und Owsiszcze (Owschütz) liegen jeweils rund sieben bzw. 15 Kilometer vom Stadtzentrum entfernt.
Das Gebiet von Ratibor ist der südöstlichste Teil des Schlesischen Tieflands. Im Westen liegt das Oppagebirge, im Norden das Oberschlesische Hochland und im Süden die Mährische Pforte. Auch wenn sich die historische Altstadt links der Oder befindet, erstreckt sich das Stadtgebiet über beide Oderufer.
Auf dem Gebiet der Stadt besteht seit 1957 das Naturschutzgebiet Łężczok. Es erstreckt sich auf einer Fläche von etwa 400 Hektar und beherbergt seltene Pflanzen- und Tierarten.

## Klima
Racibórz hat ein feucht-mildes Kontinentalklima mit gemäßigten Wintern und warmen Sommern bei einer Jahresdurchschnittstemperatur von 9,2 °C. Die Jahresniederschlagssumme beträgt 605 Millimeter. Alle zwölf Monate sind humid. Die Klimaklassifikation nach Köppen und Geiger lautet Dfb.
|                        | Jan  | Feb  | Mär  | Apr  | Mai  | Jun  | Jul  | Aug  | Sep  | Okt  | Nov  | Dez  |   |       |
| Mittl. Temperatur (°C) | −0,9 | −0,3 | 4,0  | 9,4  | 13,9 | 17,3 | 19,2 | 19,0 | 14,2 | 9,4  | 4,8  | 0,4  | ⌀ | 9,2   |
| Mittl. Tagesmax. (°C)  | 1,9  | 3,8  | 8,4  | 15,1 | 19,6 | 22,9 | 25,4 | 25,3 | 19,7 | 14,0 | 8,1  | 3,0  | ⌀ | 14    |
| Mittl. Tagesmin. (°C)  | −3,7 | −2,8 | 0,2  | 4,0  | 8,5  | 11,9 | 13,4 | 13,2 | 9,5  | 5,7  | 2,0  | −2,1 | ⌀ | 5     |
|                        |      |      |      |      |      |      |      |      |      |      |      |      |   |       |
| Niederschlag (mm)      | 27,2 | 25,1 | 31,4 | 36,8 | 68,2 | 77,9 | 90,7 | 69,3 | 63,3 | 46,7 | 38,1 | 30,1 | Σ | 604,8 |
|                        |      |      |      |      |      |      |      |      |      |      |      |      |   |       |
| Regentage (d)          | 15,0 | 13,5 | 13,9 | 15,0 | 13,8 | 13,5 | 14,2 | 11,9 | 11,8 | 12,8 | 13,6 | 14,1 | Σ | 163,1 |
|                        |      |      |      |      |      |      |      |      |      |      |      |      |   |       |
| Luftfeuchtigkeit (%)   | 84,9 | 82,2 | 77,3 | 71,2 | 73,7 | 75,3 | 73,7 | 73,4 | 79,1 | 82,7 | 85,9 | 86,2 | ⌀ | 78,8  |

| −3,7 |

| −2,8 |

| 0,2 |

| 4,0 |

| 8,5 |

| 11,9 |

| 13,4 |

| 13,2 |

| 9,5 |

| 5,7 |

| 2,0 |

| −2,1 |

| −3,7 |

| −2,8 |

| 0,2 |

| 4,0 |

| 8,5 |

| 11,9 |

| 13,4 |

| 13,2 |

| 9,5 |

| 5,7 |

| 2,0 |

| −2,1 |

Die Veränderung des Klimas ist, wie auch sonst in Mitteleuropa, durch eine gleichmäßig über den Jahresverlauf verteilte Erhöhung der Mitteltemperaturen ablesbar, was ein Vergleich mit den langjährigen Messreihen zeigt:
| Monate                     | Jahre     | Jahre     | Jahre | Jahre | Jahre | Jahre | Jahre | Jahre |
| Monate                     | 1848–1871 | 1881–1939 | 1955  | 1956  | 1958  | 1959  | 1960  | 1977  |
| -------------------------- | --------- | --------- | ----- | ----- | ----- | ----- | ----- | ----- |
| Januar                     | −2,8      | −2,1      | −2,0  | 0,0   | −2,5  | −0,3  | −1,8  | −0,1  |
| Februar                    | −1,2      | −1,0      | −1,7  | −12,2 | −1,8  | −2,0  | −1,8  | 1,9   |
| März                       | 2,2       | 3,0       | 0,4   | 1,6   | −1,7  | −5,6  | 3,5   | 7,1   |
| April                      | 7,8       | 7,7       | 5,5   | 6,5   | 5,3   | 9,5   | 6,9   | 6,9   |
| Mai                        | 12,9      | 13,3      | 11,9  | 12,5  | 16,1  | 13,2  | 13,2  | 12,9  |
| Juni                       | 17,3      | 16,1      | 15,5  | 15,8  | 15,8  | 16,0  | 16,9  | 17,4  |
| Juli                       | 18,3      | 18,0      | 18,1  | 17,8  | 18,8  | 19,7  | 16,4  | 17,0  |
| August                     | 17,7      | 16,8      | 17,2  | 15,9  | 17,4  | 17,5  | 13,3  | 16,5  |
| September                  | 13,8      | 13,3      | 13,2  | 13,4  | 13,4  | 12,0  | 12,7  | 11,8  |
| Oktober                    | 9,0       | 8,4       | 8,6   | 8,2   | 9,7   | 7,5   | 10,2  | 10,3  |
| November                   | 2,4       | 3,1       | 3,9   | −0,4  | 4,0   | 3,8   | 5,7   | 5,7   |
| Dezember                   | −2,0      | −0,2      | 1,8   | 0,5   | 2,1   | 4,9   | 2,6   | −0,7  |
| Jährliche Mitteltemperatur | 8,0       | 8,0       | 7,7   | 6,6   | 8,0   | 8,8   | 8,4   | 8,9   |

## Stadtgebiet
Die Stadt Racibórz gliedert sich in folgende Stadtteile:
1. Zentrum
2. Nowe Zagrody (Neugarten)
3. Ocice (Ottitz)
4. Stara Wieś (Altendorf)
5. Miedonia (Niedane; 1936–1945: Oderfurt)
6. Ostróg (Ostrog)
7. Markowice (Markowitz; 1936–1945: Markdorf)
8. Płonia (Plania)
9. Brzezie (Hohenbirken)
10. Sudół (Sudoll; 1936–1945: Trachkirch)
11. Studzienna (Studen)

### Eingemeindungen
- 1860: Eingliederung der Landgemeinde Neugarten
- 1900: Eingliederung von Bosatz
- 1902: Eingliederung von Altendorf[3]
- 1909: Eingliederung der Landgemeinde Ober-Ottitz.
- 1910: Eingliederung der Landgemeinde Plania und des gleichnamigen Gutsbezirks.[4]
- 1927: Eingliederung der Landgemeinden Janowitz (teilweise), Hohenbirken (teilweise), Niedane (teilweise), Ostrog, Studen und Wilhelmstal (teilweise)
  - sowie der Gutsbezirke Altendorf, Czerwentzütz (teilweise), Hohenbirken (teilweise), Niedane (teilweise), Ottitz, Proschowitz, Ratibor, Schloss und Studen.
- 1975 wurden die Nachbargemeinden Brzezie, Markowice, Miedonia sowie Sudół eingemeindet.

### Wappen
Blasonierung: Gespalten, vorne in rot ein silberner halber Adler, hinten in rot ein halbes silbernes Rad.
Bis 2013 wurde von den polnischen Behörden ein abweichendes Wappen geführt.
Das älteste erhaltene Siegel Ratibors stammt aus dem Jahre 1296 und zeigt bereits diese Darstellung. In Siebmachers Wappenbüchlein von 1605 wird das Wappen erstmals in Farbe dargestellt. Schon damals war die Farbgebung rot-weiß. Auch wenn Ratibor bis 1202 zu Polen gehörte, ist die Bedeutung der Farbgebung des Adlers bzw. der Ähnlichkeit zum polnischen Wappen nicht eindeutig geklärt, da die meisten oberschlesischen Städte den gelben Adler der oberschlesischen Piasten in ihrem Wappen haben. Das Rad im Wappen steht wohl für den deutschen Namen der Stadt Ratibor.

## Geschichte

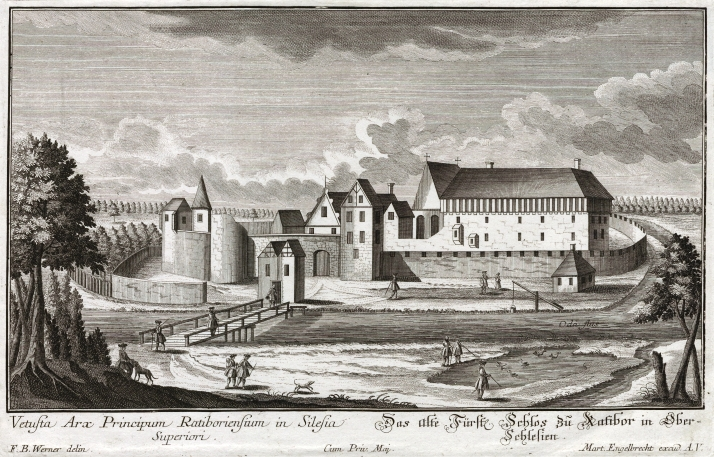
Die Ratiborer Burg, Stich von Friedrich Bernhard Werner (um 1735)

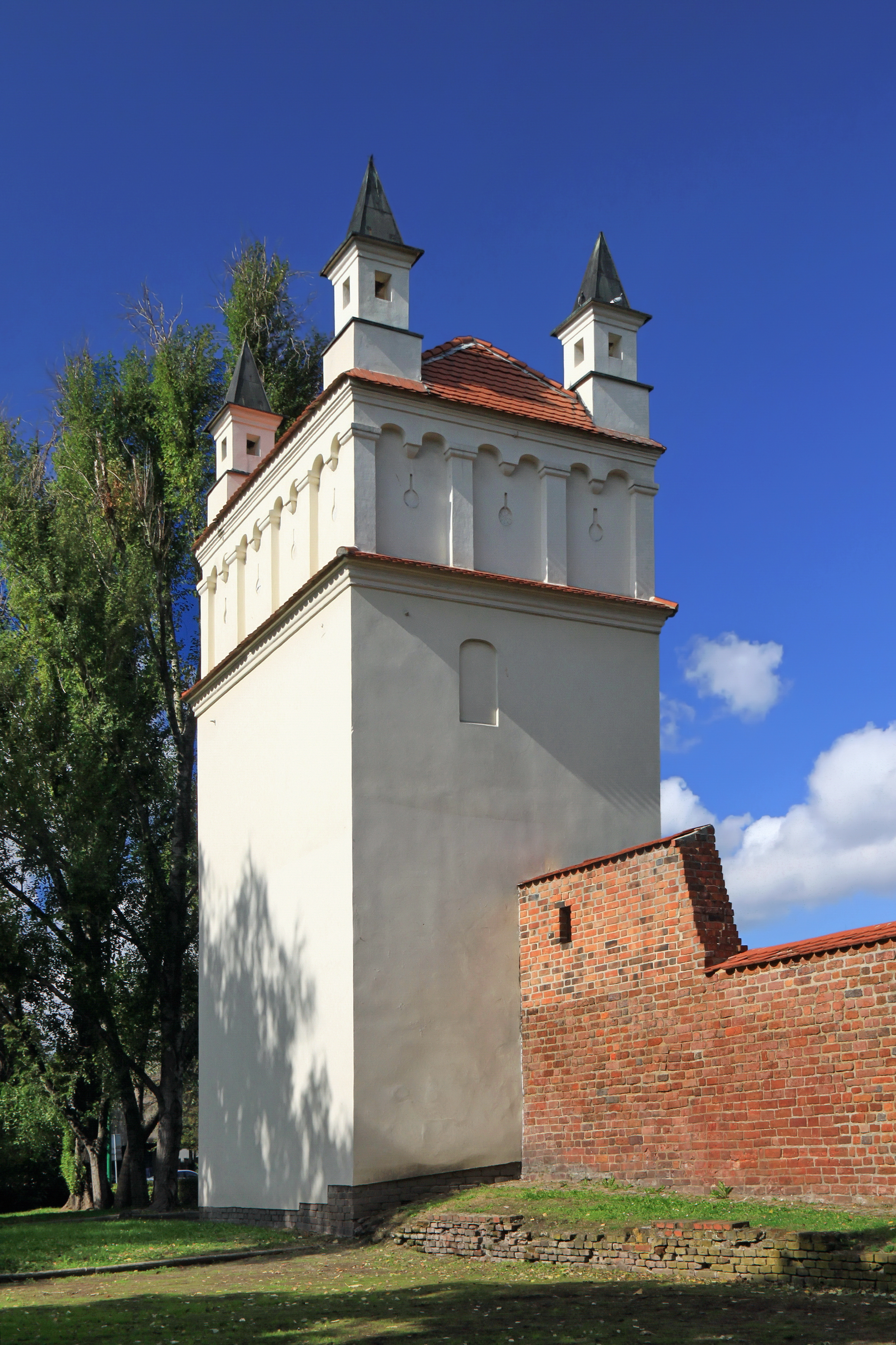
Der Stockhausturm mit Resten der mittelalterlichen Stadtbefestigung

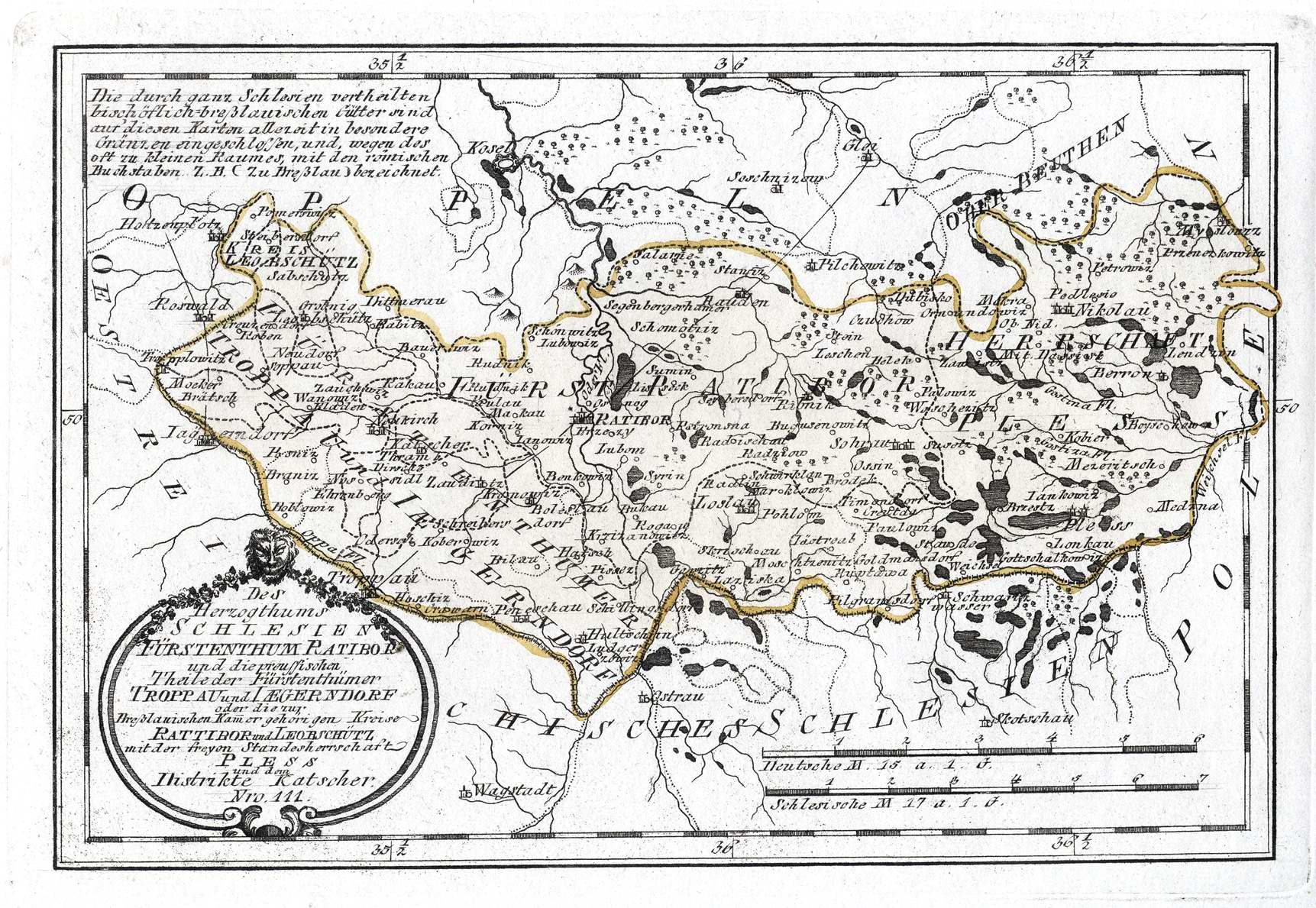
Fürstenthum Ratibor um 1790

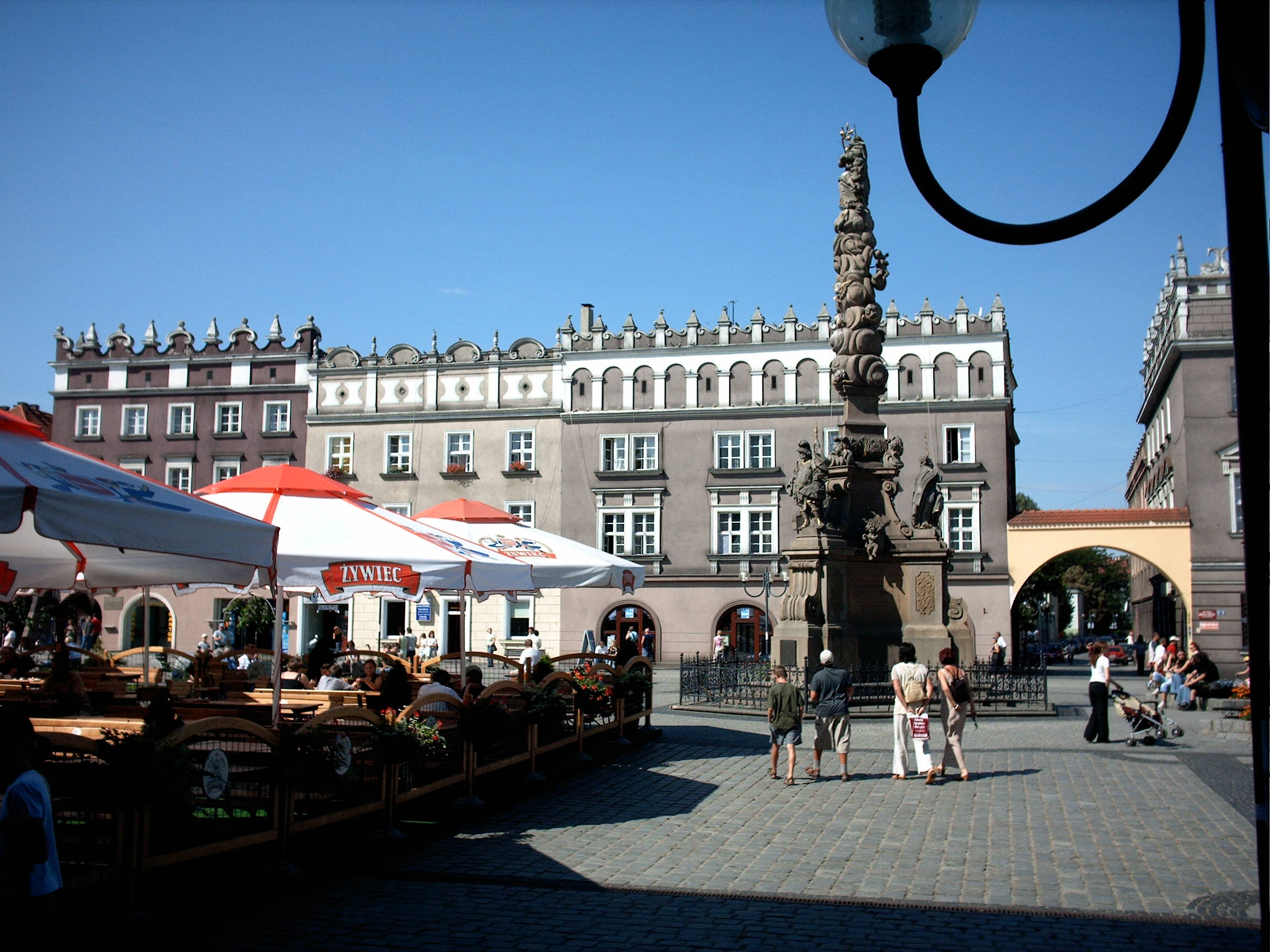
Die Westseite des Rings mit dem Torbogen

Ratibor, das an einer uralten Furt über die Oder entstand, gehört zu den ältesten Städten Oberschlesiens. Die rechts der Oder gelegene Wallburg mit der Siedlung Ostrog sollte den Flussübergang schützen, der an einer Handelsstraße von der Mährischen Pforte nach Krakau führte. Die Burg wurde erstmals 1108 von dem Benediktinermönch Gallus Anonymus erwähnt, der über kriegerische Auseinandersetzungen zwischen dem polnischen Herzog Bolesław III. Schiefmund und den Mährern berichtete. Die wiederholt aufflammenden Kriege wurden erst mit dem 1137 abgeschlossenen Pfingstfrieden von Glatz beendet, der eine dauerhafte Grenzziehung festlegte. Da Ratibor links der Zinna lag, fiel es an Polen und nach dessen Teilung 1138 an das Herzogtum Schlesien. 1155 diente die Burg als Mittelpunkt einer Kastellanei. Nach der ersten Teilung des Herzogtums Schlesien spaltete sich 1173 das neu gegründete Herzogtum Ratibor ab, das 1202 um das Oppelner Land vergrößert wurde, das erst 1281 ein selbständiges Herzogtum wurde. Da 1202 das für Polen geltende Senioratsprinzip aufgegeben wurde, erlosch die staatsrechtliche Verbindung der schlesischen Gebiete zu Polen, wodurch die bis dahin eigenständigen schlesischen Herzogtümer auch die politische Unabhängigkeit erlangten.
Bereits Anfang des 13. Jahrhunderts entstand unter Herzog Mieszko I., der auf der Burg residierte, neben der Burgsiedlung eine weitere Ufersiedlung, die 1217 über das Markt- und Schankrecht verfügte. Bereits damals wurden als Ansiedler „hospites“ (Gäste) erwähnt, womit deutsche und flämische Kaufleute gemeint waren. Während der Herrschaft des Herzogs Kasimir I. (1211–1230) wurde im Anschluss an die links der Oder bestehende Ufersiedlung die vermutlich schon von seinem Sohn Mieszko I. geplante Stadt Ratibor mit Siedlern aus dem Westen gegründet und mit Flämischem Recht ausgestattet. Für das Jahr 1235 ist ein Stadtvogt „Colin“ belegt. In der Schlacht bei Ratibor 1241 sollen sich Stadt und Burg erfolgreich gegen die Mongolen verteidigt haben. 1246 stiftete Herzog Miezko II. das Dominikanerkloster mit der St.-Jakobi-Kirche. 1255 und 1273 wurde die Stadt bei feindlichen Überfällen beschädigt. Beim Wiederaufbau wurde sie gleichzeitig nach Süden erweitert. 1275 ist ein erster Jahrmarkt belegt.
In einem jahrelangen Streit des Breslauer Herzogs Heinrich IV. mit dem Breslauer Bischof Thomas II. gewährte Herzog Primislaus von Ratibor im Jahre 1285 dem Bischof Schutz auf seiner Ratiborer Burg. Bei dem Streit ging es um die Immunitätsrechte sowie um die Zehntzahlungen der deutschsprachigen Dörfer im Neisser Bistumsland. Zum Dank für die gewährte Hilfe gründete Bischof Thomas bei der damals erneuerten Burgkapelle ein dem hl. Thomas von Canterbury gewidmetes Kollegiatstift.
1286 wurde Ratibor Oberhof für die nach flämischem Recht bewidmeten Ortschaften des Herzogtums Ratibor. Die links der Oder gelegene Neustadt wurde 1294 mit Ratibor verbunden, das 1299 Magdeburger Recht erhielt. Vor dem Jahr 1300 verfasste der Mönch Peregrinus im Ratiborer Dominikanerkloster seine Predigtsammlung „Sermones de tempore et de sanctis“, die weite Verbreitung fand. Zwischen 1299 und 1306 wurde das von Herzog Primislaus gestiftete „Jungfrauenstift“ gegründet. Es wurde mit Dominikanerinnen besiedelt, deren erste Äbtissin die Herzogstochter Euphemia († 1359) war.
Nachdem 1327 Herzog Lestko dem böhmischen König Johann von Luxemburg gehuldigt hatte, wurden Stadt und Herzogtum Ratibor als ein Lehen der Krone Böhmen unterstellt. Die böhmische Lehenshoheit wurde 1335 mit dem Vertrag von Trentschin bestätigt. Bereits ein Jahr später, nach dem Tod des Herzogs Lestko, mit dem der Ratiborer Zweig der Schlesischen Piasten 1336 erlosch, trat der Heimfall an die Krone Böhmen ein. 1337 übergab der böhmische König Johann von Luxemburg beides, wiederum als ein Lehen, an den Troppauer Herzog Nikolaus II. Er war mit einer Schwester Lestkos verheiratet und entstammte dem Troppauer Zweig der Přemysliden, die der Stadt eine größere Unabhängigkeit gewährten. Neben der Bedeutung als Handelsplatz waren im Mittelalter in Ratibor die Tuchmacherei, die Gerberei, das Brauwesen und der Getreidehandel wirtschaftlich herausragend. Bereits 1332 verfügte Ratibor über eine Salzniederlage. 1416 wurde das Kollegiatstift von der Burgkapelle an die Liebfrauen-Pfarrkirche übertragen.
Nach dem Tod des Herzogs Valentin, mit dem der Troppauer Zweig der Přemysliden erlosch, fielen Stadt und Herzogtum Ratibor durch einen 1512 abgeschlossenen Erbvertrag an den Oppelner Herzog Johann II. Nach dessen Tod 1532 fiel sein Besitz als erledigtes Lehen an die Krone Böhmen, die seit 1526 die Habsburger innehatten. Von 1532 bis 1551 war Ratibor zusammen mit dem nun böhmischen Erbfürstentum Oppeln an die Markgrafen von Ansbach verpfändet. Von 1645 bis 1666 war es zusammen mit dem Erbfürstentum Oppeln als Ersatz für nicht bezahlte Mitgift mehrerer nach Polen verheirateter österreichischer Prinzessinnen an das polnische Königshaus der Wasa verpfändet. Anschließend wurde die aus dem Kammergut hervorgegangene Herrschaft Ratibor an häufig wechselnde Besitzer vergeben. Zu einem wirtschaftlichen Niedergang Ratibors kam es durch den Dreißigjährigen Krieg und mehrere Stadtbrände.

### Preußische Zeit

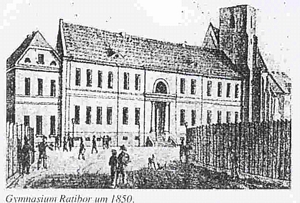
Das Ratiborer Gymnasium auf einer Abbildung von 1850

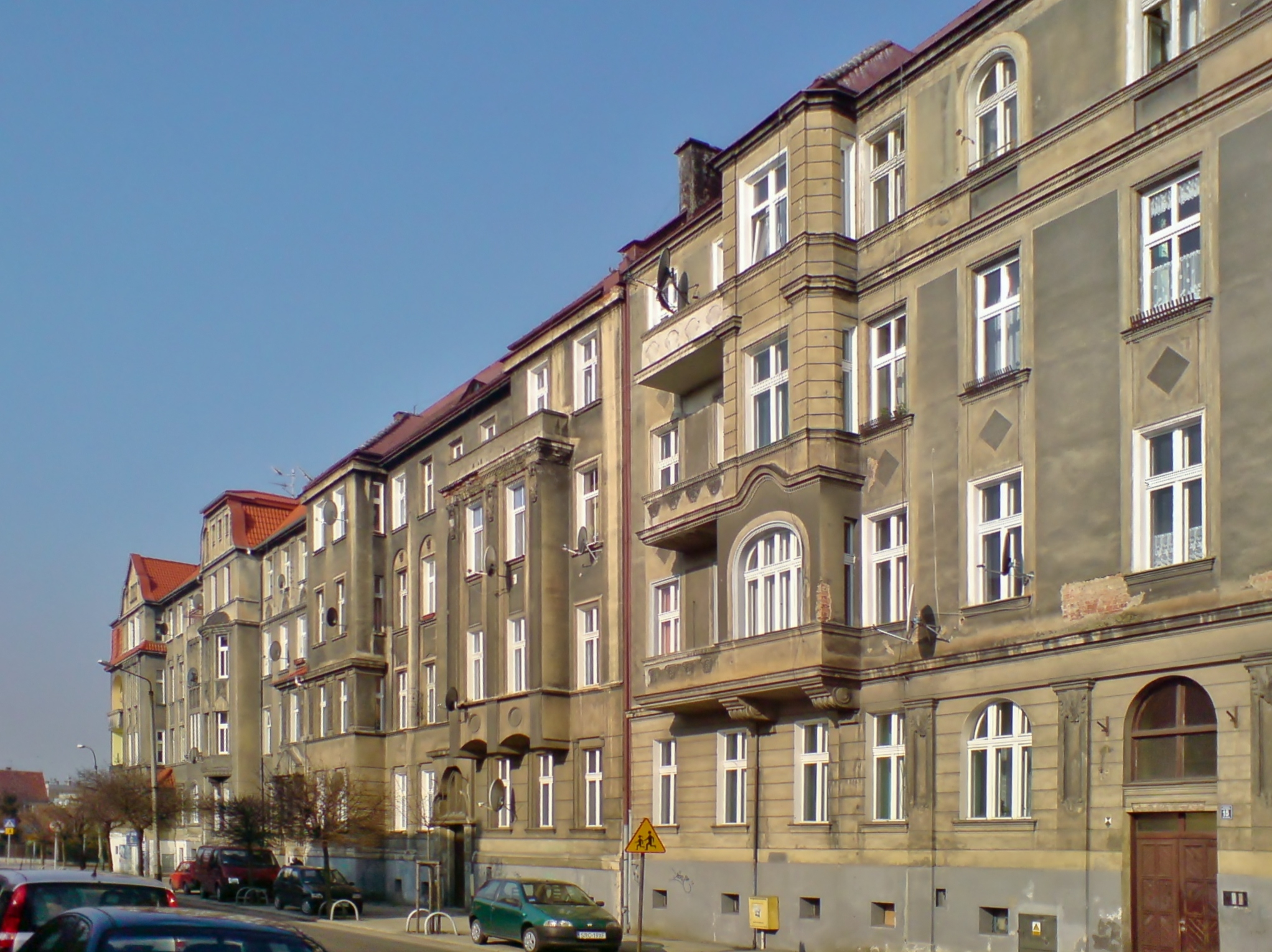
Gründerzeitliche Wohnhäuser aus der Jahrhundertwende an der heutigen ul. Wileńska

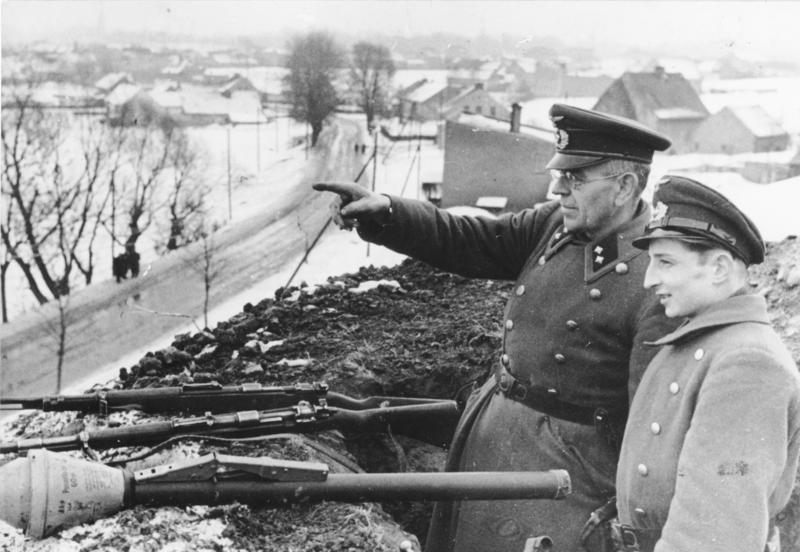
Volkssturm-Stellung am 2. Februar 1945 in Ratibor (Aufnahme aus dem Bundesarchiv)

Im 18. Jahrhundert gehörte Ratibor zur steuerrätlichen Inspektion in Neustadt O.S. Nach dem Ersten Schlesischen Krieg fiel Ratibor 1742 mit dem größten Teil Schlesiens an Preußen. Nach der Neugliederung Preußens gehörte Ratibor seit 1815 zur Provinz Schlesien und war ab 1816 Sitz des Landkreises Ratibor, der im selben Jahr vom Regierungsbezirk Breslau zum neugebildeten Regierungsbezirk Oppeln umgegliedert wurde. Bereits 1812 wurde Ratibor mit der gleichnamigen Herrschaft, die um einige säkularisierte Kirchengüter vergrößert worden war, vom Kurprinzen von Hessen-Kassel erworben. 1820 erhielt es Viktor Amadeus von Hessen-Rothenburg, dem 1834 sein Neffe Viktor von Hohenlohe-Waldenburg-Schillingsfürst folgte. Als dieser 1840 volljährig wurde und sein Erbe antrat, wurde ihm vom preußischen König der erbliche Titel „Herzog von Ratibor und Fürst von Corvey“ verliehen. Nach seinem Ableben 1893 wurde er von seinem gleichnamigen Sohn Viktor II. beerbt. Bereits 1821 hatte König Wilhelm I. die Herrschaft Ratibor zum Mediatfürstentum erhoben. Nachteilig für die Stadt Ratibor wirkte sich aus, dass die neuen Herzöge nicht auf dem Schloss Ratibor residierten. Sie verlegten ihre Hofhaltung in das 1810 säkularisierte Kloster Rauden.
Ein wirtschaftlicher Aufschwung erfolgte 1846 mit der Eröffnung der Eisenbahnverbindung von Berlin nach Wien, die über Ratibor führte. Mit dem Bau weiterer Nebenlinien wurde die Infrastruktur für die Ansiedlung wichtiger Industriebetriebe geschaffen (wie die Planiawerke AG für Kohlefabrikation). Ein heute nicht mehr bestehendes Theater kam 1870 hinzu. Am Anfang des 20. Jahrhunderts hatte Ratibor eine evangelische Kirche, vier katholische Kirchen, eine Synagoge, ein Gymnasium, ein Realgymnasium, ein katholisches Schullehrerseminar, eine Taubstummenanstalt und war Sitz eines Landgerichts.
Zum 1. April 1903 schied die Stadtgemeinde Ratibor aus dem Landkreis Ratibor aus und bildete nun den selbständigen Stadtkreis Ratibor. Nachdem zum 8. November 1919 die Provinz Schlesien aufgelöst wurde, gehörte Ratibor nunmehr zur neu gebildeten Provinz Oberschlesien und war Sitz der Provinzialbehörde.
Bei der Volksabstimmung in Oberschlesien am 20. März 1921 votierten im Stimmkreis Ratibor Stadt 25.336 Personen (87,98 % der Stimmberechtigten) für einen Verbleib bei Deutschland, 2.227 für Polen (8,79 %). Im Stimmkreis Ratibor Land sprachen sich 25.986 Personen (56,83 % der Stimmberechtigten) für einen Verbleib bei Deutschland und 18.403 (40,25 %) für Polen aus. In Stadt und Landkreis Ratibor zusammengenommen stimmten 30 % für Polen. Durch die östlich verlaufende Grenzziehung verlor Ratibor neben einem Landbesitz auch einen Teil seines wirtschaftlich bedeutenden Hinterlandes.
Mit der Einführung des preußischen Gemeindeverfassungsgesetzes vom 15. Dezember 1933 bestand ab 1. Januar 1934 eine einheitliche Kommunalverfassung für alle preußischen Gemeinden. Die bisherige Stadtgemeinde Ratibor führte nun die Bezeichnung Stadt. Im Jahr 1945 gehörte die Stadt Ratibor zum Regierungsbezirk Oppeln in der preußischen Provinz Schlesien des Deutschen Reichs.
Auf dem Gebiet von Ratibor gab es neben Zuchthaus und Haftanstalt Ratibor zwei Arbeitslager: ein sogenanntes „Polenlager“ für polnische Zwangsarbeiter und das „Zwangsarbeitslager für Juden Ratibor“.
Gegen Ende des Zweiten Weltkriegs flüchtete bis März 1945 der Großteil der Bevölkerung der Stadt in Richtung Mähren. Pläne, Ratibor in einen sogenannten Festen Platz zu verwandeln, wurden nicht realisiert, zumal nur wenige Soldaten bzw. Volkssturmangehörige in der Stadt waren. Die Rote Armee hatte bereits im Januar 1945 große Teile Oberschlesiens erobert. Da ihr Vorstoß zur Oder bei Ratibor abgewehrt wurde, blieb Ratibor bis dahin vom direkten Kriegsgeschehen verschont. Am Karfreitag, dem 30. März 1945, setzte die Rote Armee zum Sturm auf die Stadt an. Nach der Besetzung am Folgetag kam es zu Vergehen an der Zivilbevölkerung (insbesondere zahlreichen Vergewaltigungen) und Plünderungen. Viele Kunstschätze wie die gotische Ratiborer Custodia wurden geraubt und die Altstadt in Brand gesetzt. Die Stadt wurde zu etwa 80 Prozent zerstört.
Nach Ende des Zweiten Weltkriegs wurde Ratibor, wie ganz Oberschlesien, im Sommer 1945 gemäß dem Potsdamer Abkommen von der sowjetischen Besatzungsmacht unter polnische Verwaltung gestellt und erhielt den polnischen Ortsnamen Racibórz. Die verbliebene deutsche Bevölkerung wurde größtenteils von der örtlichen polnischen Verwaltungsbehörde aus Ratibor vertrieben. In den folgenden Monaten kamen nur etwa 3000 Neusiedler aus Zentral- und Ostpolen hinzu, die teilweise Zwangsumgesiedelte aus Ostpolen waren, das an die Sowjetunion gefallen war.
Im kommunistischen Polen wurde die mutwillige Zerstörung der Stadt durch die Rote Armee verschwiegen. Laut offizieller Darstellung waren die Zerstörungen auf schwere Gefechte und eine Gegenoffensive der Wehrmacht zurückzuführen. Nach der Absetzung des kommunistischen Regimes 1989 wurden die tatsächlichen Geschehen mit Hilfe von bis dahin geheim gehaltenen Akten und Zeitzeugenberichten rekonstruiert. Seit Ende der 1990er Jahre wird am 31. März auch nicht mehr der „Tag der Befreiung“ gefeiert.
Ein Jahrzehnt nach Kriegsende wies die Stadt schon eine deutlich größere Bevölkerungszahl auf und die Wiederherstellung der zahlreichen Industriebetriebe wurde abgeschlossen. Beim Wiederaufbau wurde die teils gut erhaltene Bausubstanz, wie das Rathaus, abgetragen und durch Neubauten ersetzt. Die Wiederherstellung alter Gebäude beschränkte sich auf die Kirchen der Stadt sowie die Stadtmauer. Am Ring wurden neue Bauten errichtet. Beim Wiederaufbau der Stadt wurde versucht, an Baustile der Renaissance und des Barock anzuknüpfen. In den 1950er Jahren nahm die Kesselfabrik Rafako ihren Betrieb auf. Darüber hinaus entstanden an den Stadträndern neue Wohnsiedlungen.
Am 8. Juli 1997 wurde Racibórz vom Oderhochwasser heimgesucht, bei dem weite Teile der Stadt überschwemmt wurden und es zu schweren Schäden kam. Der Wasserstand der Oder stieg auf bis zu 10,46 m, was die kritische Hochwassermarke um 4,5 m übertraf. Am 21. Juni 2001 wurde in Racibórz, als erster polnischer und europäischer Stadt überhaupt, die Umweltmanagementnorm ISO 14001 eingeführt.

## Sehenswürdigkeiten

### Burg Ratibor
Die Burg Ratibor, die auch als Herzogsschloss bezeichnet wird, entstand an der Stelle der im Jahre 1108 erstmals erwähnten Wallburg, einer Befestigungsanlage mit Holz-Erde-Ringwall. Sie wurde ab dem 13. Jahrhundert durch einen Backsteinbau ersetzt und von 1603 bis 1636 neu errichtet und erweitert. Nachdem sie ab Anfang des 19. Jahrhunderts nicht mehr als Residenz benutzt wurde, wurde der westliche Teil zu einer Brauerei ausgebaut und 1846 Büroräume eingerichtet. Nach einem Brand 1858 erfolgte ein Wiederaufbau des West- und Nordflügels sowie eine Erweiterung der Brauerei. Bis 1945 wohnten herzogliche Beamte im Schloss. Seit 1945 gehört es dem polnischen Staat.
Während der Kämpfe des Zweiten Weltkriegs wurden die Schlossgebäude nicht beschädigt, 1945 brannten das Schlosstor und der südliche Teil des Ostflügels herunter. Bis 1949 wurde das Tor wieder aufgebaut. Nach dem Krieg beherbergte das Schloss zunächst ein Archiv, in einem Teil des Fürstenschlosses befanden sich Wohnungen und in der Brauerei wurde die Bierproduktion wieder aufgenommen. Ab den 1950er Jahren verfiel das Gebäude allmählich. Das Wohnhaus im südöstlichen Teil wurde abgerissen, da es bei dem Brand 1945 beschädigt worden war. Altar, Orgeln und Kirchenbänke der Kapelle wurden verwüstet und zerstört, Remise und Kreuzgang wurden abgerissen und die Räume des Schlosshauses beschädigt.
Seit den 1990er Jahren wurde das Schloss schrittweise renoviert unter anderem mit Pfählen um ein Setzen der Gebäude zu verhindern. 2008 begann die allgemeine Renovierung des Schlosses finanziert vom polnischen Staat und der EU. Die Burg liegt im Stadtteil Ostrog in der ul. Zamkowa.

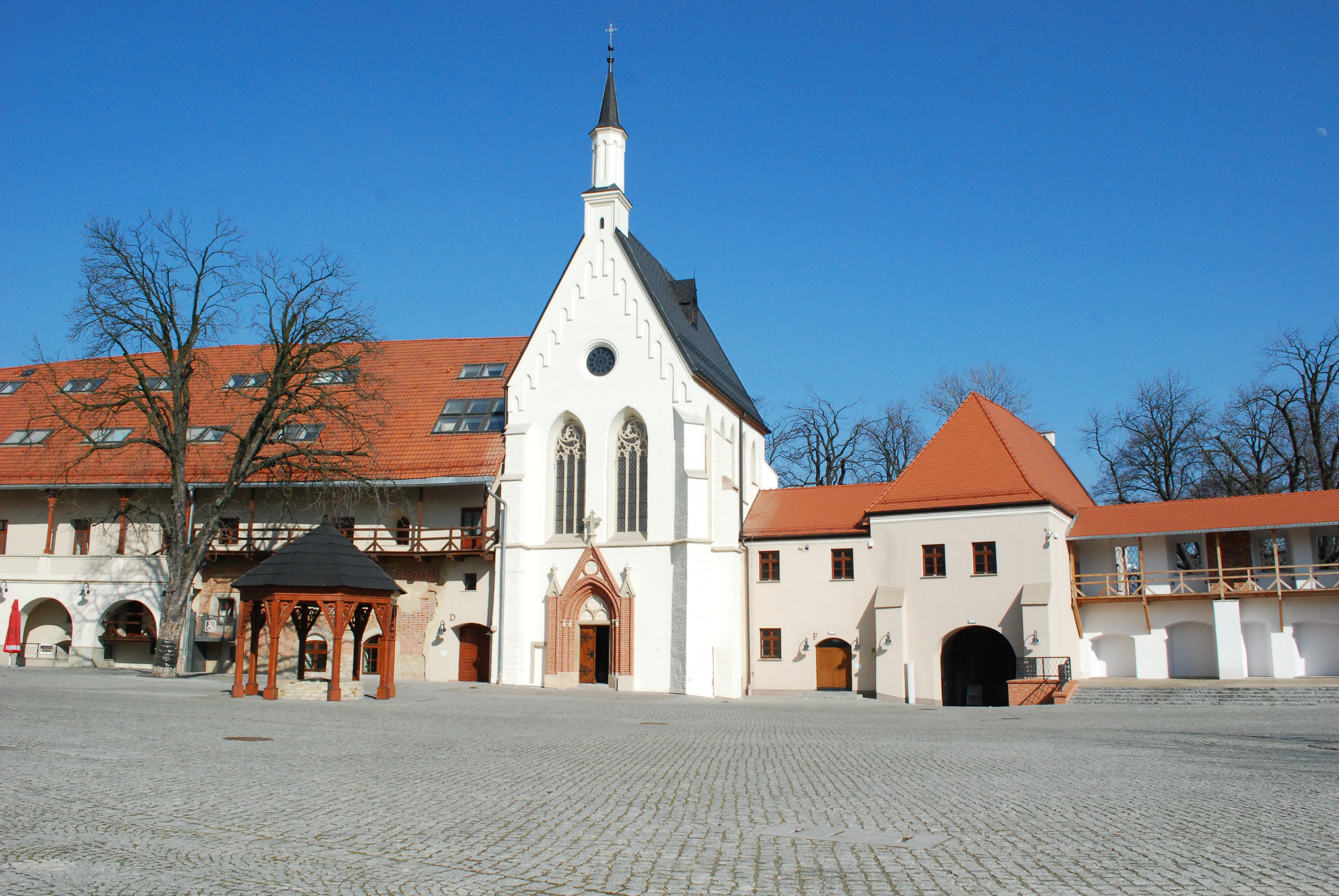
Das Schloss Kapelle und Tor
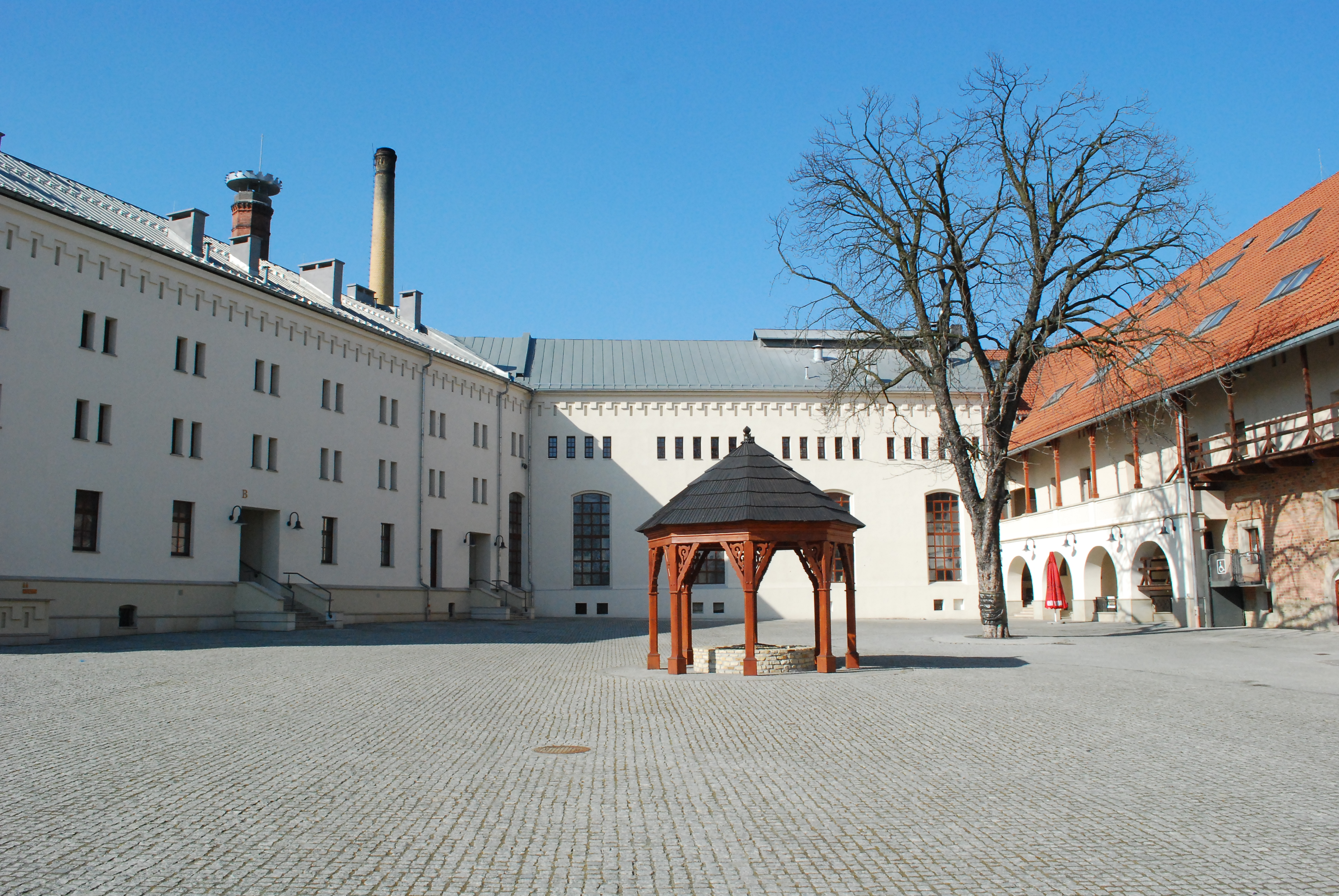
Das Schloss
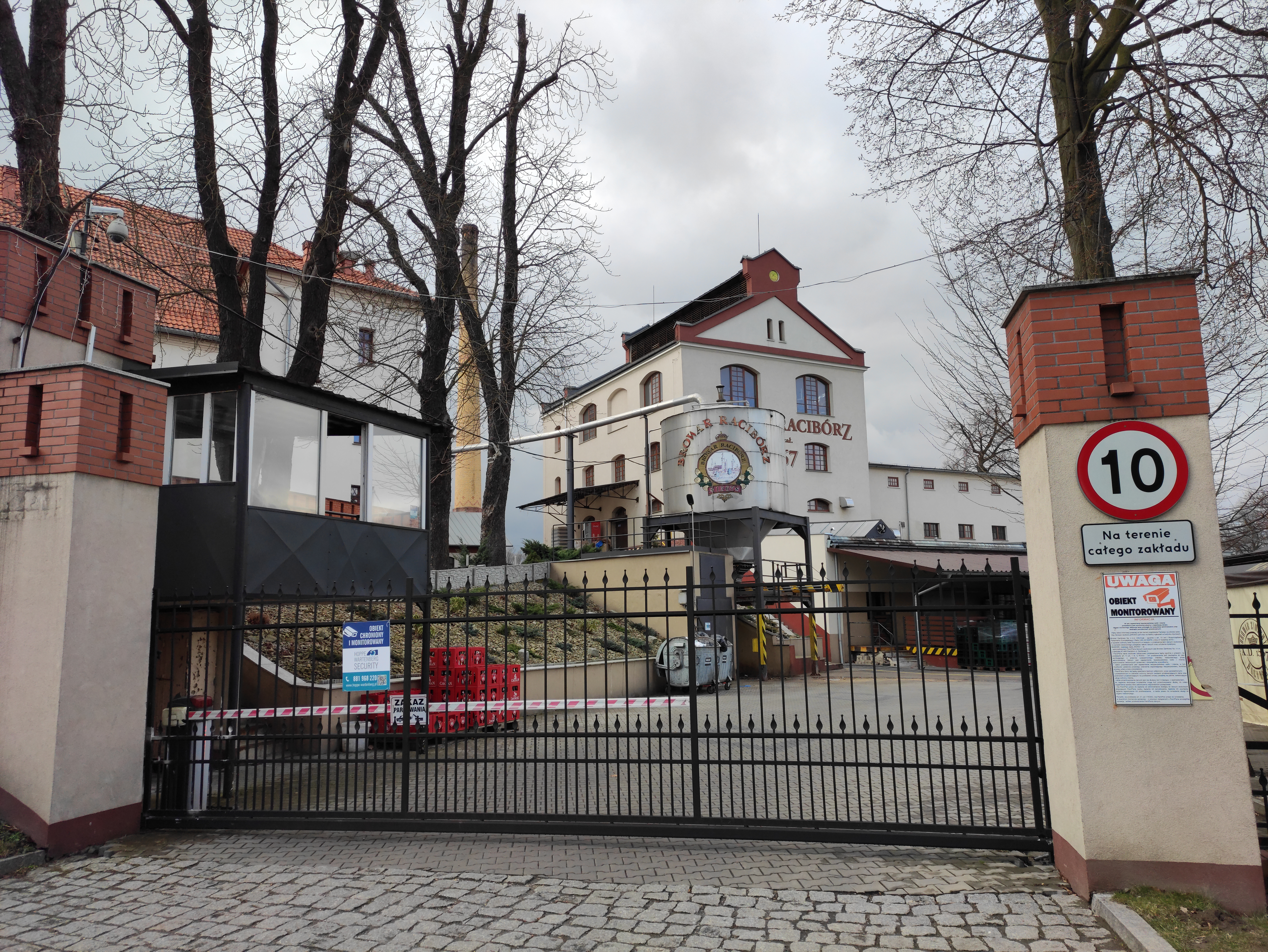
Die Brauerei auf dem Schlossgelände

### Die Burgkapelle
Die zu Ehren des hl. Thomas von Canterbury geweihte Burgkapelle wurde gegen Ende des 13. Jahrhunderts zusammen mit einem Kollegiatstift vom Breslauer Bischof Thomas II. gestiftet. Sie ist von großer kunsthistorischer und geschichtlicher Bedeutung. Es ist ein einschiffiger, dreijochiger Bau im hochgotischen Stil. Der kleine, rechteckige Bau (6,6 × 13,2 m) wird von einem steilen Satteldach bedeckt und an der Westfassade von einem schlanken neugotischen Dachreiter überragt. Ursprünglich war die Kapelle eine Doppelkirche wie die Kreuzkirche in Breslau. Seit dem Abriss des Zwischengewölbes sind die unterhalb der Fenster eingelassenen kunstvollen Sitznischen der Stiftskanoniker in der ehemaligen Oberkirche nicht mehr auf Bodenniveau. Trotz der vielen Umbauten und Renovierungen der vergangenen Jahrhunderte konnten sich im Innern noch qualitätvolle bauplastische Elemente der Gotik erhalten, wie die Kapitelle oder die Bogennischen mit Wimpergen. Die Burgkapelle liegt, ebenso wie die Burg im Stadtteil Ostrog in der ul. Zamkowa.

### Der Schlosspark
Der Schlosspark umgibt die Burg (Schloss) Ratibor und das Stadion des Sport- und Erholungszentrums. Wo die Deutschen die Teilnehmer des Dritten Schlesischen Aufstandes begraben haben, steht im Park ein 1958 enthülltes Denkmal. Der Park liegt im Bereich des ehemaligen Auen-Weiden- und Pappelwaldes, auch heute wachsen dort zahlreiche Pappelarten wie Silber-Pappel, Schwarz-Pappel, Bastard-Schwarz-Pappel oder Birken-Pappel. Eine Besonderheit des Parks sind über 20 Exemplare der Schwarz-Pappel, die die Überreste des Auwaldes sind, der einst auf dem Gebiet des Parks wuchs. Der Umfang der Stämme dieser Bäume beträgt 4 bis über 6 m, sie sind weit über 20 m hoch, und die ältesten von ihnen sind über 200 Jahre alt, allerdings sind sie nicht im besten Zustand. Eine weitere Besonderheit des Parks ist ein Exemplar einer Sumpf-Eiche, die in der Nähe der Kreuzung der Straßen ul. Zamkowa und ul. Armii Krajowej wächst und 1992 zum Naturdenkmal erklärt wurde. Das Alter der Eiche wird auf 110 Jahre geschätzt. Sein Umfang beträgt 310 cm, der Brusthöhendurchmesser 98 cm, die Höhe 16 m und der Kronendurchmesser 7 m. Der Zustand des Baumes ist zufriedenstellend. Der Schlosspark liegt im Stadtzentrum am rechten Oderufer im Stadtteil Ostróg.

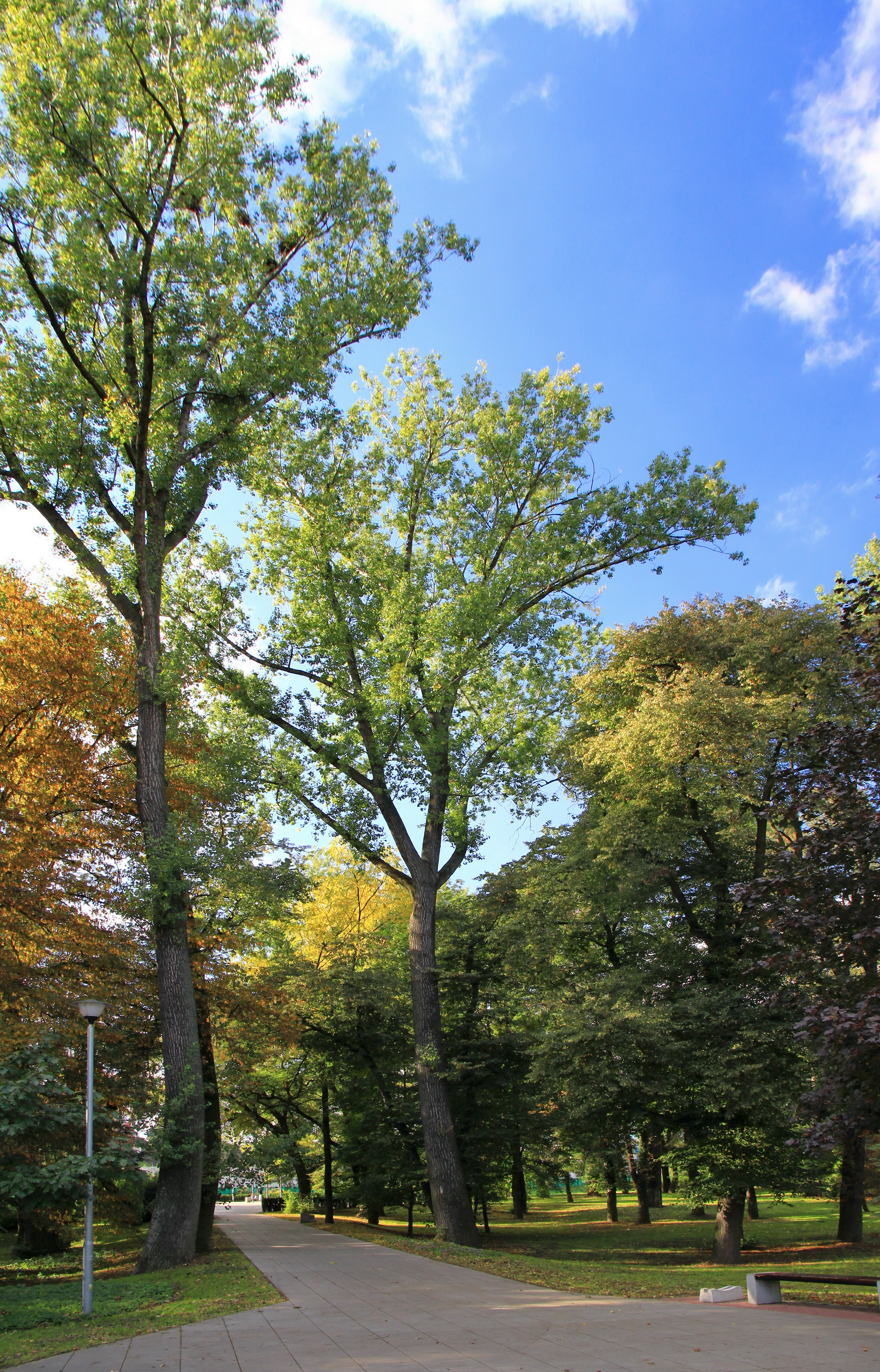
Schlosspark in Ratibor
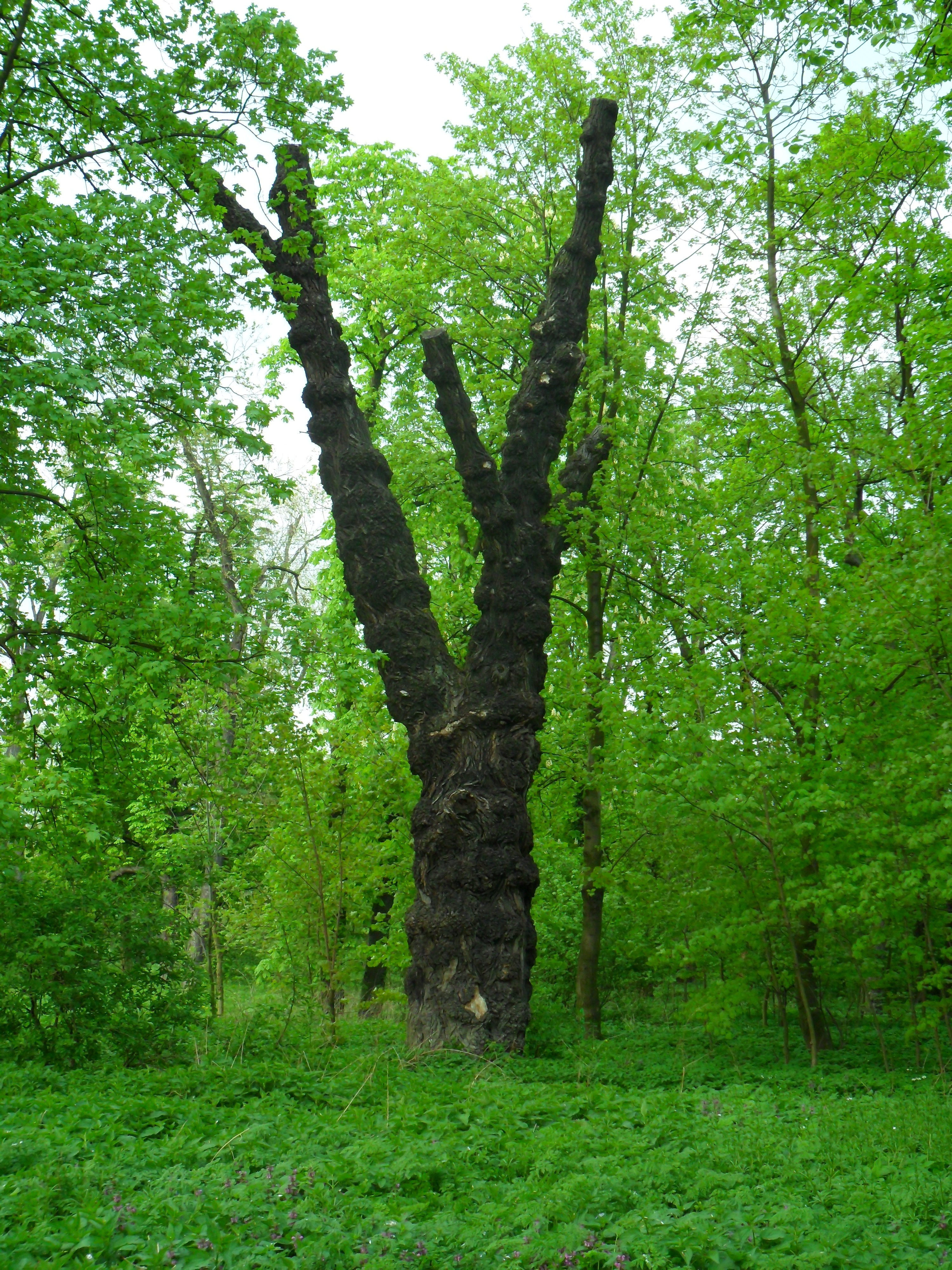
Schwarzpappel im Schlosspark
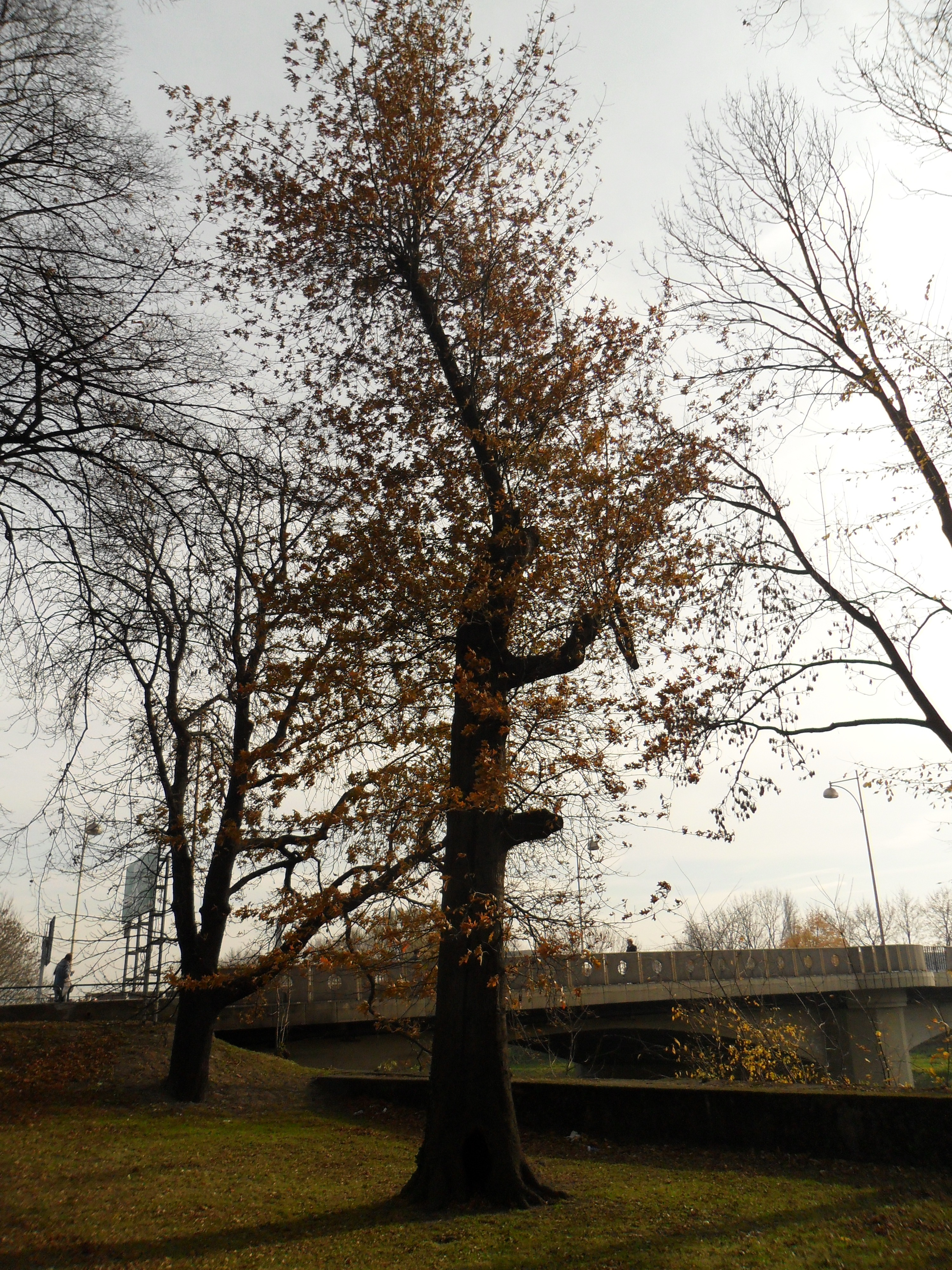
Die Sumpfeiche

### St. Johannes der Täufer
Die katholische Pfarrkirche St. Johannes der Täufer (Kościół par. Św. Jana Chrzciciela) wurde 1855–56 nach einem Entwurf des Kölner Architekten Vincenz Statz im Stil der Neugotik errichtet. Das Gebäude wurde 1945 zerstört und 1950 wiederaufgebaut. Es hat eine neogotische Ausstattung. Das Altargemälde „Taufe Christi“ schuf 1870 der Hultschiner Maler Johannes Bochenek. Das Glasfenster „Jüngstes Gericht“ wurde in der Münchner Mayer’schen Hofkunstanstalt geschaffen. Die Kirche liegt im Stadtteil Ostrog.

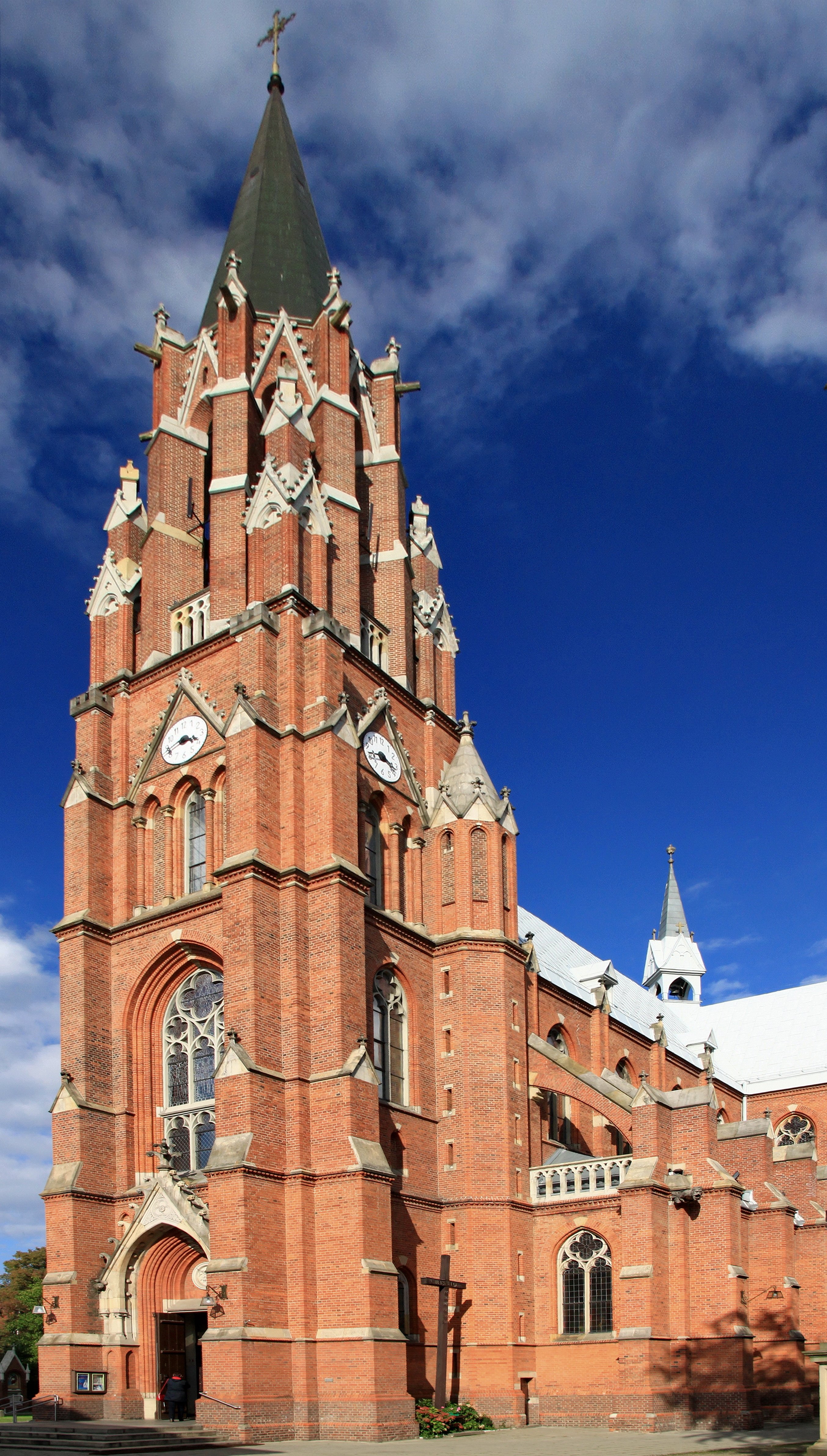
Die Kirche Johannes der Täufer
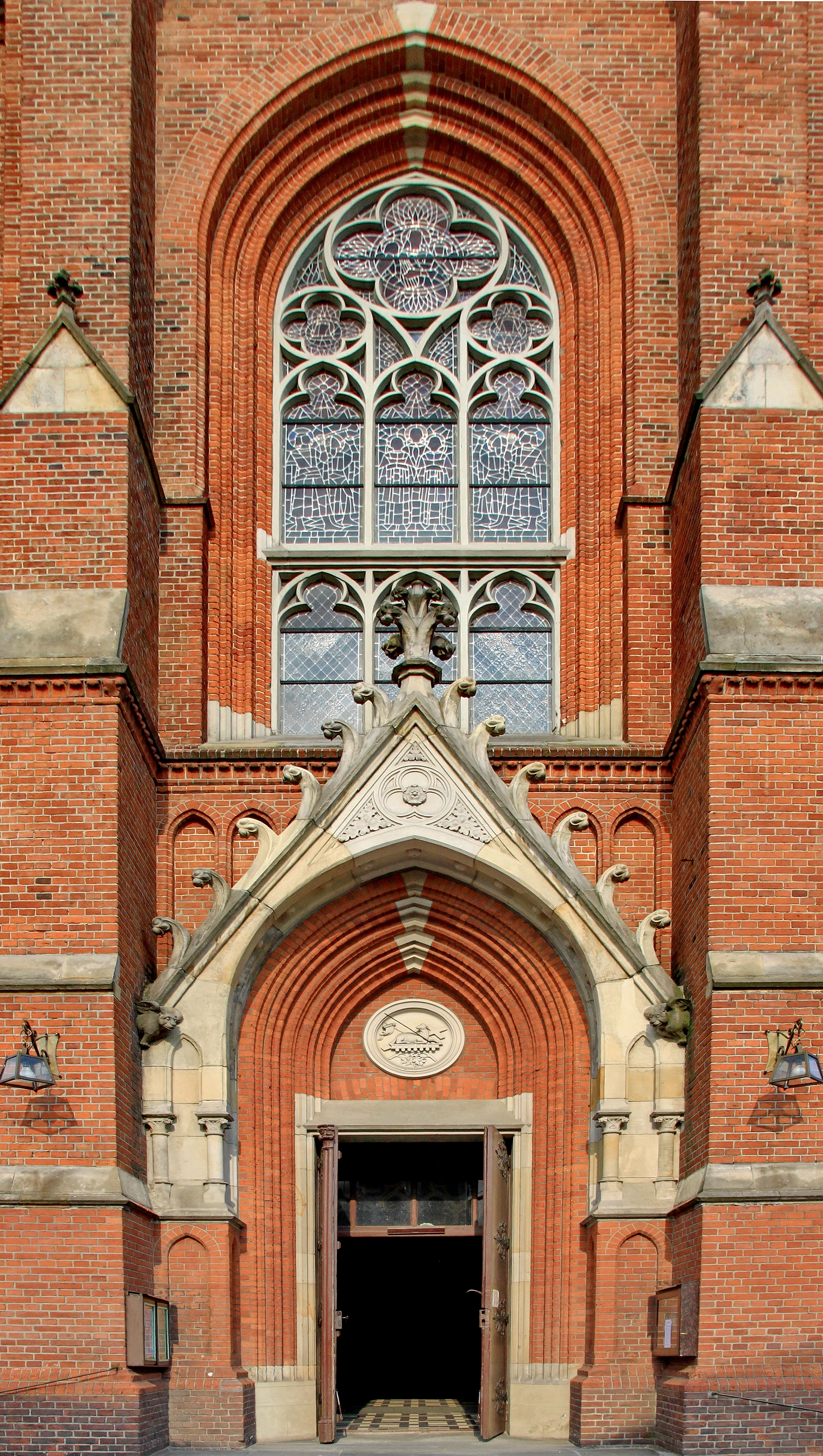
Eingangsportal
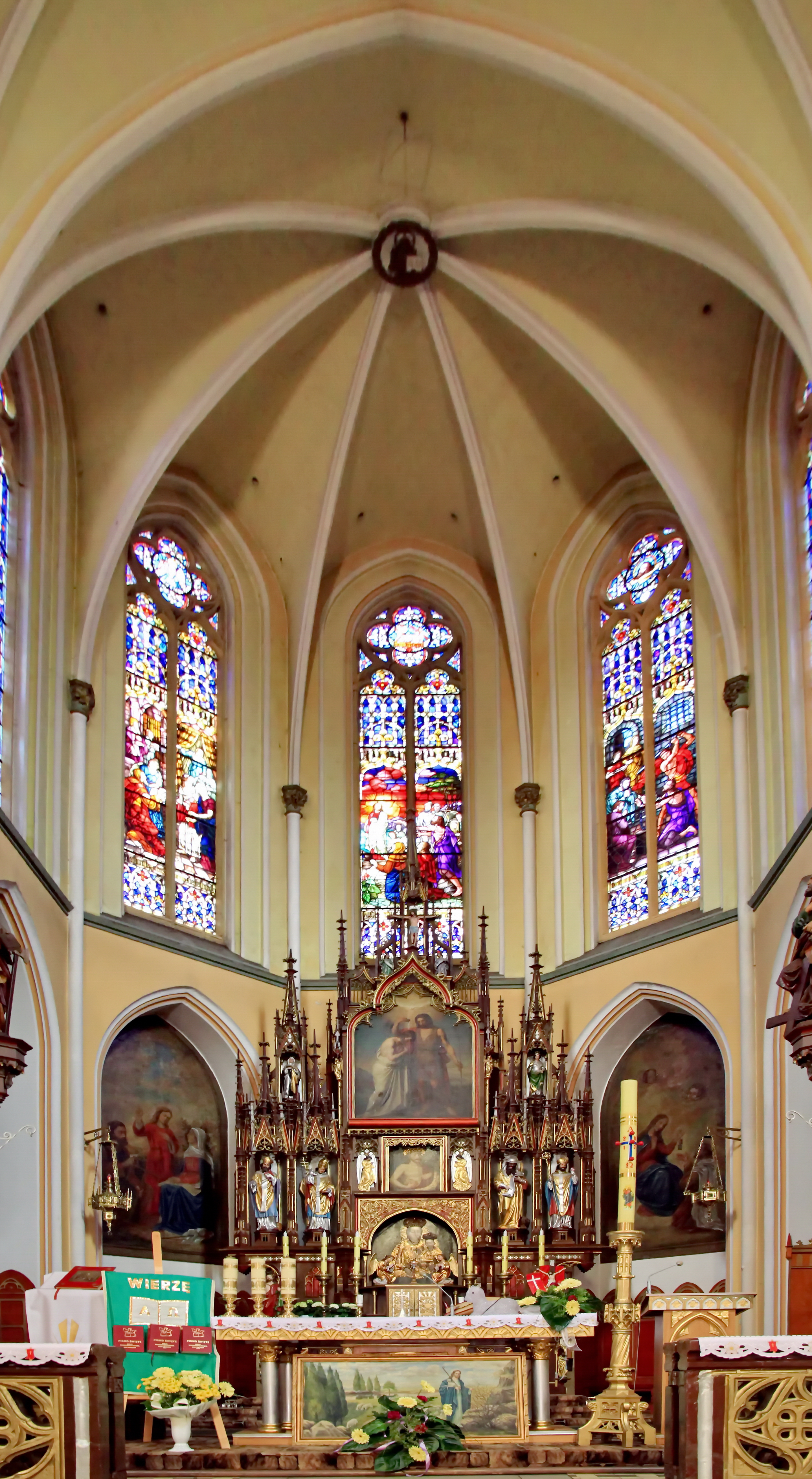
Hauptaltar mit Gemälde Taufe Christi
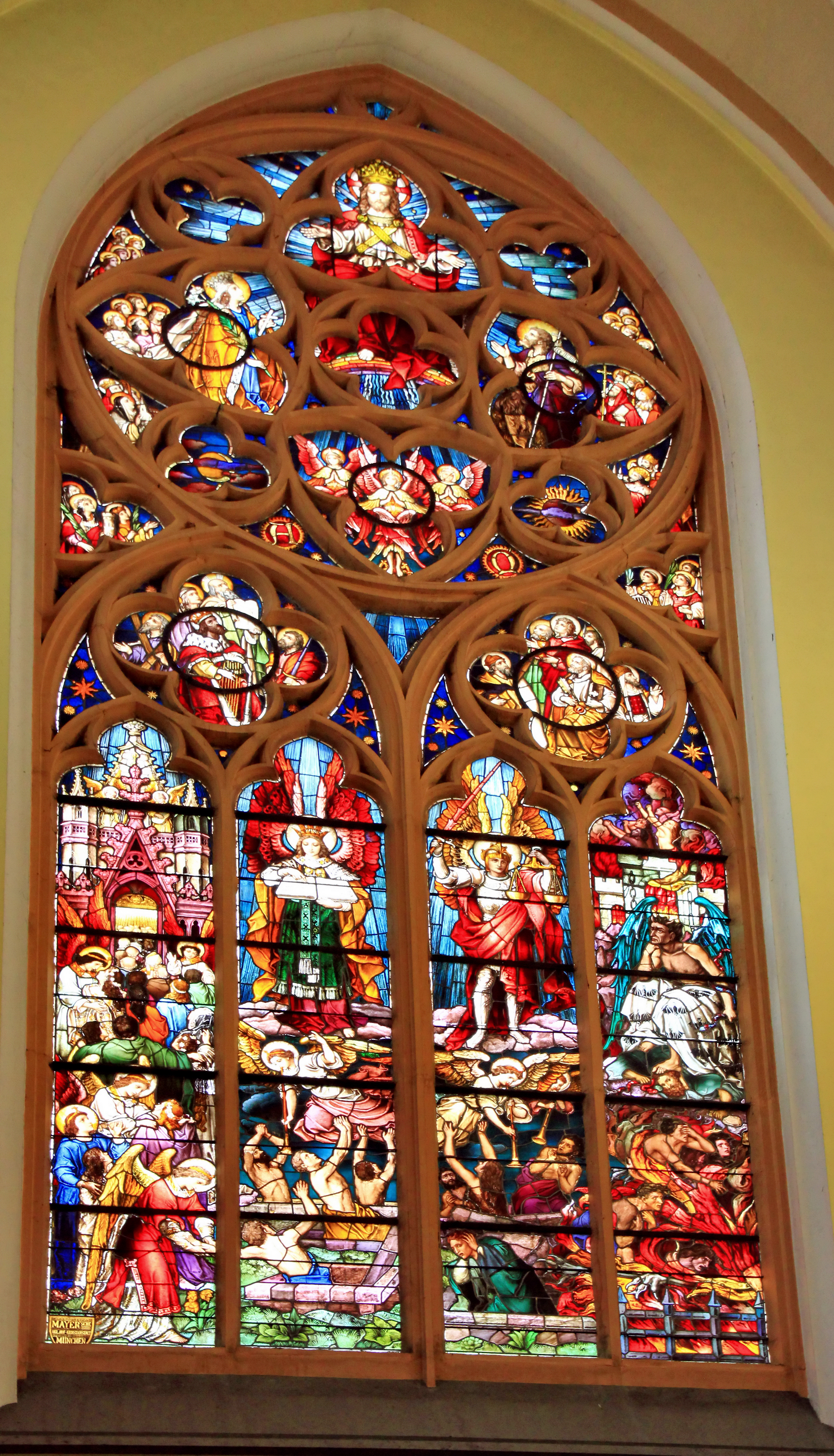
Fenster das Jüngste Gericht
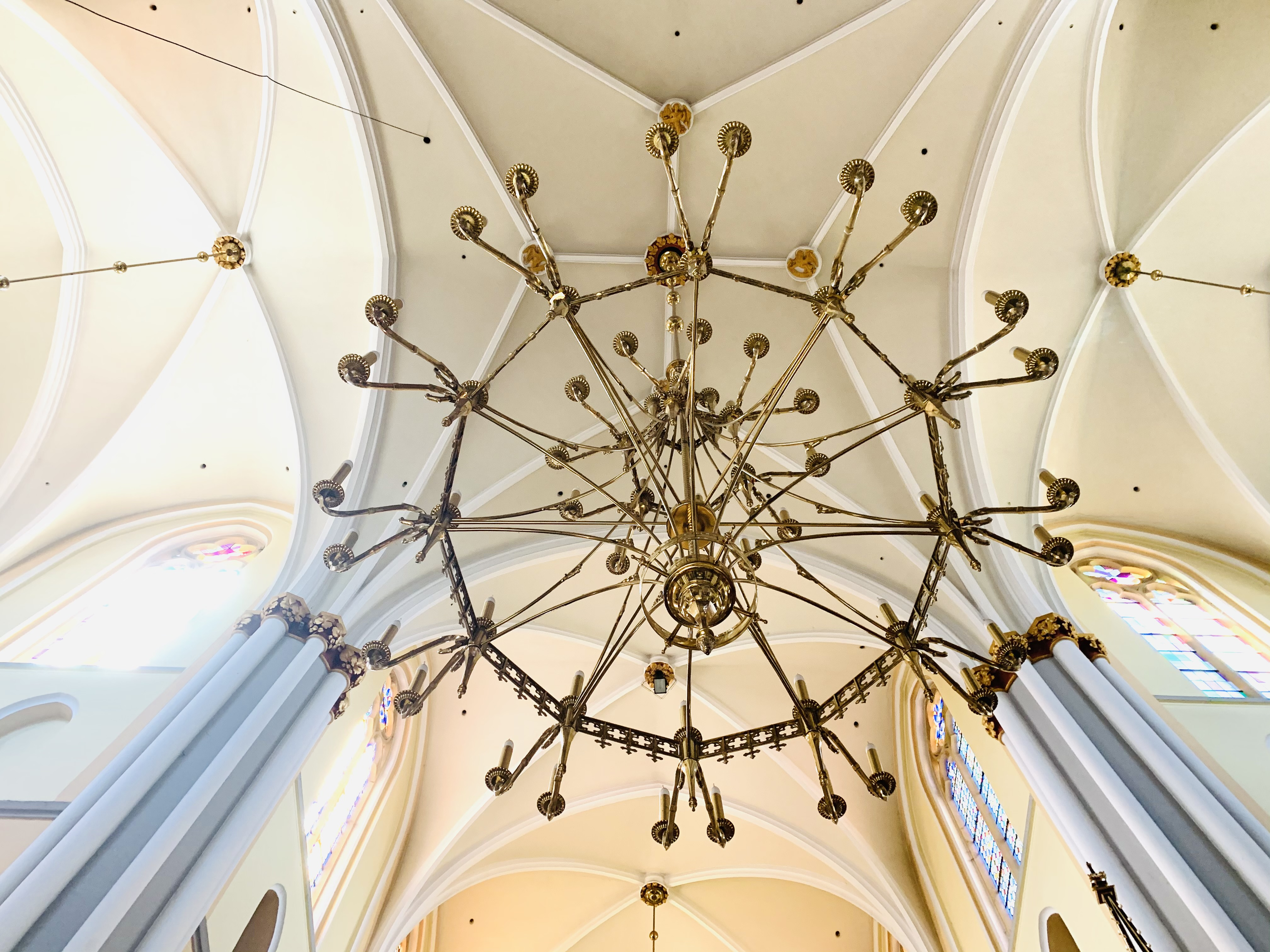
Leuchter und Gewölbe

### Die Nepomukfigur
Die Statue des heiligen Nepomuk (Figura Św. Jana Nepomucena) wurde um 1733 von dem Ratiborer Bildhauer Johann Melchior Oesterreich geschaffen. Die spätbarocke Steinfigur des Heiligen steht auf einem hohen Postament mit Wappenkartusche und Chronogramm. Stifter waren Karl Heinrich Graf von Sobeck und seine Frau Maximiliana de Verdugo. Die Statue steht in Stadtteil Ostrog.

### Die Mariensäule

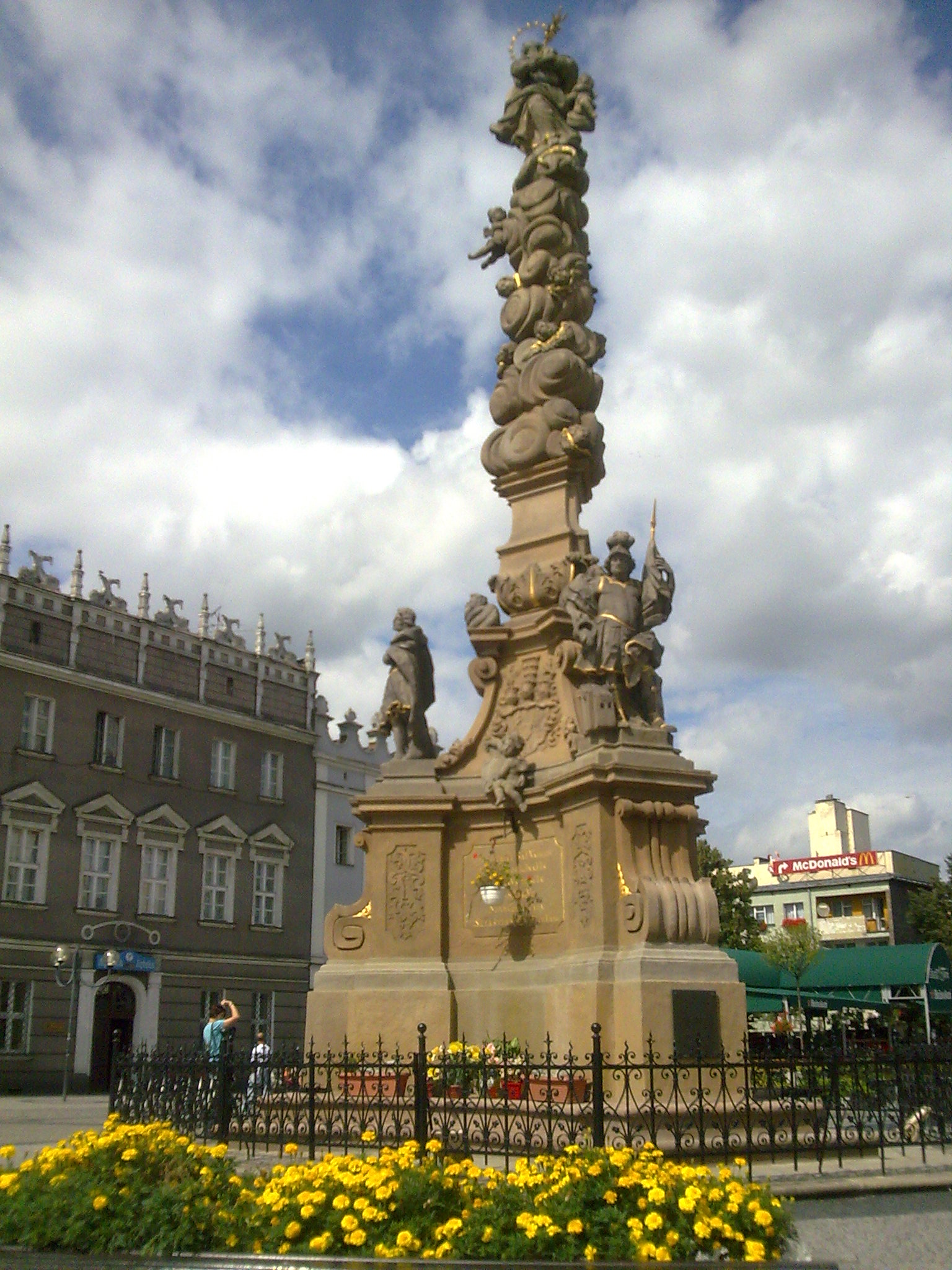
Die Mariensäule

Die barocke Mariensäule, auch Wolkensäule, auf dem Ring wurde aus Dank für das Überstehen einer Cholera-Epidemie in Ratibor 1715 von der Gräfin Maria Elisabeth Gräfin von Gaschin zu Rosenberg gestiftet. Die mit reichem Figurenschmuck versehene Säule schuf der Bildhauer Johann Melchior Österreich in den Jahren 1725 bis 1727. Die Säule steht auf einem hohen quadratischen Unterbau mit Vorlagen und aufsteigenden Voluten. Unterhalb der Säule stehen Figuren des hl. Sebastians, des hl. Florians und des hl. Marcellus. Gekrönt ist die Säule mit einer Marienfigur. Zum 100. Jahrestag der Einweihung des Denkmals wurde die Figur bemalt, die Vergoldung restauriert und ein gusseiserner Zaun aus der Gießerei in Gliwice errichtet. Zuletzt wurde die Säule 2021 gereinigt und neu vergoldet.

### Mariä-Himmelfahrt-Kirche
Die Mariä-Himmelfahrt-Kirche (Kośiół Wniebowzięcia Najświętszej Maryi Panny), die auch als Liebfrauenkirche bezeichnet wird, entstand nach 1300 an der Stelle eines Vorgängerbaus. Ihre gotische Gestalt mit dreischiffigem Langhaus und einschiffigem Chor erhielt sie im 14. Jahrhundert. Da sie seit 1416 als Kollegiatkirche diente, wurde 1416/17 ein Kapitelsaal mit Schatzkammer errichtet. Von 1426 bis 1446 wurde sie um die dem Stadtpatron hl. Marcellus gewidmete Kapelle erweitert, die seit 1658, als sie dem polnischen Prediger zugewiesen wurde, auch als polnische Kapelle bezeichnet wurde. Darin befindet sich eine Sandsteintafel zur Erinnerung an den Stadtbrand von 1574.
Im linken Seitenschiff ist ein Grabstein des Prälaten Martin Georg Korriger aus dem Jahr 1715 und ein Epitaph des Propstes und Pfarrers von Oppeln, Andreas Florian Scodonius (gestorben 1660), geschmückt mit einer Büste und einem Kruzifix. Den architektonischen Hauptaltar im Stil des Frühbarock schufen 1656/60 der Bildhauer Salomon Steinhoff, von dem auch das nicht mehr erhaltene Kanonikergestühl stammte und ein Maler mit Familienname Korn. Nach den Zerstörungen des Zweiten Weltkriegs erfolgte ein Wiederaufbau, so wurde beispielsweise der frühbarocke Hauptaltar rekonstruiert. Das Gebäude befindet sich in der ul. Mickiewicza 8.

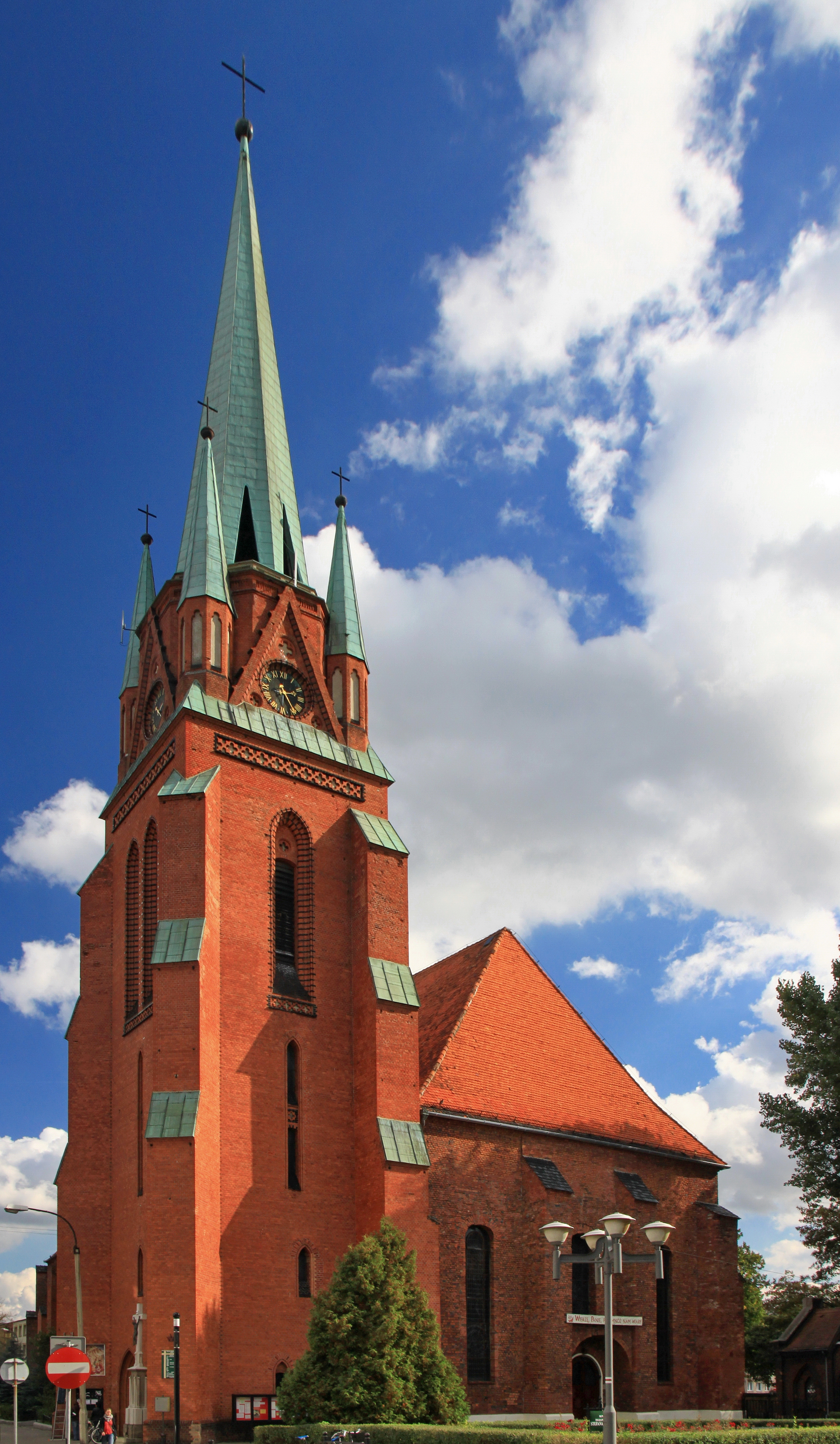
Die Mariä-Himmelfahrt-Kirche
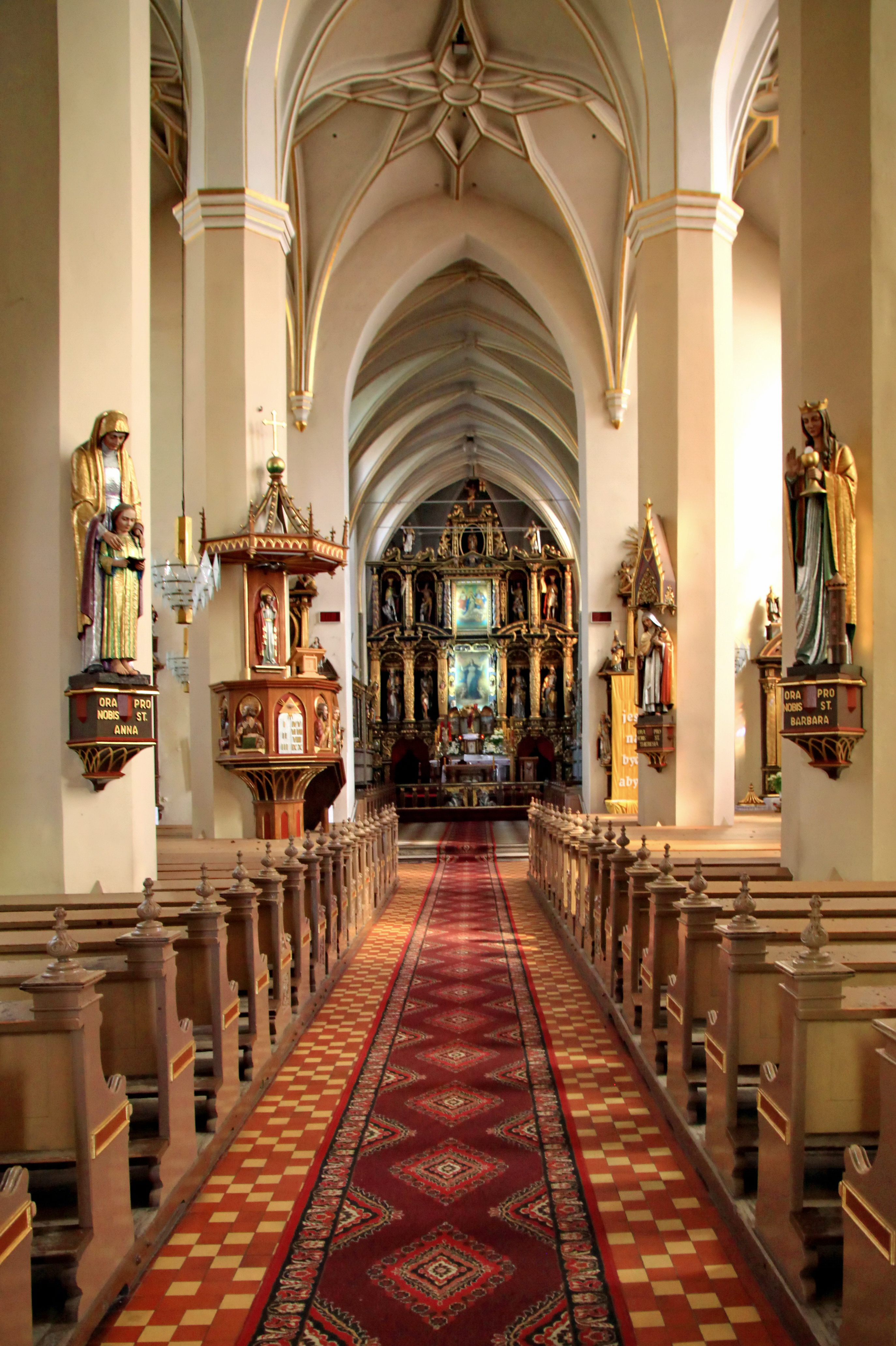
Das Kircheninnere
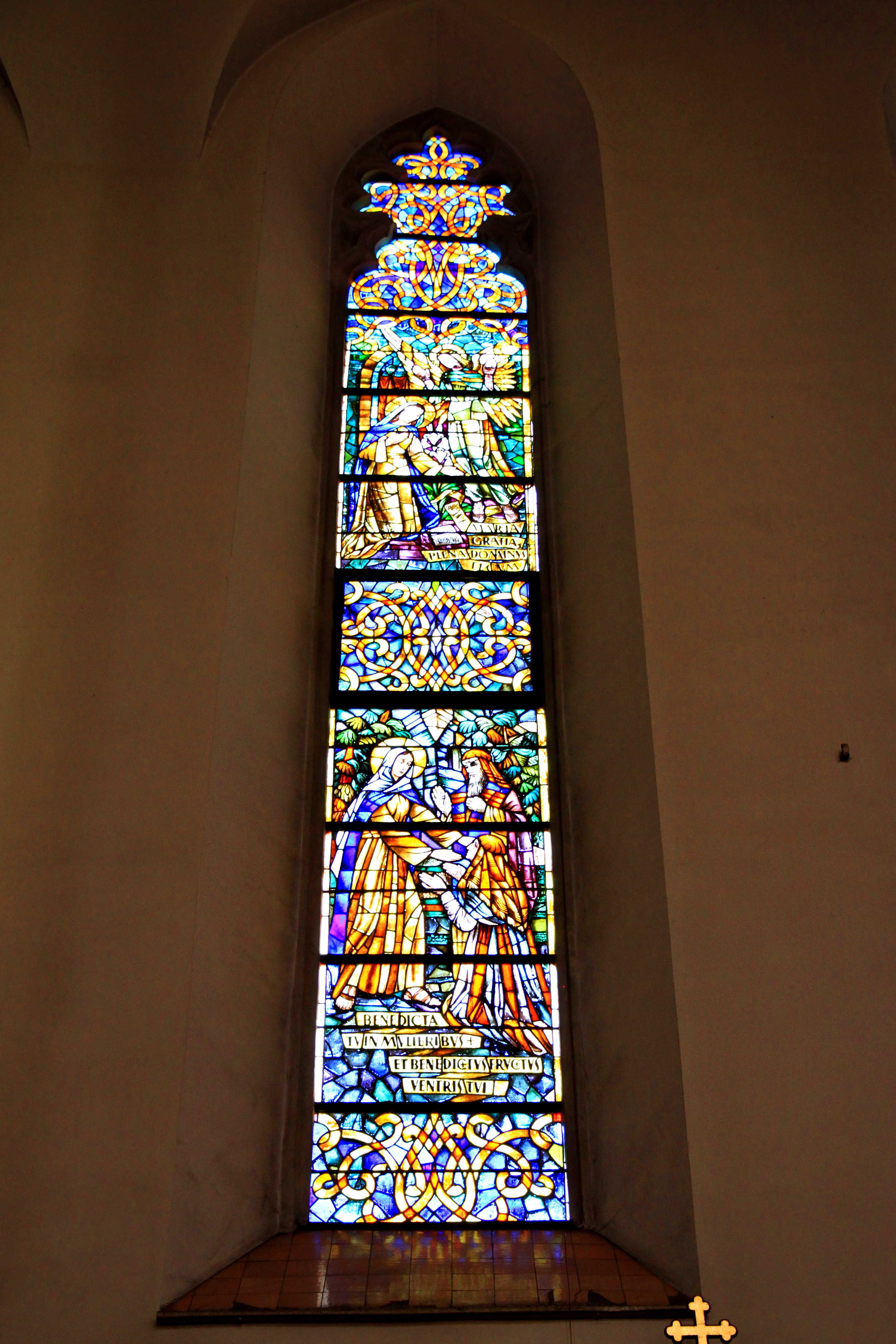
Ein Kirchenfenster
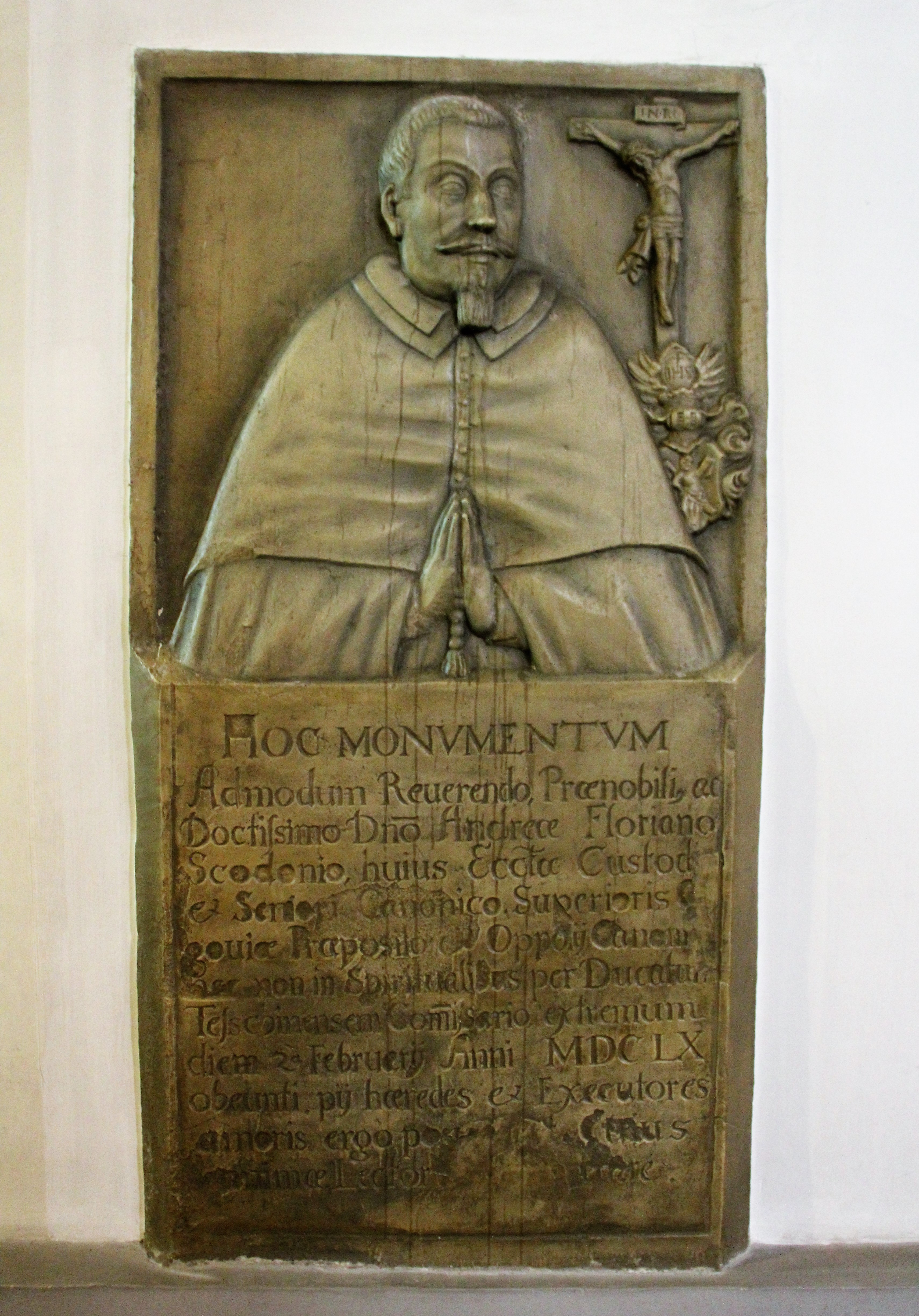
Epitaph des Scodonius

### Frühere Klosterkirche der Dominikanerinnen

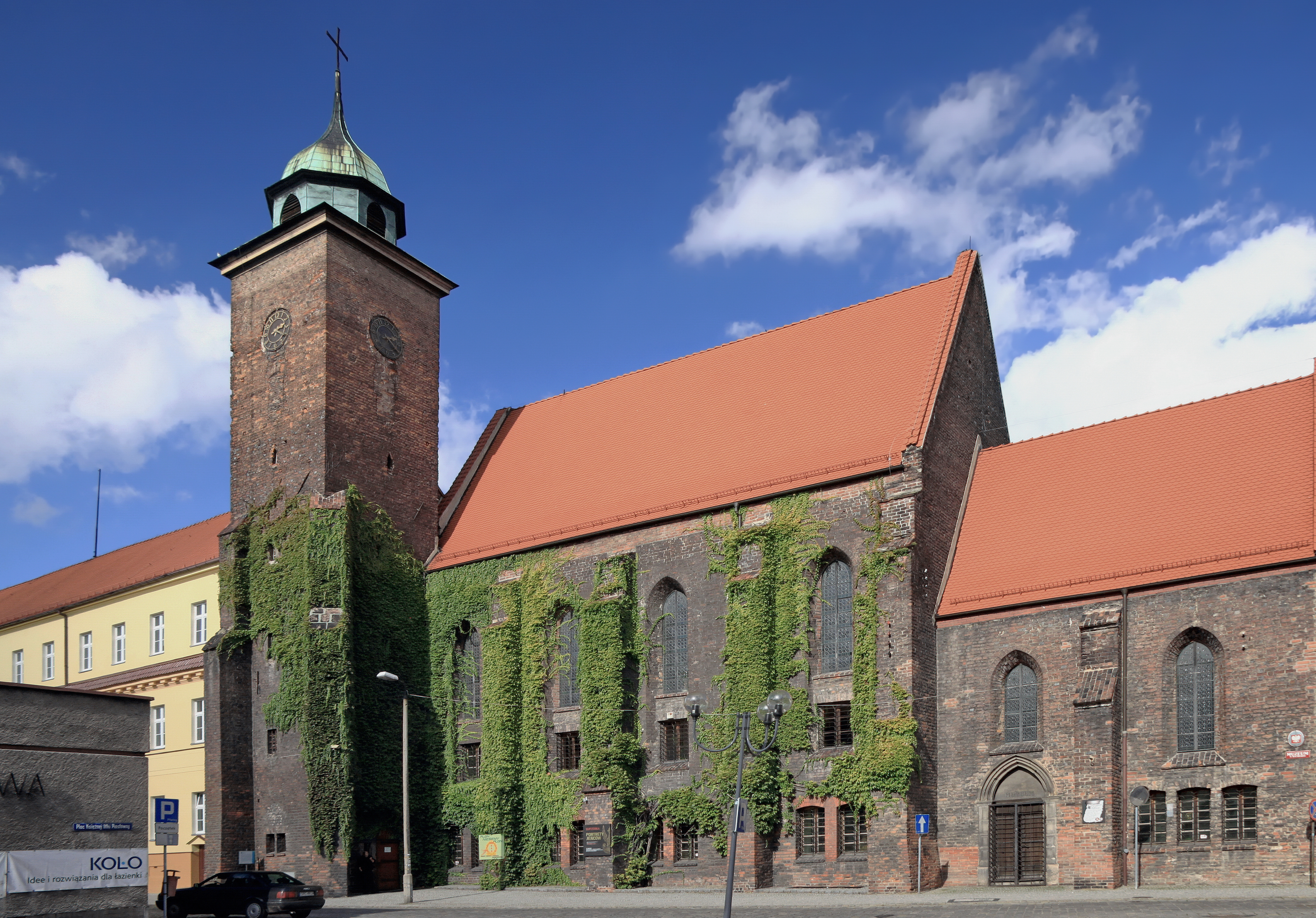
Die ehemalige Klosterkirche der Dominikanerinnen

Die jetzt als Stadtmuseum dienende ehemalige Klosterkirche der Dominikanerinnen ist ein einschiffiger, frühgotischer Backsteinbau. Sie wurde zusammen mit dem Jungfrauenstift 1299 und 1306 von Herzog Primislaus von Ratibor gestiftet. 1317 Kam der Konvent an und 1335 wurde die Kirche geweiht. Nach einem Brand von 1637 wurde die Kirche wiederaufgebaut und mit einem barocken Dachreiter versehen. 1810 wurde das Kloster aufgehoben und das Klostergebäude abgebrochen. Die Kirche selbst diente von 1813 bis 1916 als evangelisches Gotteshaus. Seit 1927 ist in ihr das Stadtmuseum untergebracht. Es gibt Fragmente von Wandmalereien der Spätrenaissance, an der Wand des Ostchores die Ausgießung des Heiligen Geistes und an der Westwand die Anbetung der heiligen Euphemia (von Ratibor). Dazu kommen die Grabplatten von Johann III. Herzog von Ratibor und seiner Frau Magdalena.

### Kirche St. Jakobus d. Ä.
Die Kirche St. Jakobus der Ältere (Kościół pw. św. Jakuba) wurde 1246 von Herzog Mieszko II. gestiftet und 1258 geweiht. Die ehemalige Dominikaner-Klosterkirche ist ursprünglich eine gotische Backstein-Saalkirche, die nach Bränden mehrmals wiederaufgebaut wurde. Sie gehörte zu einem Dominikanerkloster, dessen Klostergebäude nach der Säkularisation 1810 abgerissen wurden. 1874 wurden das Langhaus neoromanisch und die Seitenwände gotisch umgestaltet. 1945 wurde das Gebäude teilweise zerstört, danach wieder aufgebaut. Im Inneren gibt es drei barocke Altäre, zwei Rokoko-Altäre und eine klassizistische Kanzel, sowie eine Kapelle der Grafen Gaschin. Das Gebäude befindet sich am Rynek (Ring).

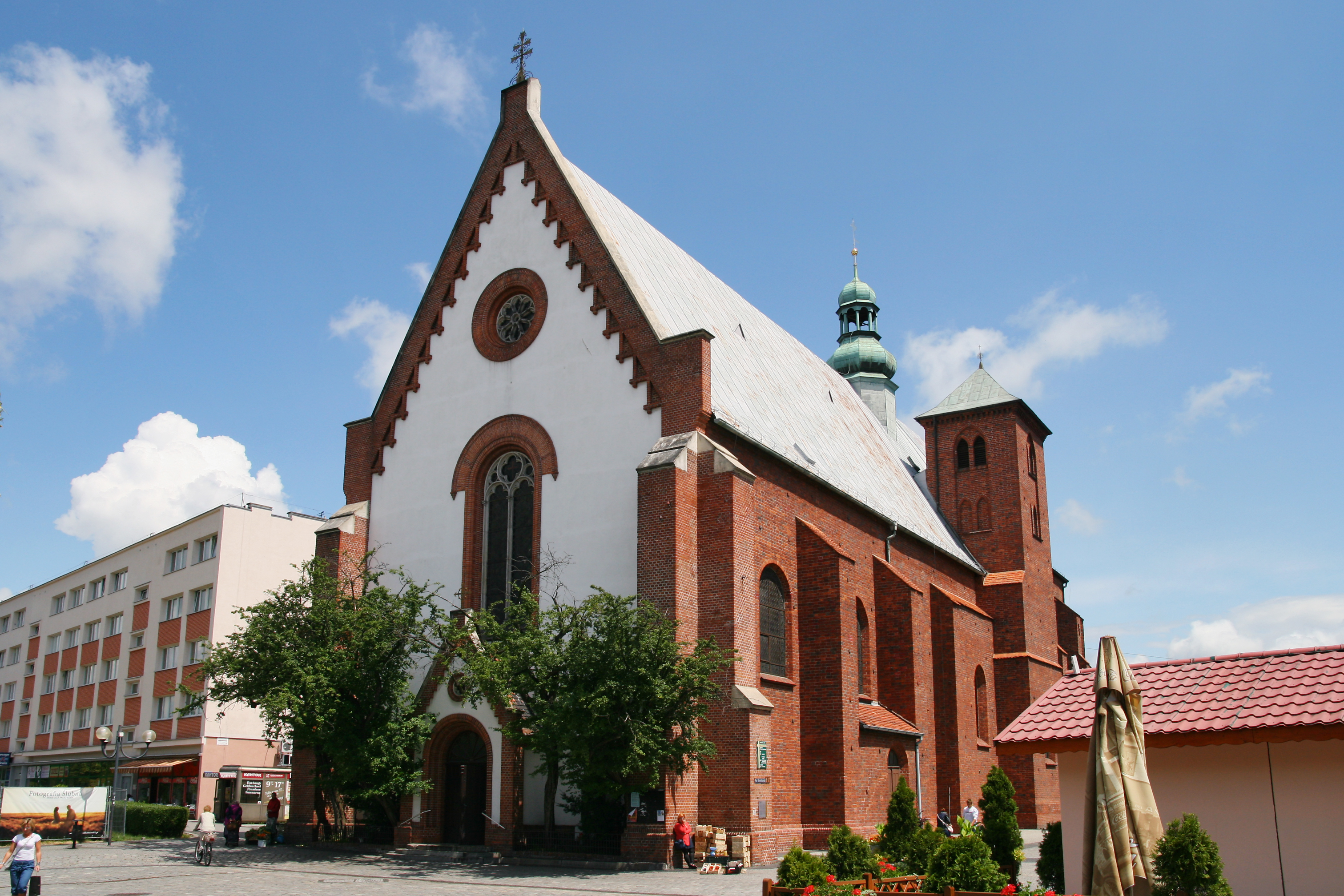
St. Jakobus der Ältere
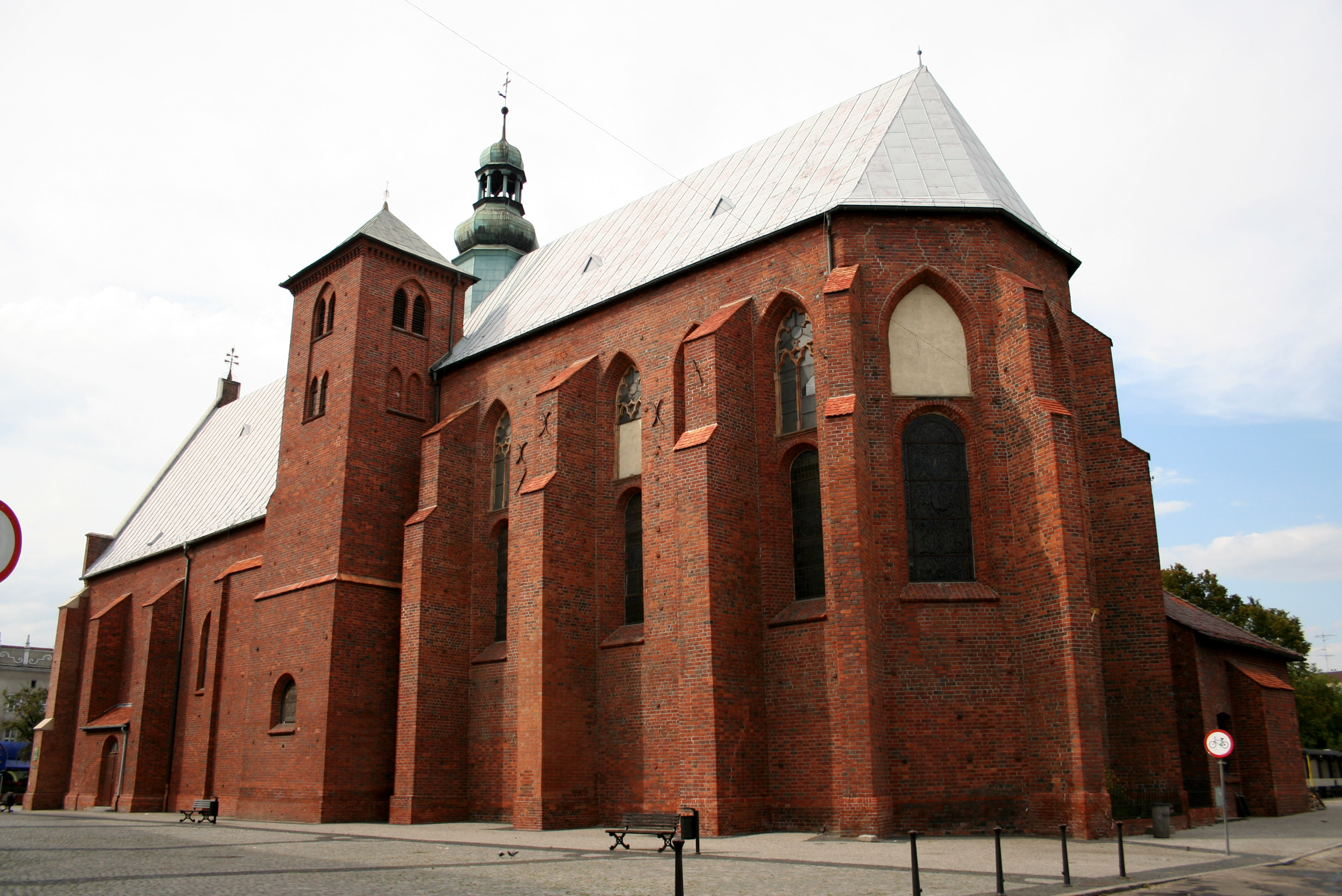
Langhaus und Apsis
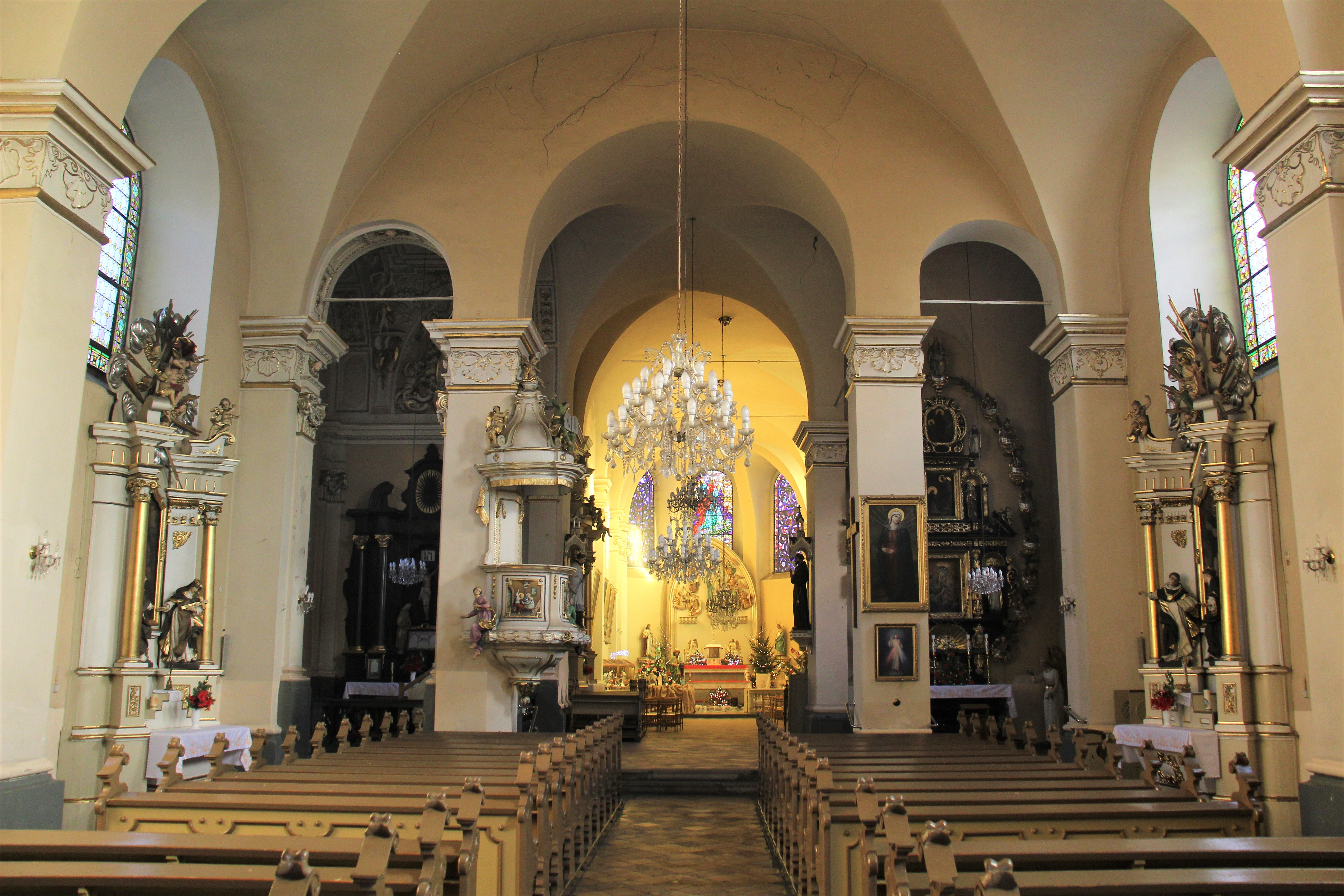
Das Innere
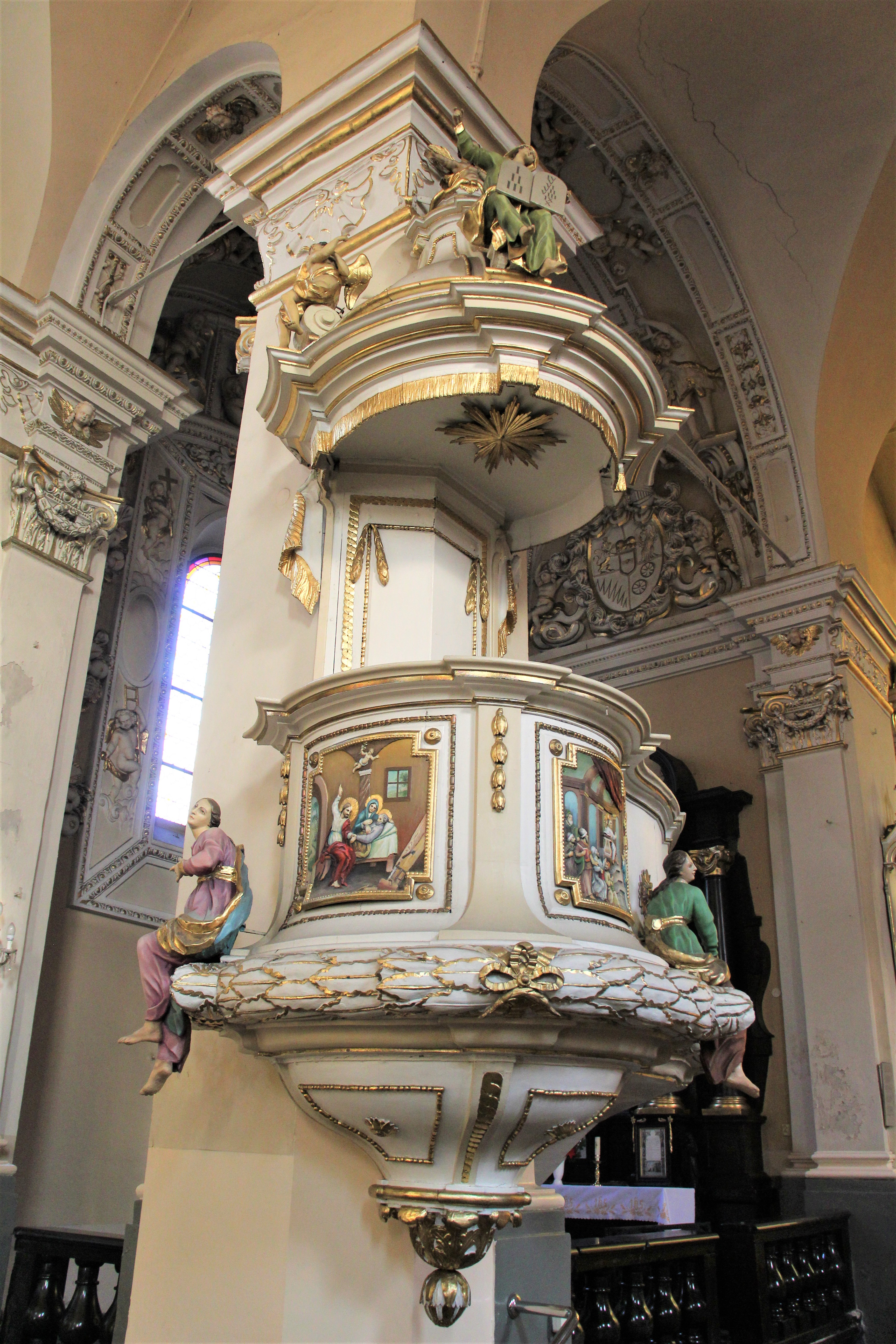
Die Kanzel

### Muttergottes-Kirche
Die Mutter-Gottes-Wallfahrtskirche (Kościół Matki Bożej) wurde zwischen 1723 und 1736 als Wandpfeilerkirche errichtet. Der neubarocke Hauptaltar stammt aus dem Jahr 1870, die vier spätbarocken Seitenaltäre und die Kanzel aus dem 18. Jahrhundert. Die Kirche befindet sich in der ul. Jana Pawła II im Stadtteil Nowe Zagrody.

### Kirche St. Nikolaus
Die Pfarrkirche St. Nikolaus (Kościół parafialny św. Mikołaja) wurde von 1900 bis 1902 nach Entwurf des Architekten Ludwig Schneider anstelle einer gotischen Kirche aus dem 13. Jahrhundert errichtet. Die Backstein-Basilika enthält eine reiche einheitliche neugotische Innenausstattung aus der Bauzeit, zum Teil aus glasierten Ziegeln. Das Kirchengebäude liegt am Pl. Kościelny 1.

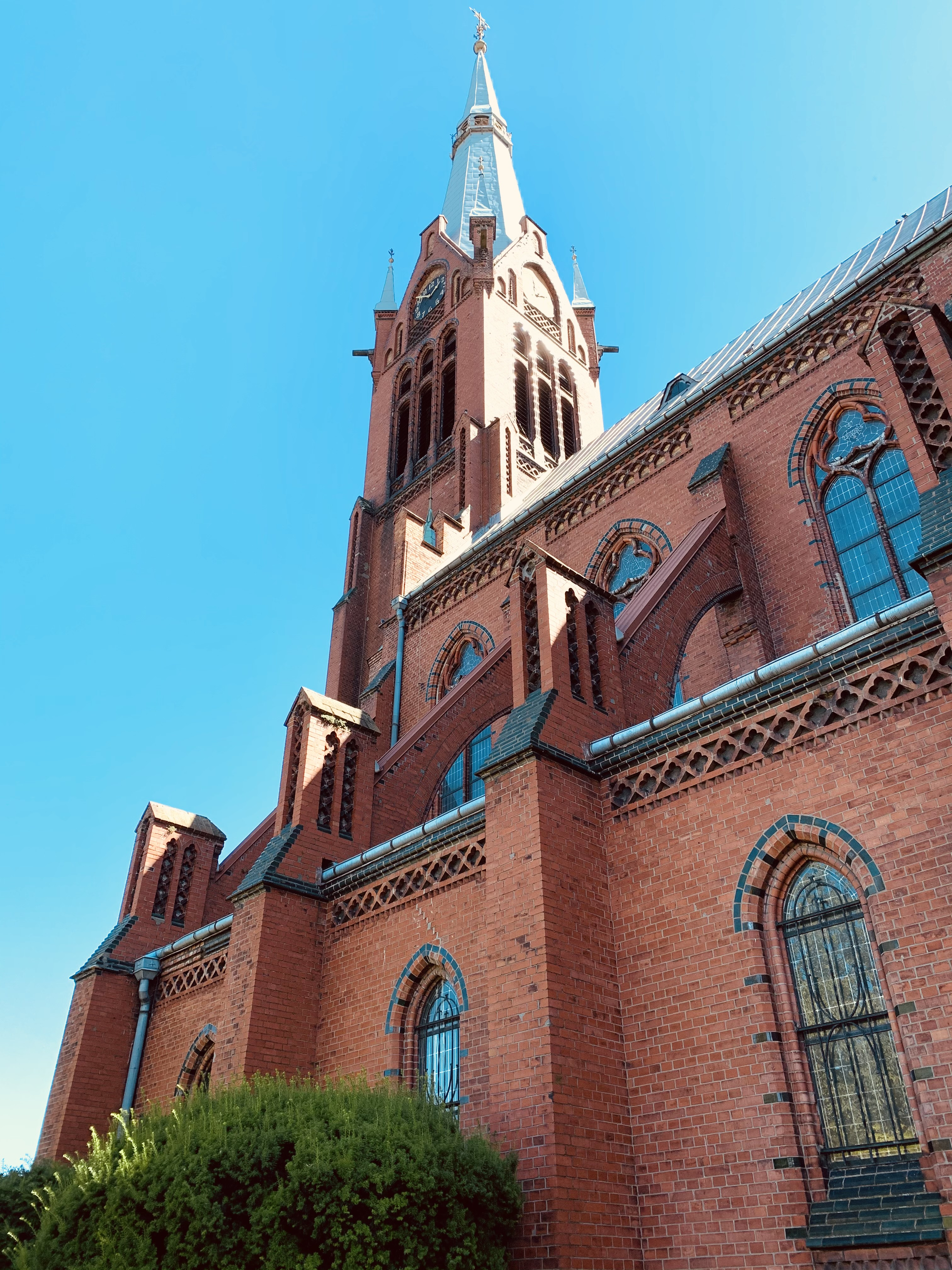
St. Nikolaus
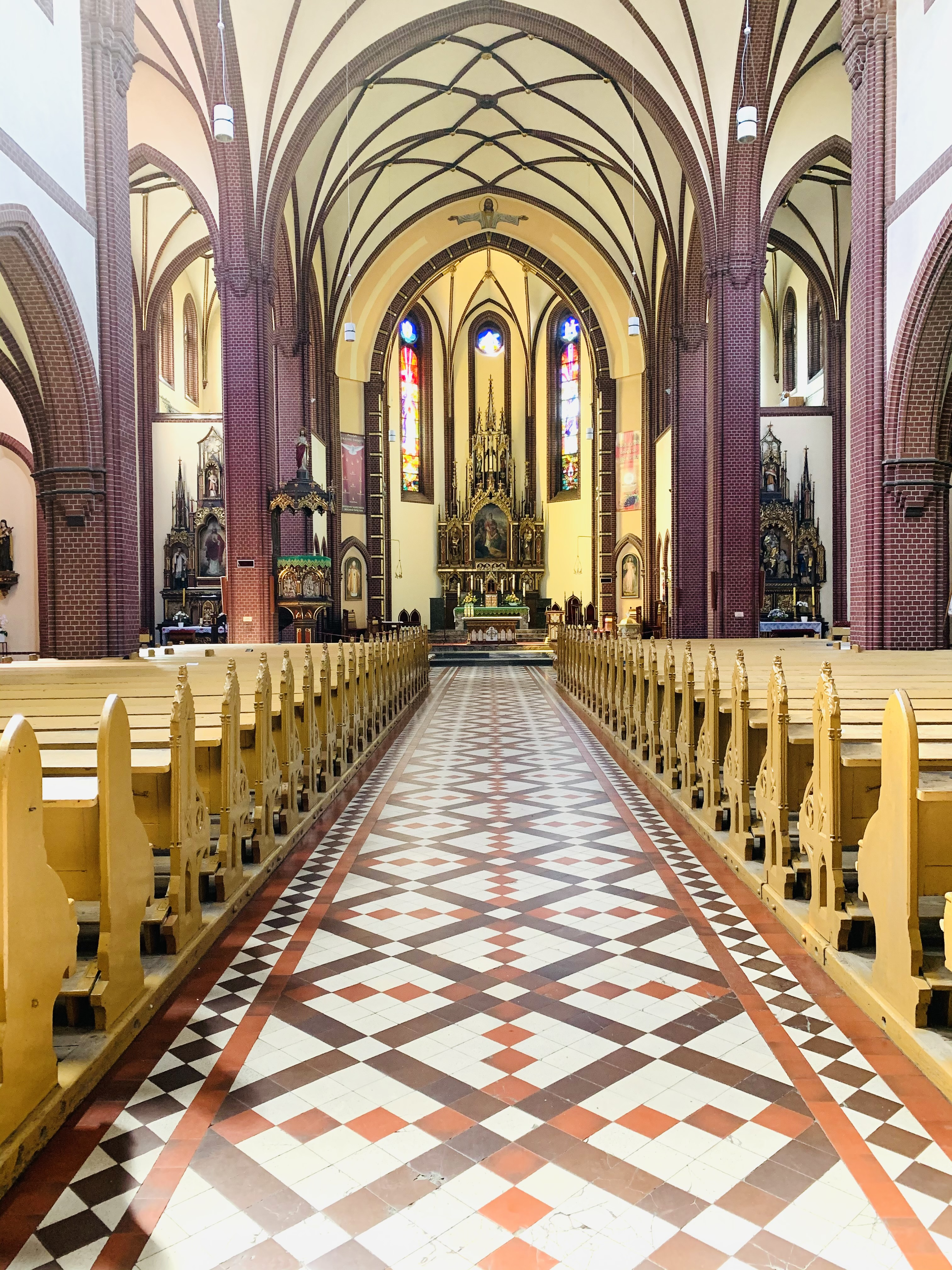
Hauptschiff und Altar
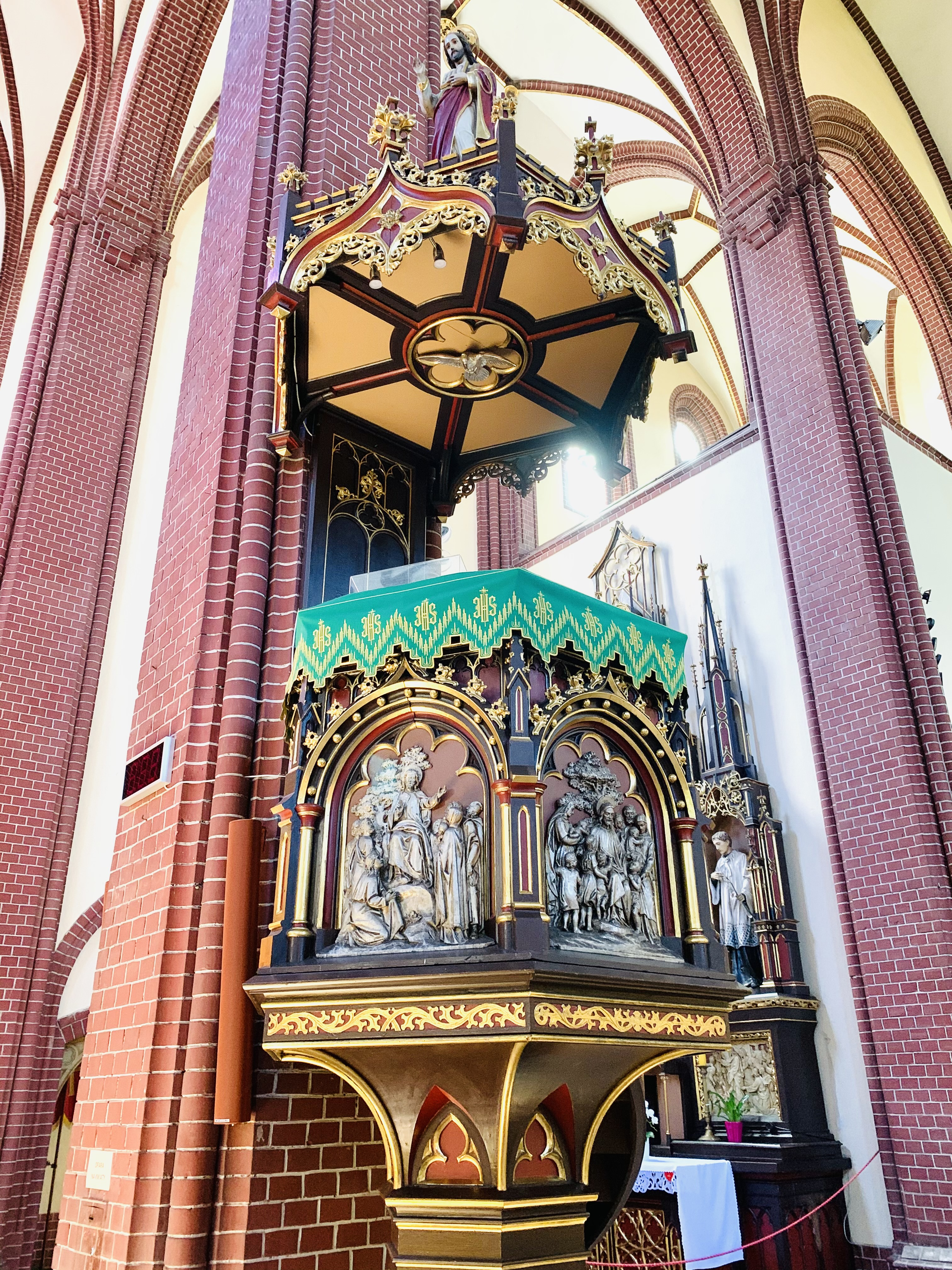
Die Kanzel

### Stadtmauern und Stockhausturm
Die erste urkundliche Erwähnung der Stadtmauer (Mury miejskie) stammt aus dem Jahr 1299  Damals beauftragte Fürst Primislaus von Ratibor den Bürgermeister mit dem Bau von Verteidigungsmauern und der Übernahme der Kosten. Im 14. Jahrhundert wurden die Mauern erweitert und von einem Wassergraben umgeben. Im 17. Jahrhundert wurden die Stadtmauern mit neun Türmen verstärkt, von denen einer, der sogenannte Stockhausturm bis heute erhalten blieb. Nach dem Siebenjährigen Krieg (1763) wurde der Wassergraben größtenteils zugeschüttet. Die Stadtmauern wurden 1817 bis 1828 geschleift. Längere erhaltene Abschnitte gibt es an der ul. Podwale, ul. Drzymaly und der ul. Basztowa.
Der Stockhausturm (baszta miejska oder baszta więzienna) ist ein Wehrturm, der zur Stadtmauer gehörte. In seiner heutigen Form wurde der Stockhausturm 1574 im Stil der Renaissance gebaut. Der recht niedrige Wehrturm ist im oberen Bereich durch ein breites Gesims und darüberliegende Blendarkaden gegliedert. Den Stockhausturm zeichnen vier Flankierungstürmchen aus, die das flache Zeltdach überragen. Im 17. Jahrhundert wurden im Turm Metzgermeister festgehalten, die der Preiserhöhung beschuldigt wurden. In den Jahren 1896–1900 wurde der Turm teilweise umgebaut. Am 7. Mai 2007 veröffentlichte die Polnische Nationalbank eine Zwei-Złoty-Gedenknote mit dem Bild des Turms. Das Gebäude steht an der ul. Basztowa.

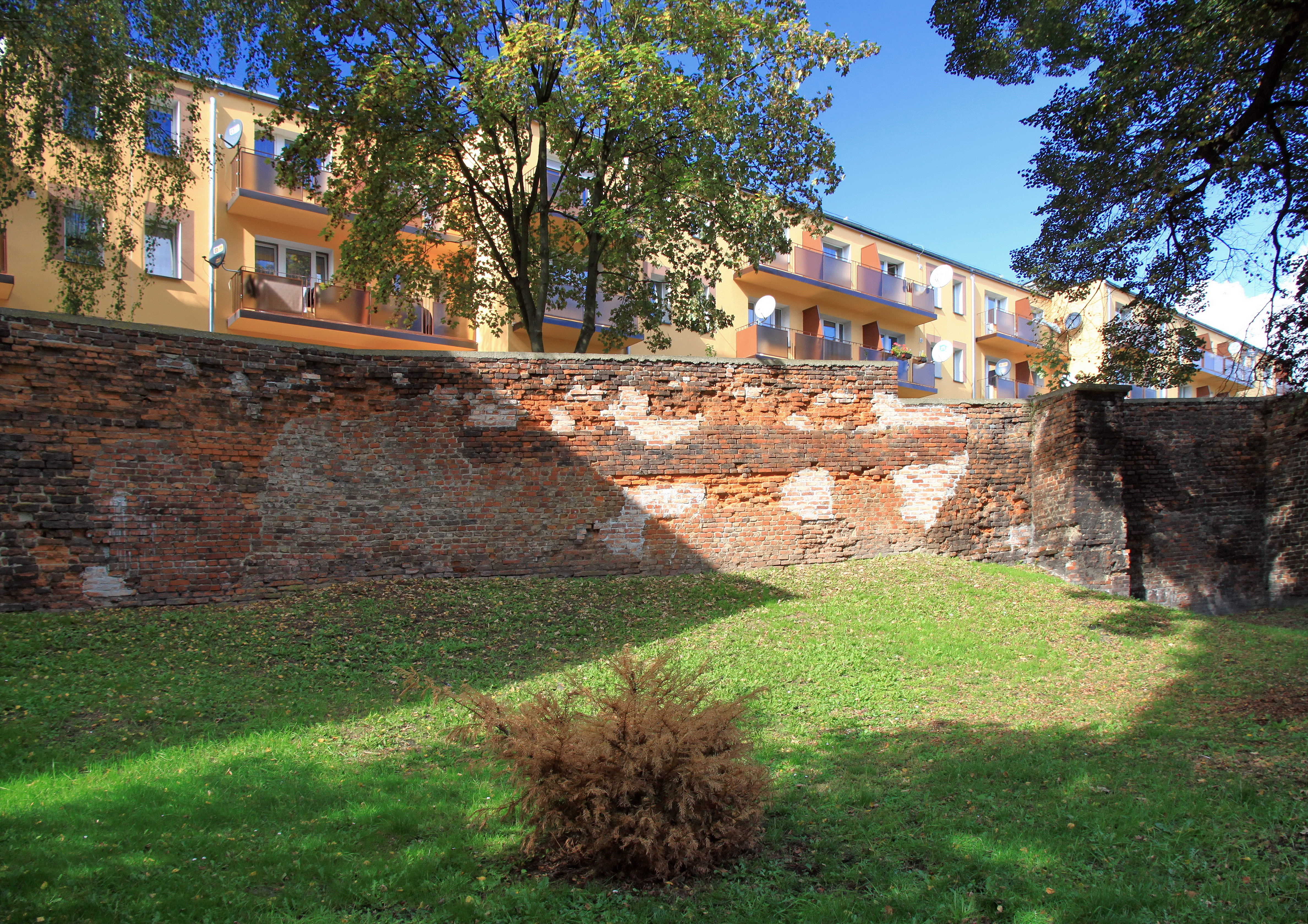
Stadtmauern von Ratibor
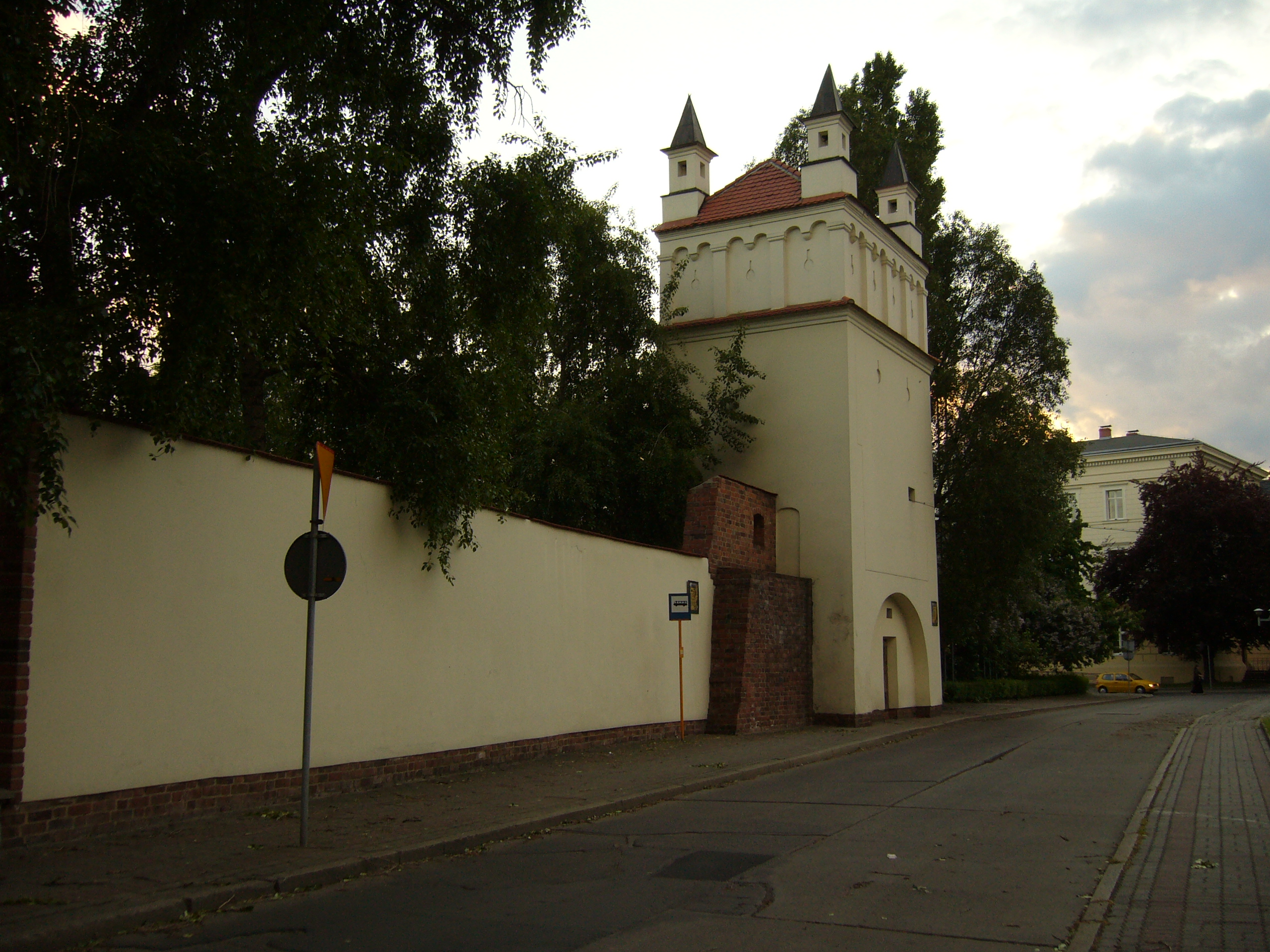
Stadtmauern und Stockhausturm
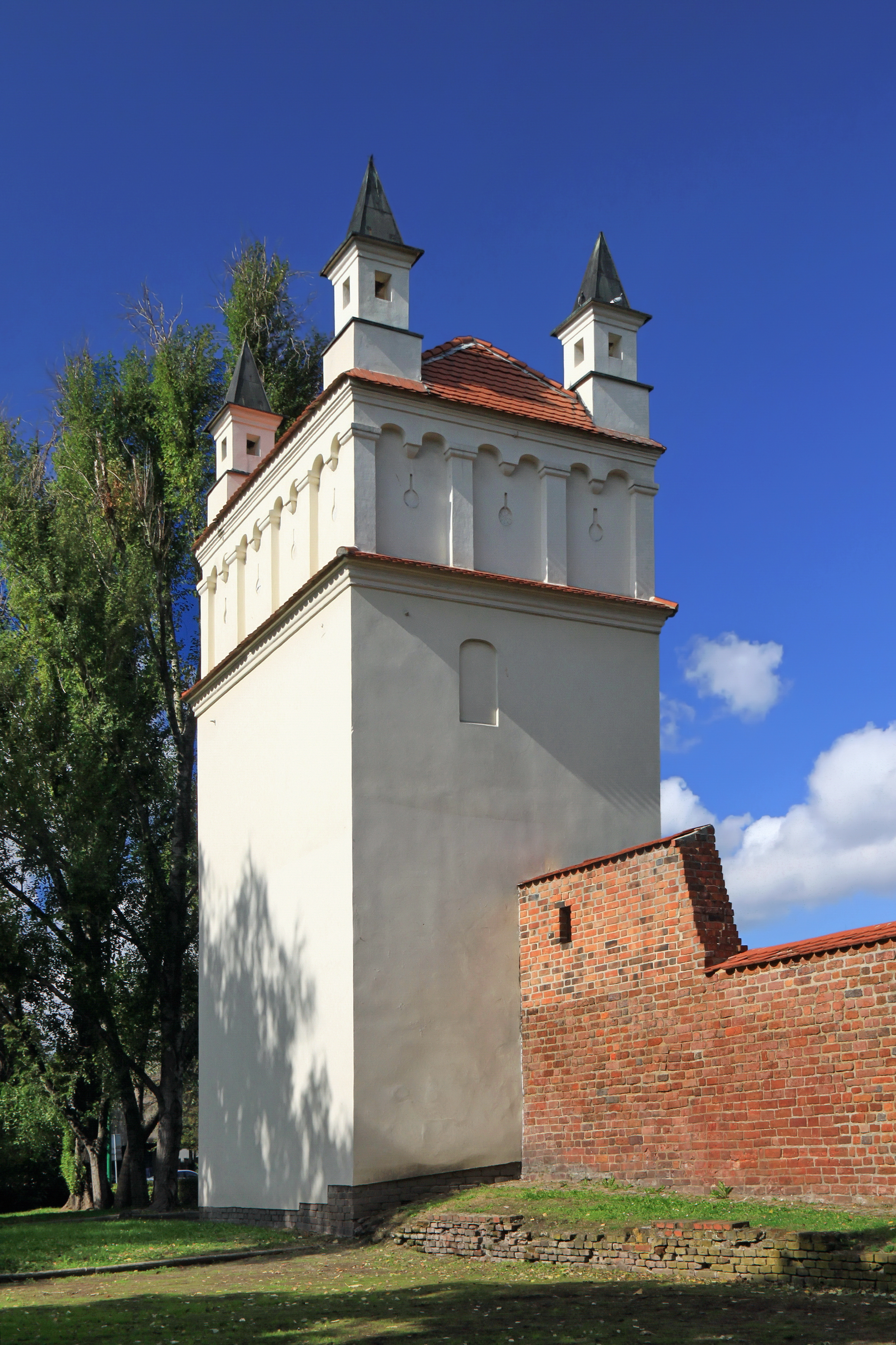
Der Stockhausturm

### Gerichtsgebäude

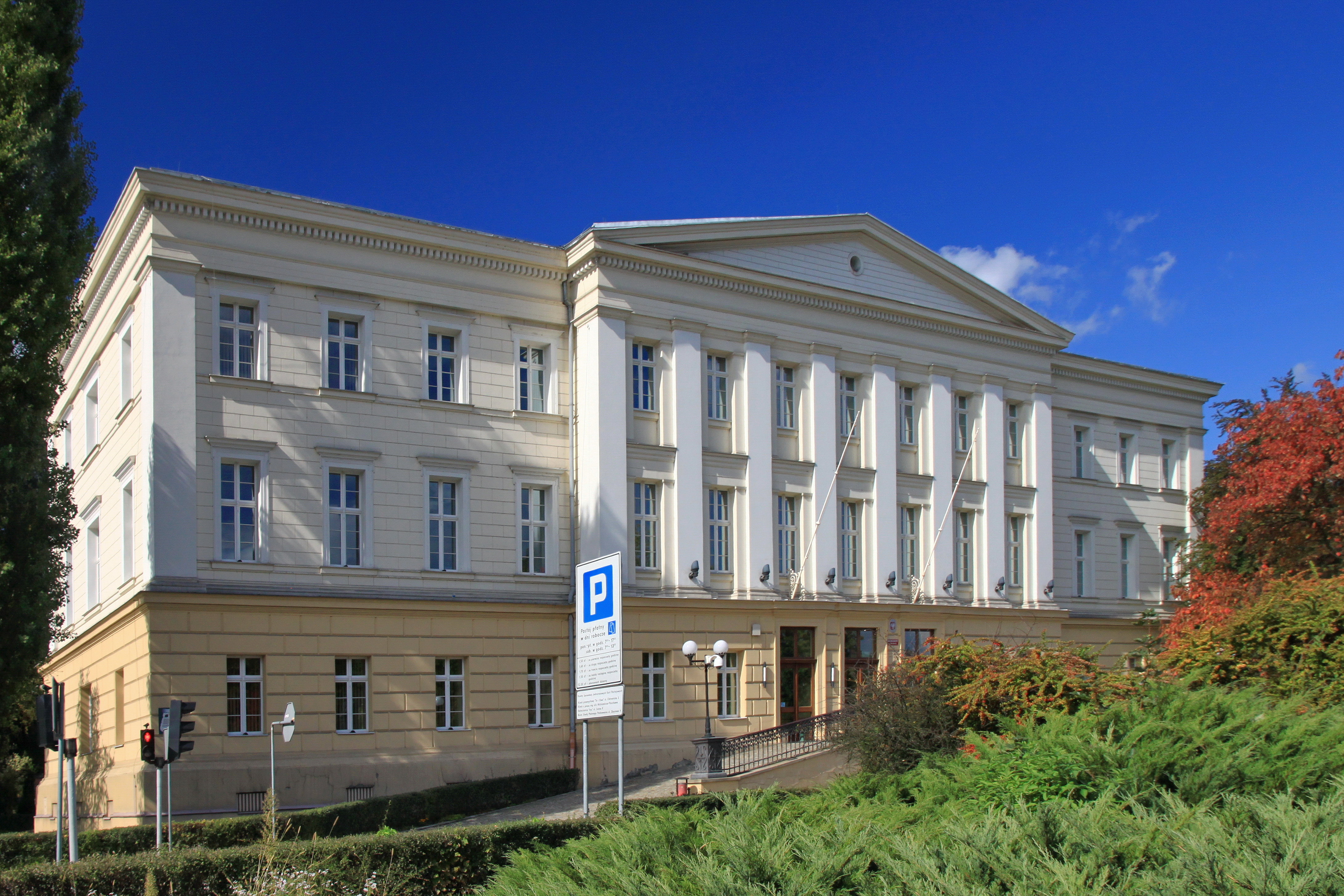
Das klassizistische Gerichtsgebäude aus dem Jahr 1826

Das spätklassizistische Gerichtsgebäude wurde in den Jahren 1823 bis 1826 nach Plänen Karl Friedrich Schinkels für das Oberlandesgericht Ratibor errichtet. Später wurde es für das Appellationsgericht Ratibor und das Landgericht Ratibor genutzt. Heute beherbergt es ein Bezirksgericht und die Staatsanwaltschaft.

### Park der Stadt Roth, ehemals Friedhof
Der katholisch-evangelische Friedhof an der ulica Opawska ist heute ein nach der deutschen Partnerstadt Roth benannter Park. Nur ein Grabstein aus dem Jahr 1915 zeugt noch von der früheren Nutzung. Der Park ist auch bekannt als Schwanenpark, früher als Eichendorffpark. Er liegt im Stadtteil Nowe Zagrody zwischen den Straßen ul. Opawska, Bema und Kochanowskiego. Der Name des Parks wurde zu Ehren der Stadt Roth in Bayern vergeben, mit der Racibórz einen Partnerschaftsvertrag geschlossen hat.
Im Park befindet sich ein Teich mit einer Fläche von rund 10.000 m² mit einer baumbestandenen Insel; er wird von einem künstlichen Bach und einem Springbrunnen mit drei Düsen gespeist, aus denen das Wasser unter Druck bis zu einer Höhe von 12 Metern sprudelt. Außerdem gibt es vier Naturdenkmäler: Efeu, eine Sumpfzypresse, eine Hainbuche und eine Esche.

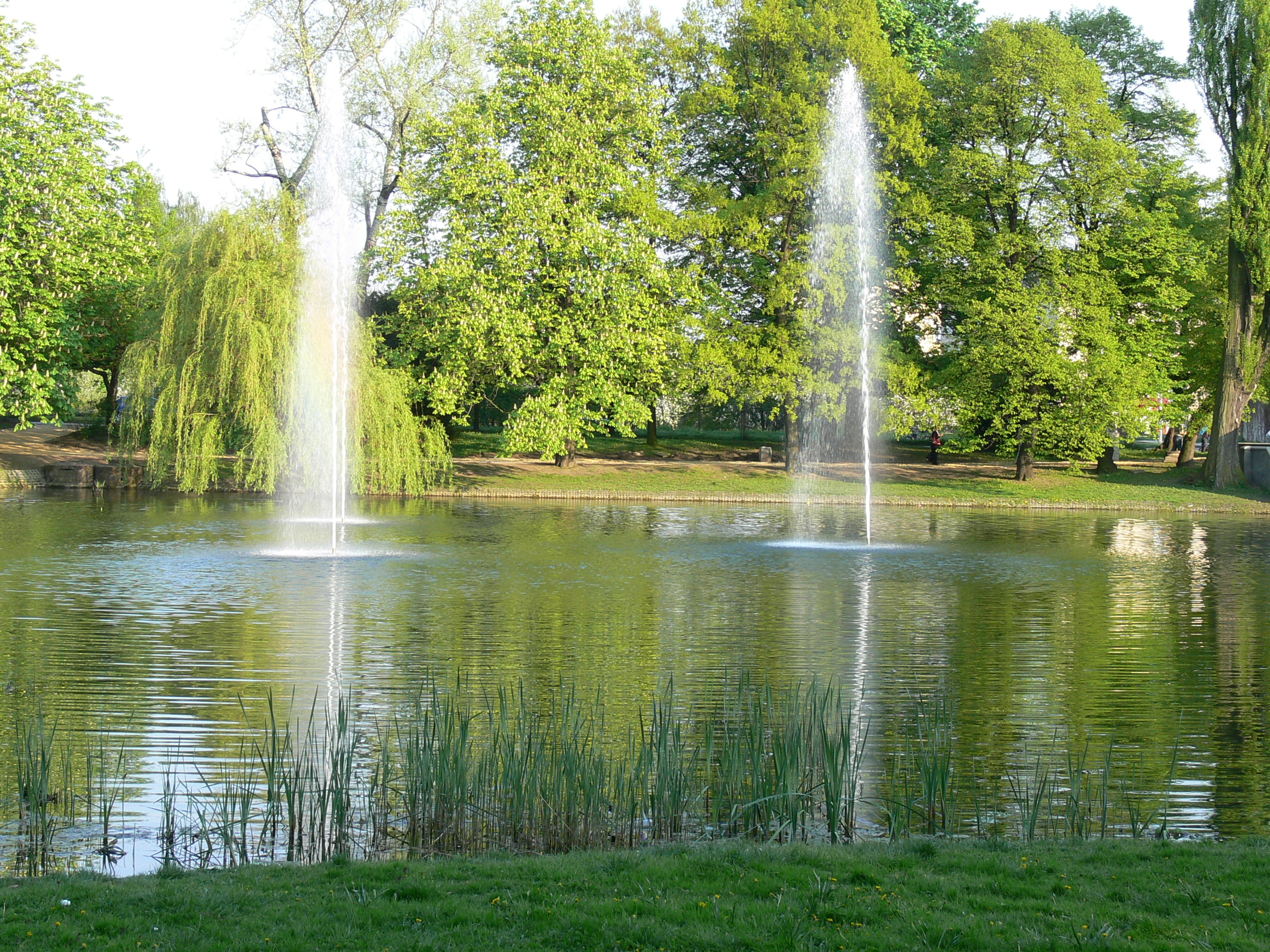
See mit Fontänen
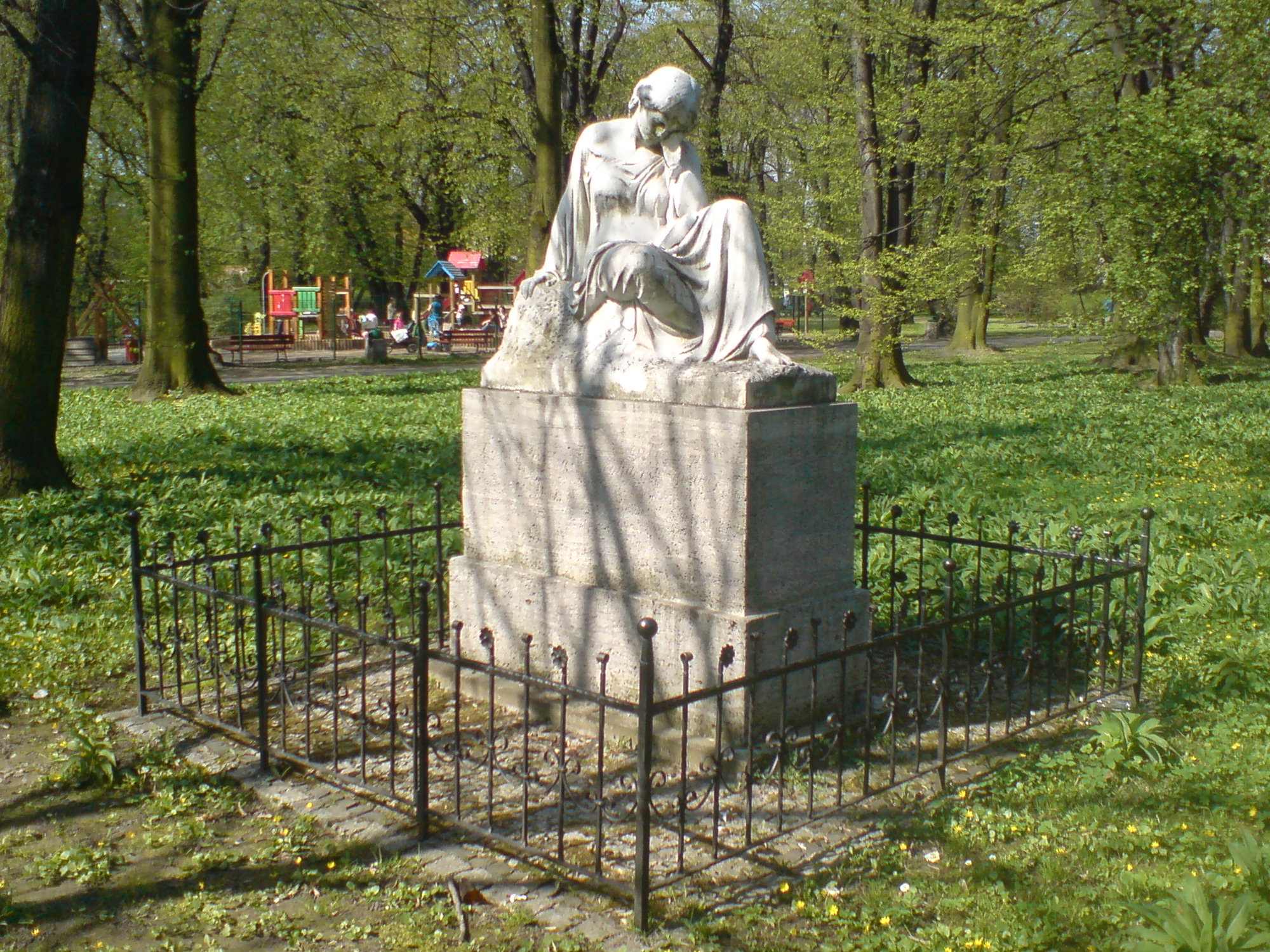
Der Grabstein
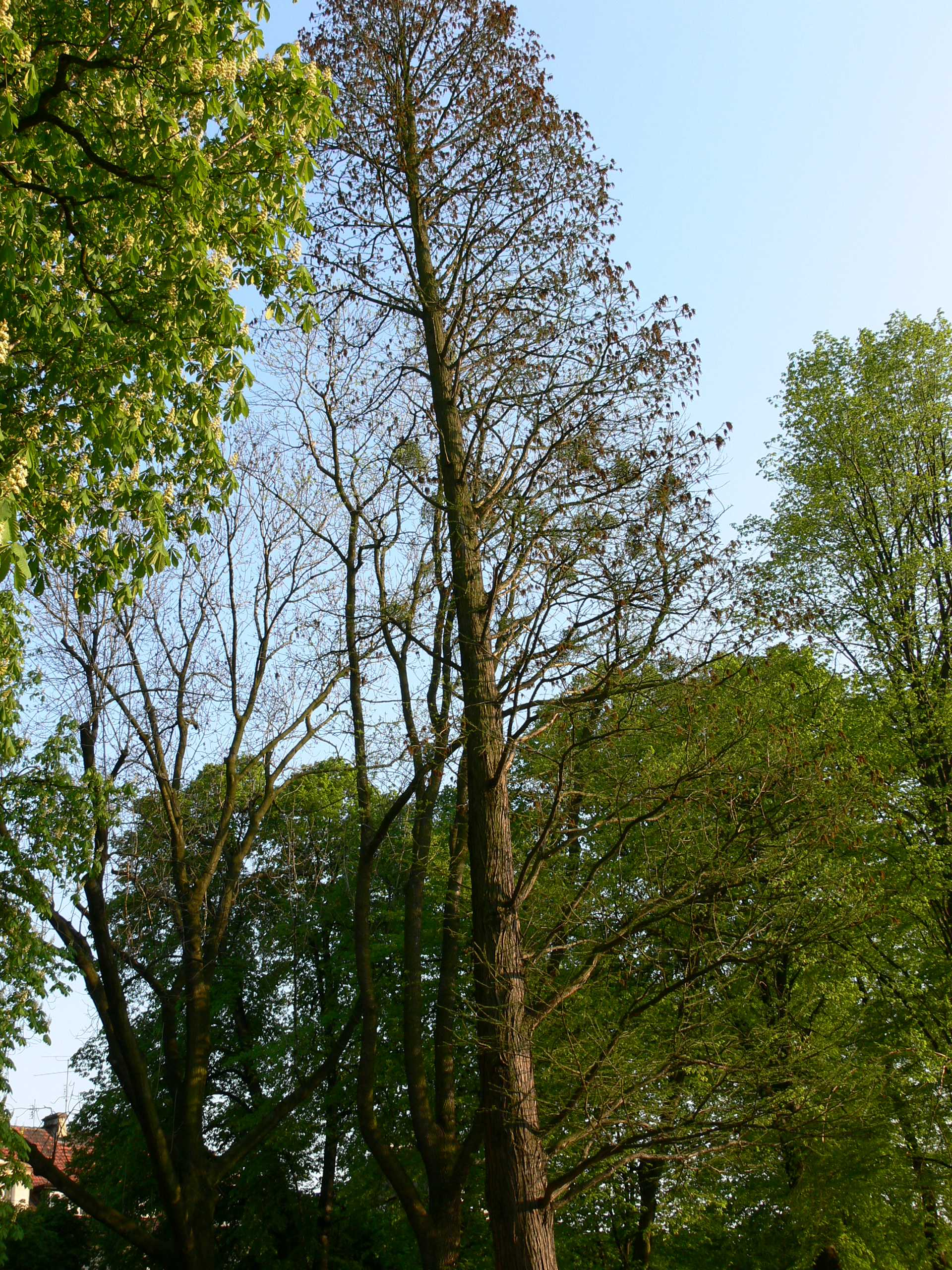
Die Sumpfzypresse

### Zwei Eichendorff-Denkmäler
Joseph von Eichendorff wurde am 10. März 1788 auf Schloss Lubowitz, ein paar Kilometer nördlich von Ratibor geboren.
Das Eichendorff-Denkmal in Ratibor wurde zuerst 1909 errichtet, verschwand dann 1945; eine Kopie des alten Denkmals wurde 1994 neu aufgestellt. Sie ist heute in der Nähe der Mariä-Himmelfahrt-Kirche (Liebfrauenkirche) zu finden. In Racibórz-Brzezie (Ratibor-Hohenbirken) befindet sich ein Eichendorff-Gedenkstein. Er wurde ursprünglich 1907 aufgestellt und 1945 zerstört. Das 2006 enthüllte neue Denkmal besteht aus einem sieben Tonnen schweren Granitstein, welcher auf einem Sockel aus kleineren Steinen steht. Es befindet sich an einer Stelle, die Eichendorff oft besucht haben soll.

### Lokomotive Halinka

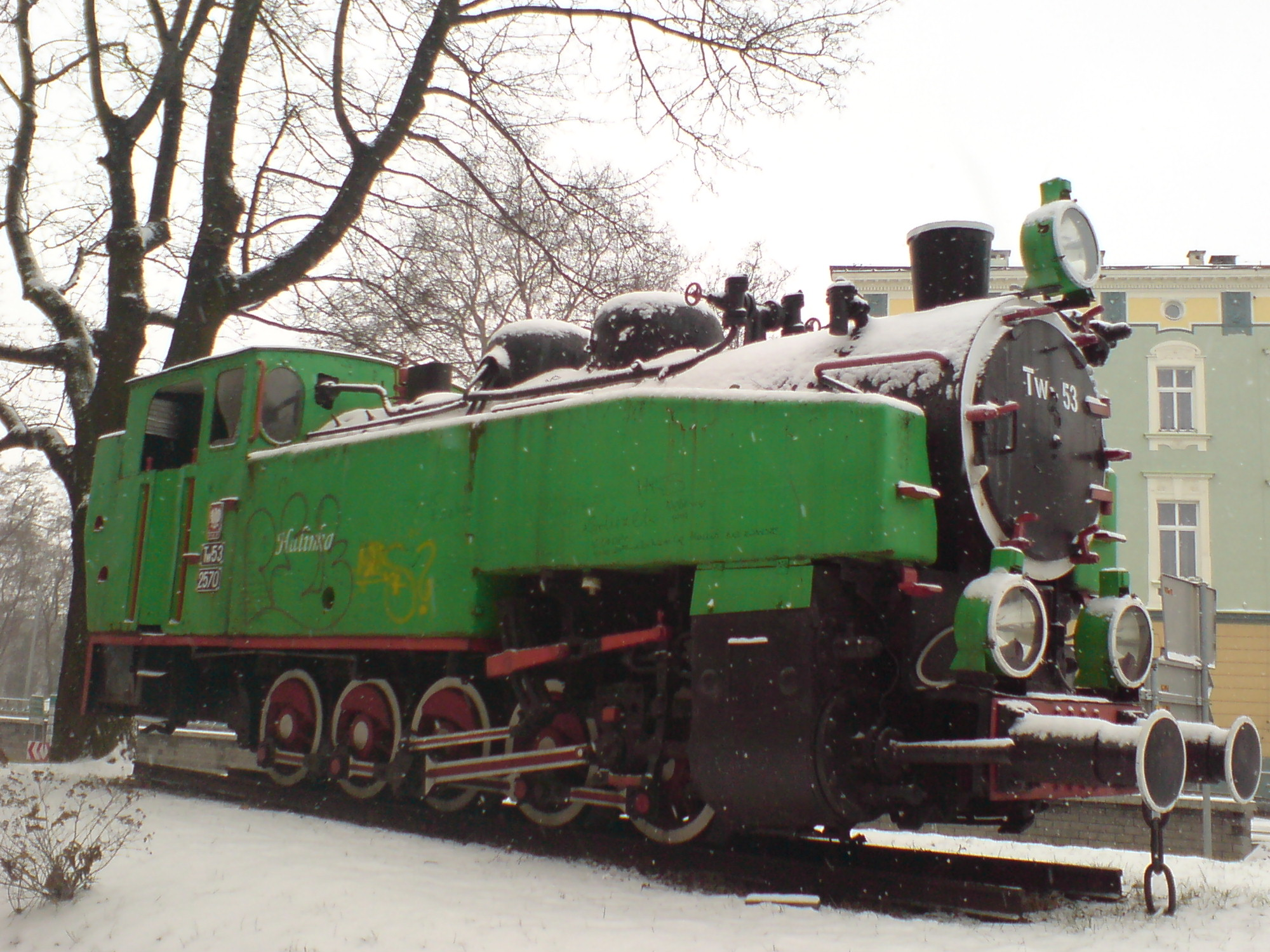
Halinka

Die Lokomotive Halinka hat eigentlich die Bezeichnung Tw53-2570. Sie wurde 1953 gebaut und von 1955 bis 1985 von den Oberschlesischen Schmalspurbahnen genutzt. Nachdem sie am 18. April 1985 außer Dienst gestellt worden war, wurde sie als Denkmal auf dem Platz vor dem Bahnhofsgebäude in Racibórz aufgestellt und von örtlichen Eisenbahnern auf den Namen Halinka getauft.

### Findling
Findling in Racibórz auf dem Freiheitsplatz

### Arboretum
Das Arboretum Mährisches Tor besteht seit 2000.

### Naturschutzgebiet Lensczok
Das Naturschutzgebiet Łężczok (deutsch Naturschutzgebiet Lensczok oder Lenczok) ist ein 408 Hektar großes Naturschutzgebiet auf dem Gebiet der Stadt und der nördlich angrenzenden Gemeinde Nędza (deutsch Buchenau). Es besteht aus dem Wald Łężczok (deutsch Lensczok) und der angrenzenden Teichlandschaft. 1922 wurde der Lensczok vom Deutschen Reich in die Liste der Naturdenkmäler aufgenommen. Von der Republik Polen wurde das Gebiet 1957 unter dem offiziellen Namen Łężczak zum Naturschutzgebiet erklärt.

## Einwohnerentwicklung
| Jahr | Einwohner | Anmerkungen |
| ---- | --------- | --- |
| 1749 | 01564     | [ 20 ] |
| 1765 | 02410     | [ 20 ] |
| 1786 | 02940     | [ 20 ] |
| 1800 | 0 3024    | [ 20 ] |
| 1818 | 04655     | [ 20 ] |
| 1825 | 05315     | [ 20 ] |
| 1834 | 06288     | [ 20 ] |
| 1840 | 07022     | [ 21 ] |
| 1843 | 07424     | [ 21 ] |
| 1855 | 09962     | [ 20 ] |
| 1861 | 11.794    | [ 20 ] |
| 1871 | 15.323    | darunter 2000 Evangelische und 1200 Juden (1800 Polen) |
| 1880 | 18.373    | [ 11 ] |
| 1885 | 19.524    | [ 11 ] |
| 1890 | 20.737    | davon 3406 Evangelische, 16.114 Katholiken und 1213 Juden (2500 Polen); einschließlich der angrenzenden Dörfer Bosatz, Altendorf, Ostrog und Plania: 27.100 Einwohner |
| 1905 | 32.690    | mit der Garnison (ein Infanteriebataillon Nr. 62, drei Schwadronen Husaren Nr. 3), davon 4138 Evangelische und 823 Juden |
| 1910 | 38.424    | am 1. Dezember, mit dem Militär (620 Mann), davon 3964 Evangelische, 29.691 Katholiken, ca. 760 Juden, 25 Sonstige (22.914 mit deutscher, 11.525 mit polnischer Muttersprache, 3684 Einwohner sprechen Deutsch und eine andere Sprache); nach anderen Angaben davon 4014 Evangelische und 33.613 Katholiken |
| 1919 | 36.994    | [ 11 ] |
| 1925 | 49.959    | davon 3480 Evangelische, 36.437 Katholiken, 49 sonstige Christen und 696 Juden |
| 1933 | 51.680    | davon 3573 Evangelische, 47.368 Katholiken, sieben sonstige Christen und 563 Juden |
| 1939 | 49.725    | davon 3403 Evangelische, 45.640 Katholiken, 42 sonstige Christen und 289 Juden |

| Jahr | Einwohner | Anmerkungen |
| ---- | --------- | ----------- |
| 1975 | 45.900    | [ 24 ]      |
| 1995 | 65.041    | [ 25 ]      |
| 2000 | 60.741    | [ 25 ]      |
| 2005 | 57.755    | [ 25 ]      |

1945 wohnten in Racibórz etwa 3.000 Menschen, 1946 stieg die Einwohnerzahl auf 19.605 und 1950 auf  26.447 Menschen. Die größte Einwohnerzahl hatte die Stadt 1991 mit 65.300 Einwohnern.
Bei der letzten Volkszählung von 2002 bekannten sich von den damals 59.495 Einwohnern 50.537 oder 84,94 % zur polnischen Nationalität, 3.448 gaben eine andere Nationalität an, davon bezeichneten sich 2.212 Personen (3,72 %) als Deutsche, weitere 1089 (1,83 %) als „Schlesier“.

## Politik

### Stadtpräsident
An der Spitze der Stadtverwaltung steht der Stadtpräsident. Seit 2006 war dies Mirosław Lenk, der der PO angehört, aber für sein eigenes Wahlkomitee antritt. Lenk wurde 2018 von Dariusz Polowy abgelöst, der seinerseits 2024 Jacek Wojciechowicz unterlag. Die turnusmäßige Wahl im April 2024 führte zu folgenden Ergebnis:
- Jacek Wojciechowicz (Wahlkomitee „Zusammen für Racibórz“) 44,0 % der Stimmen
- Dariusz Polowy (Wahlkomitee „Dariusz Polowy – Starkes Racibórz“) 30,8 % der Stimmen
- Michał Fita (Wahlkomitee „Michał Fita für Racibórz“) 20,0 % der Stimmen
- Artur Kowalski (Wahlkomitee „Gesichter – Vereint für Racibórz“) 5,2 % der Stimmen

In der damit notwendigen Stichwahl wurde Wojciechowicz mit 51,6 % der Stimmen gegen den bisherigen Amtsinhaber Polowy zum neuen Stadtpräsidenten gewählt.
Die turnusmäßige Wahl im Oktober 2018 führte zu folgenden Ergebnis:
- Dariusz Polowy (Wahlkomitee „Dariusz Polowy – Racibórz kann großartig sein“) 26,7 % der Stimmen
- Mirosław Lenk (Wahlkomitee „Zusammen für Racibórz und Mirosław Lenk“) 26,5 % der Stimmen
- Michał Fita (Wahlkomitee Michał Fita) 24,3 % der Stimmen
- Ludmiła Nowacka (Wahlkomitee „Mit Racibórz verbunden“) 11,2 % der Stimmen
- Robert Myśliwy (Wahlkomitee „JA“) 11,2 % der Stimmen

In der damit notwendigen Stichwahl wurde Polowy mit 54,9 % der Stimmen gegen den bisherigen Amtsinhaber Lenk zum neuen Stadtpräsidenten gewählt. Am 27. Januar 2020 trat er der Partei Porozumienie von Jarosław Gowin bei. Im November 2021 verließ er Porozumienie und trat der Vereinigung OdNowa Rzeczypospolitej Polskiej bei.

### Stadtrat
Der Stadtrat umfasst 21 Mitglieder (bis 2024: 23), die direkt gewählt werden. Die Wahl im April 2024 führte zu folgendem Ergebnis:
- Wahlkomitee „Zusammen für Racibórz“ 32,8 % der Stimmen, 8 Sitze
- Wahlkomitee „Dariusz Polowy – Starkes Racibórz“ 24,4 % der Stimmen, 5 Sitze
- Wahlkomitee „Koalition vom 15. Oktober“ 20,7 % der Stimmen, 4 Sitze
- Wahlkomitee „Michał Fita für Racibórz“ 15,2 % der Stimmen, 3 Sitze
- Wahlkomitee „Gesichter – Vereint für Racibórz“ 6,9 % der Stimmen, 1 Sitz

Die Wahl im Oktober 2018 führte zu folgendem Ergebnis:
- Wahlkomitee „Zusammen für Racibórz und Mirosław Lenk“ 30,8 % der Stimmen, 8 Sitze
- Wahlkomitee „Dariusz Polowy – Racibórz kann großartig sein“ 25,8 % der Stimmen, 7 Sitze
- Wahlkomitee Michał Fita 21,5 % der Stimmen, 5 Sitze
- Wahlkomitee „Mit Racibórz verbunden“ 10,8 % der Stimmen, 2 Sitze
- Wahlkomitee „JA“ 9,8 % der Stimmen, 1 Sitz
- Übrige 1,3 % der Stimmen, kein Sitz

### Städtepartnerschaften

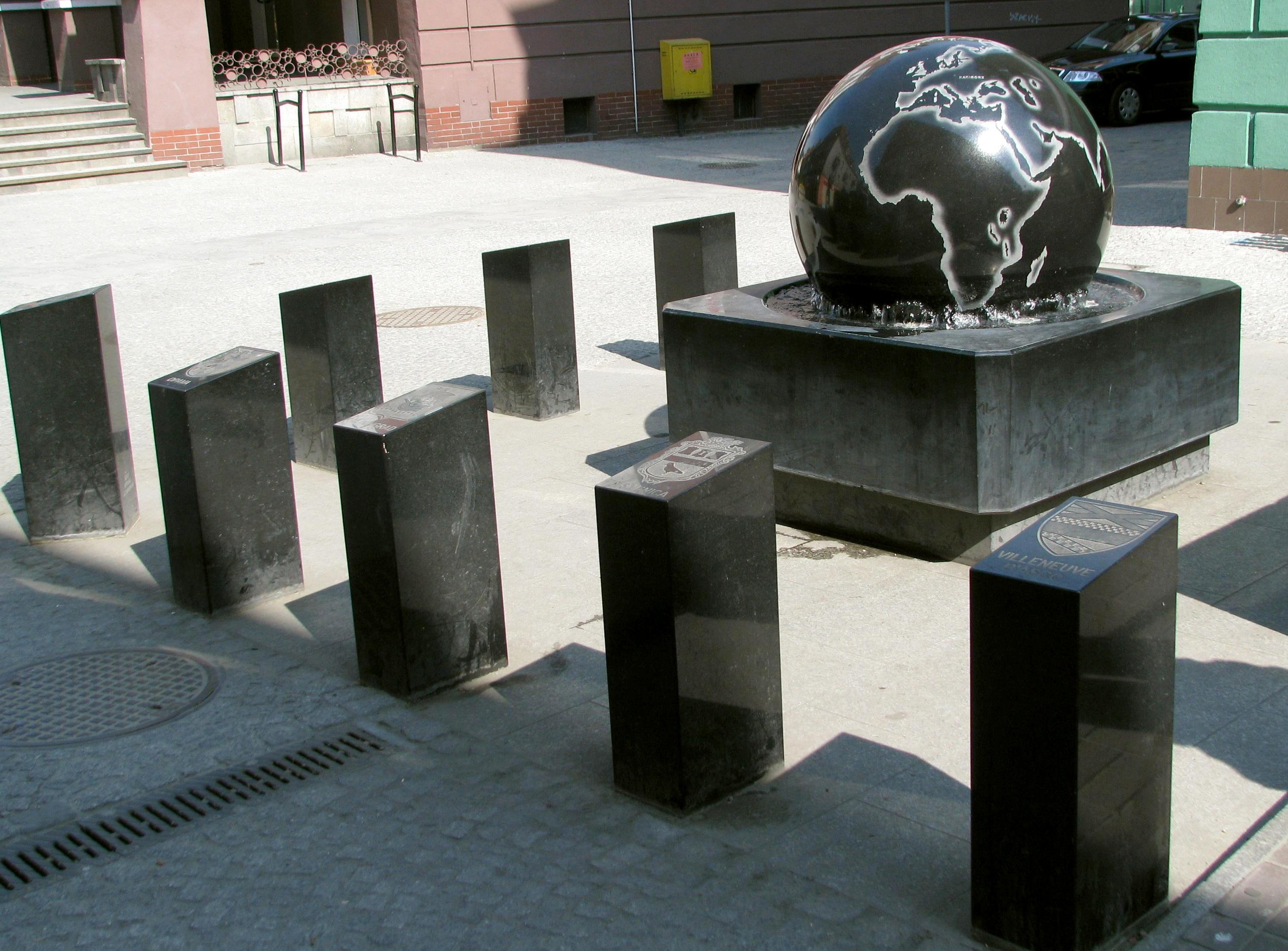
Denkmal der Partnerstädte in Ratibor

Racibórz unterhält Städtepartnerschaften mit
- Opava, Tschechien, seit 1991
- Roth, Bayern, seit 1992
- Kaliningrad, Russland, seit 2002
- Leverkusen, Nordrhein-Westfalen, seit 2002
- Tysmenitz, Ukraine, seit 2004
- Wrexham, Großbritannien seit 2004
- Villeneuve-d’Ascq, Frankreich, seit 2007
- Kandrzin-Cosel, Polen, seit 2005
- Zugló Ungarn seit 2008

Zudem besteht seit 1995 eine Freundschaft zu Rendsburg in Schleswig-Holstein sowie seit 2001 eine Partnerschaft zwischen dem Powiat Raciborski und dem Märkischen Kreis. Nach dem russischen Angriff auf die Ukraine 2022 wurde die Partnerschaft mit Kaliningrad beendet.

## Kommunales

### Kultur
Die Stadt Ratibor hat ein eigenes, noch aus deutschen Zeiten stammendes Museum, das heute über etwa 30.000 historische Gegenstände verfügt, von denen die bemerkenswertesten in zwei Gebäuden gezeigt werden.
Außerdem gibt es noch
- Raciborskie Centrum Kultury
- Dom Kultury Strzecha
- Młodzieżowy Dom Kultury
- Towarzystwo Miłośników Ziemi Raciborskiej
- Miejska Biblioteka Publiczna

### Bildung
Es gibt eine Kinderkrippe, 15 Kindergärten, 14 Grundschulen, 6 Gymnasien und 9 Gesamtschulen. Dazu kommt eine höhere Lehranstalt, die staatliche Höhere Berufsschule.

### Sport

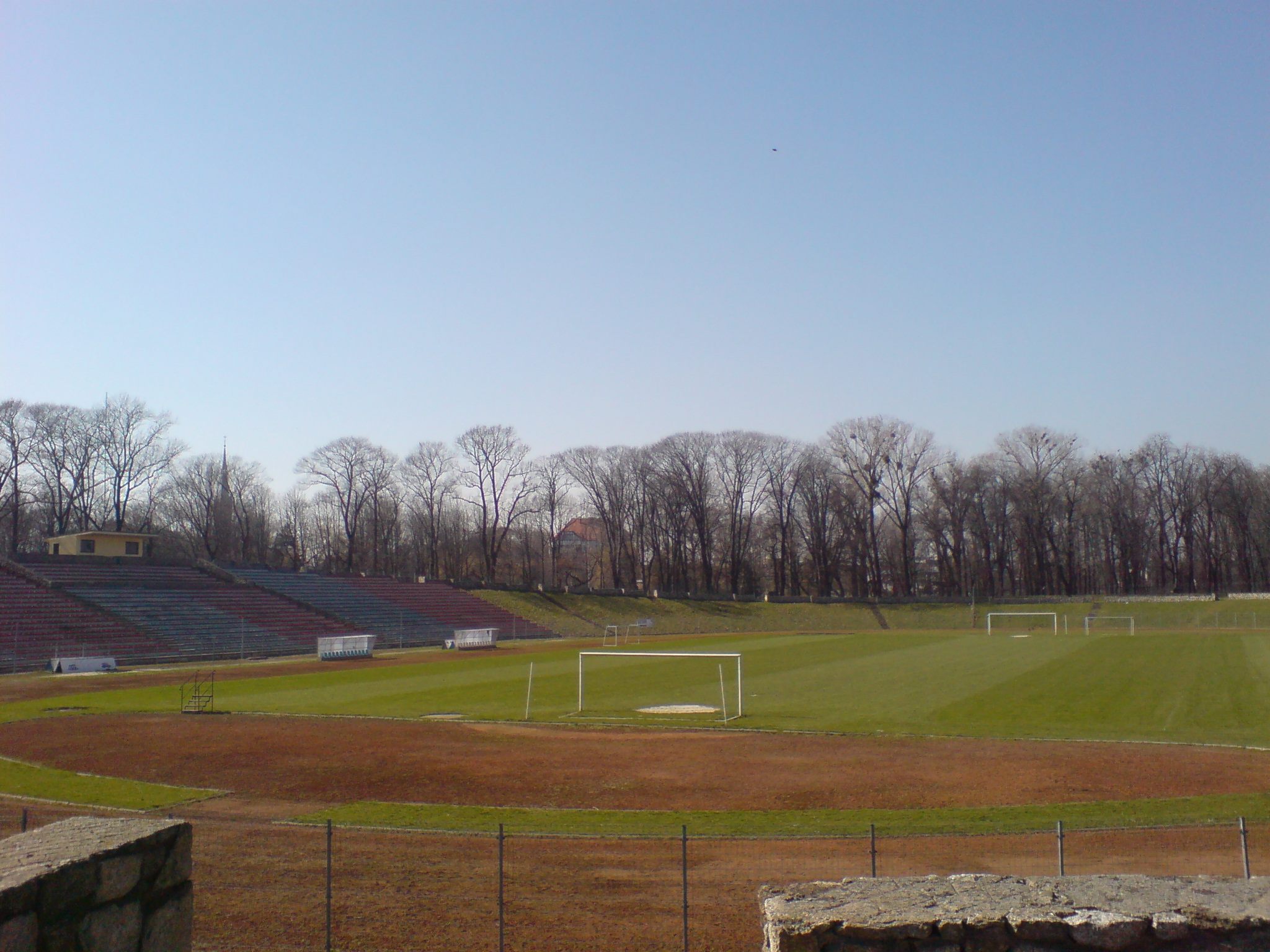
Stadion des Vereins OSiR

Sport gehört zu den wichtigsten Interessenfeldern für die Bewohner der Stadt. Innerhalb des Stadtgebietes von Racibórz bestehen:
- 3 Sporthallen,
- 2 Hallenbäder,
- 8 Tennisplätze,
- 26 Gymnastikhallen,
- eine Eisbahn und ein Schützenverein.
- RTP Unia Racibórz

### Rudersport

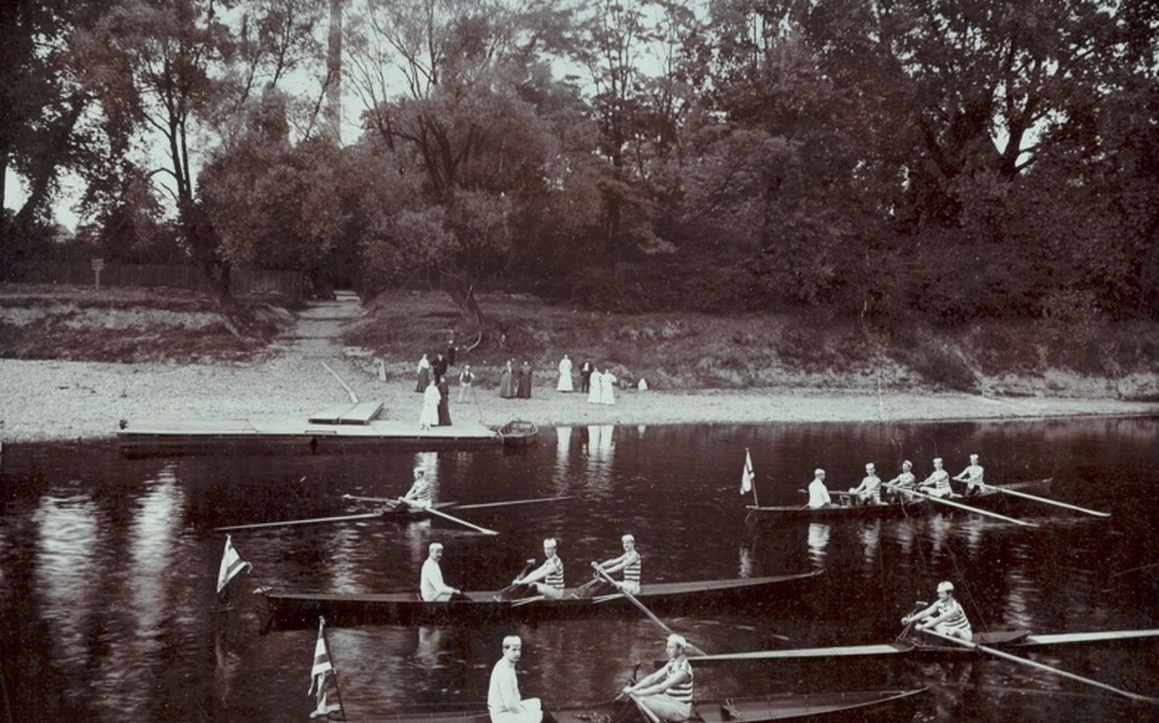
Ruderer auf der Oder bei Racibórz (1913)

Eine lange Tradition pflegt Racibórz im Rudersport. 1888 wurde hier der älteste Ruderverein Oberschlesiens gegründet, der ab 1913 ein eigenes Bootshaus an der Oder unterhielt und von 1929 bis zu seiner Auflösung in Folge des Zweiten Weltkrieges 1945 überregionale Regatten zwischen Racibórz und der Ortschaft Koźle veranstaltete. 2016 wurde der Ruderverein unter dem heutigen Namen Raciborskie Towarzystwo Wioślarskie (RTW) wiederbelebt, 2018 erfolgte die offizielle Eintragung ins örtliche Vereinsregister. Der heutige Ruderverein nutzt das restaurierte Bootshaus an der Ulica Zamkowa 2A und ist vor allem im Breitensport aktiv. Ein Schwerpunkt der Vereinstätigkeit ist darüber hinaus die Jugendförderung, auch in anderen Wassersportdisziplinen.

### Alters- und Beschäftigungsstruktur
2006 waren von den Einwohnern Racibórz’ 18,78 % jünger als 17 Jahre, 66,08 % befanden sich im erwerbsfähigen Alter (19–65 Jahre) und 15,14 % waren älter als 65. Die Arbeitslosenquote des Powiat Raciborski betrug im September 2008 5,2 % und lag damit unter den Werten der Woiwodschaft (6,7 %) und Polens (8,9 %).

### Verkehrswege

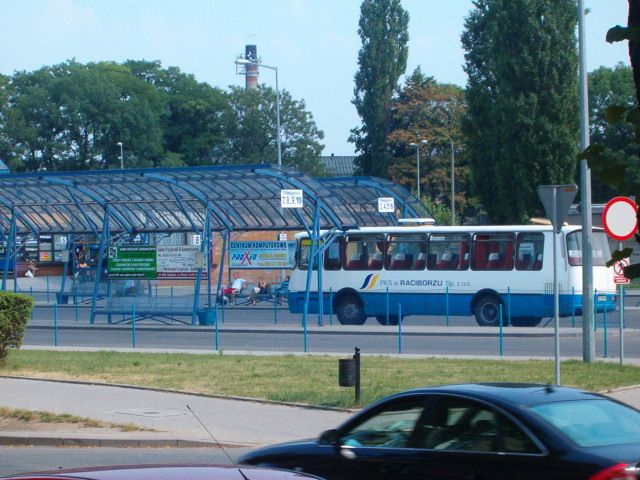
Dworzec PKS

#### Straßen
Folgende überörtliche Straßen verlaufen durch Racibórz:
- droga krajowa nr 45: Chałupki – Racibórz – Opole – Kluczbork – Praszka – Wieluń – Złoczew
- droga wojewódzka nr 416: Krapkowice – Głogówek – Głubczyce – Kietrz – Racibórz
- droga wojewódzka nr 915: Racibórz – Zawada Książęca – Ciechowice
- droga wojewódzka nr 916: Pietraszyn – Samborowice – Racibórz
- droga wojewódzka nr 917: Krzanowice – Racibórz – Sudół
- droga wojewódzka nr 919: Racibórz – Rudy -Sośnicowice
- droga wojewódzka nr 935: Racibórz – Rydułtowy – Rybnik – Żory – Pszczyna

#### Bahnverkehr
Am 1. Januar 1846 wurde der Abschnitt, der die Stadt mit Koźle (deutsch Cosel oder Kosel) verbindet, in Betrieb genommen. Mit Fertigstellung der durchgehenden Verbindung Wien–Berlin wurde 1847 ein Bahnhofsgebäude eröffnet. Dieses wurde bei der Eroberung der Stadt durch die sowjetischen Truppen 1945 zerstört. Erst 1979 wurde ein neues Bahnhofsgebäude eingeweiht und am 23. Dezember 1982 kam nach Bau der Fahrstromleitungen der erste elektrische Zug an.
Vom 25. März 1899 bis zum Jahr 1993 war die Stadt außerdem durch eine Schmalspurbahn mit 785 mm Spurweite über 49 Kilometer Strecke mit Gleiwitz verbunden. Heute gibt es auf den verbliebenen 7 Kilometern um Groß Rauden einen Museumsbahnbetrieb.
Derzeit gibt es zwei Personenbahnhöfe im Stadtgebiet, Racibórz im Zentrum und Racibórz Markowice im Norden, von denen Züge in Richtung Rybnik, Kędzierzyn-Koźle (deutsch Kandrzin-Cosel) und Chałupki (deutsch Annaberg) fahren.

#### Busverkehr
Vom Busbahnhof Dworzec PKS Racibórz aus verkehren die örtlichen und regionalen Buslinien. Über den Busbahnhof Breslau hat man Anschluss an das europäische Fernbusnetz.
Seit dem 1. März 2024 sind die örtlichen Busse in Racibórz kostenlos.

## Persönlichkeiten

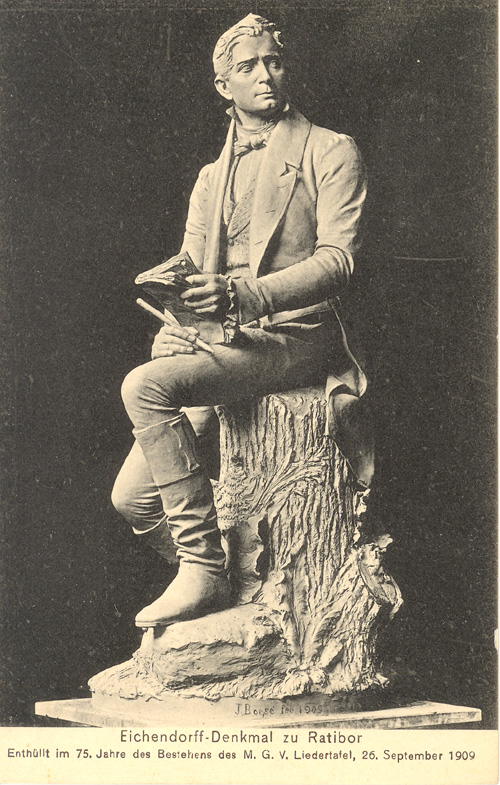
Bild-Postkarte mit einer Abbildung des Eichendorffdenkmals aus dem Jahr 1909

### Söhne und Töchter der Stadt

#### Bis 1900
- Euphemia von Ratibor (1299/1301–1359), Herzogstochter und erste Äbtissin des Ratiborer Dominikanerinnenklosters (Jungfrauenstift)
- Laurentius von Ratibor (1381–1448), Mathematiker, Astronom und Theologe
- Georg Schomann (1530–1591), polnischer Theologe
- Alberich Mazak (1609–1661), österreichischer Komponist
- Carl Julius Adolph Hugo Hoffmann (1801–1843), deutsch-schlesischer Kirchenmusiker und Komponist
- Carl Wolfgang von Ballestrem (1801–1879), preußischer Industrieller
- Alexander von Ballestrem (1806–1881), Rittergutsbesitzer
- Jonas Bruck (1813–1883), deutscher Zahnarzt und Buchautor
- Ludwig Traube (1818–1876), deutscher Pathologe
- Carl Cuno (1823–1909), deutscher Architekt
- Immanuel Heinrich Ritter (1825–1890), deutscher Rabbiner, Historiker, Buchautor, Übersetzer
- Moritz Traube (1826–1894), deutscher Chemiker
- Karl von Hänisch (1829–1908), preußischer General
- Eugen Pappenheim (1831–1901), deutscher Philologe und Pädagoge
- Wilhelm von König (1833–1904), preußische Politiker
- Theodor Lobe (1833–1905), deutscher Schauspieler und Regisseur
- Paul Guttmann (1834–1893), deutscher Pathologe
- Karl Emil Otto Fritsch (1838–1915), deutscher Architekt
- David Haussmann (1839–1903), deutscher Mediziner, Buchautor und Publizist
- Alexis Hollaender (1840–1924), deutscher Pianist und Musikpädagoge
- Ernst de Maizière (1841–1898), deutscher Jurist, Mitverfasser des Bürgerlichen Gesetzbuches, war als erster Staatsanwalt in Ratibor tätig
- Julian Treumann (1841–1910), deutscher Chemiker
- Adolf Baginsky (1843–1918), deutscher Kinderarzt
- Viktor von Tepper-Laski (1844–1905), deutscher Beamter
- Ewald Wanjeck (1846–1925), deutscher Reichsgerichtsrat
- Alma Haas (1847–1932), deutsche Pianistin und Musikpädagogin
- Otto Stertz (1847–1918), deutscher Kaufmann und Lepidopterologe
- Alkuin Hollaender (1851–1909), deutscher Historiker und Lehrer
- Georg Wichura (1851–1923), preußischer Offizier, General der Infanterie
- Kurt von Goessel (1852–1895), deutscher Kapitän zu See
- Max Friedlaender (1853–1915), deutscher Jurist und Schriftsteller
- Felix Porsch (1853–1930), deutscher Jurist und Politiker der Zentrumspartei
- Johann Sapletta (1853–1918), Mitglied des Deutschen Reichstags
- Eufemia von Adlersfeld-Ballestrem (1854–1941), deutsche Schriftstellerin
- Robert Hoeniger (1855–1929), deutscher Historiker
- Arnold Mendelssohn (1855–1933), deutscher Komponist und Musikpädagoge
- Johannes Boese (1856–1917), deutscher Bildhauer
- Max Kaluza (1856–1921), deutscher Anglist, Hochschullehrer und Sachbuchautor
- Salo Adler (1857–1919), deutscher Pädagoge
- Victor Kremser (1858–1909), deutscher Meteorologe
- Otto Schmiedicke (1858–1922), Obergeneralarzt
- Felix Langer (1859–1940), deutscher General
- Hermann Traube (1860–1913), deutscher Mineraloge
- Wilhelm Wechselmann (1860–1942), deutscher Dermatologe
- Arnold Berger (1862–1948), deutscher Philologe
- Arthur Groenouw (1862–1945), deutscher Augenarzt und Autor
- Paul Weitz (1862–1939), Journalist, Korrespondent
- Elisabeth Grabowski (1864–1929), deutsche Schriftstellerin und Heimatkundlerin
- Viktor Menzel (1865–1938), deutscher Schriftsteller
- Friedrich Karl Johannes Thiele (1865–1918), deutscher Chemiker
- Willibald Besta (1886–1949), deutscher Kunstmaler und Grafiker
- Franziska Bruck (1866–1942), deutsche Unternehmerin
- Wilhelm Traube (1866–1942), deutscher Chemiker
- Constantin Zawadzki (1866–1944), deutscher Politiker
- Wilhelm Doms  (1868–1957), deutscher Künstler und Schriftsteller
- Hugo von Abercron (1869–1945), deutscher Offizier und Ballonfahrer
- Viktor Hoeniger (1870–1953), deutscher Reichsgerichtsrat
- Martin Berger (1871–1935), deutscher Filmregisseur
- Lothar Fritsch (1871–1951), deutscher Generalleutnant
- Max Stein (1871–1952), deutscher Unternehmer
- Wilhelm Schwedler (1872–1936), deutscher Journalist und Schriftsteller
- Else Berg (1877–1942), niederländische Malerin
- Heinrich Hoeniger (1879–1961), deutscher Rechtswissenschaftler
- Georg Hyckel (1880–1975), deutscher Lehrer, Heimatkundler, Autor und Publizist
- Alfons Proske (1881–1950), Oberpräsident der Provinz Oberschlesien
- Rudolf Cramer (1882–1949), deutscher Geologe
- Paul Figura (1882–1954), deutsch-polnischer Ingenieur und Direktor der Metallwerke Frankenberg/Sa.
- Arthur Löwenstamm (1882–1965), deutscher Rabbiner und Theologe
- Erich Schmidt (1882–1965), deutscher Politiker (CDU) und Oberbürgermeister der Stadt Fulda
- Edgar Wolf (1882–1945), deutscher Politiker
- Walter Braun (1884–1933), deutscher Verwaltungsbeamter
- Frederick Haussmann (1885–1956), Schweizer Rechts- und Wirtschaftswissenschaftler
- Max Berek (1886–1949), deutscher Optiker
- Walter Foitzick (1886–1955), deutscher Schriftsteller
- Julius Doms (1889–1964), deutscher Wirtschaftsjurist und Tabakindustrieller
- Hans Bing (1889 geboren, Tod im 20. Jahrhundert), Arzt, Abgeordneter
- Käthe Heintze (1889–1973), deutsche Reformpädagogin
- Herbert Doms  (1890–1977), deutscher Moraltheologe
- Otto Emicke (1891–1970), deutscher Metallurg
- Walter Lustig (1891–1945), deutscher Mediziner
- Augustin Souchy (1892–1984), deutscher Anarchist und Antimilitarist
- Otto Bernert (1893–1918), deutscher Offizier und Kampfpilot
- Willibald Borowietz (1893–1945), deutscher Generalleutnant
- Ludwig Reiners (1896–1957), deutscher Schriftsteller
- Walter Siara (1899–1959), deutscher Politiker (CDU)

#### Ab 1901
- Paul Binus (1901–1981), deutscher Politiker (NSDAP)
- Gerhart Tschorn (1901–1975), deutscher Wissenschaftler
- Joseph Schacht (1902–1969), Orientalist
- Gertrud Arndt (1903–2000), deutsche Bauhausschülerin und Fotografin
- Hubert Bennek (1903–1944), deutscher Eisenhüttendirektor
- Ernst Schlott (1904–1978), deutscher Schauspieler, Hörspiel- und Synchronsprecher
- Alfred Hawellek (1905–1981), deutscher Politiker (NSDAP)
- Konrad Wernicke (1905–2002), deutscher Rechtsanwalt und Syndikus
- Bruno Förster (1907–1997), deutscher Organist, Landesposaunenwart in Mecklenburg
- Heinz Hesemann (1910–1945), Landrat im Kreis Berent
- Johannes Leppich (1915–1992), deutscher Theologe
- Wilhelm Luzian Höffe (1915–1991), deutscher Sprechpädagoge
- Christoph Schulze-Stapen (1917–2003), deutscher Politiker (CDU)
- Willibald Gawlik (1919–2003), deutscher Homöopath und Fachbuchautor
- Helmut Rother (1920–1971), deutscher Politiker (CDU)
- Erwin Körber (1921–2003), deutscher Politiker (DBD)
- Hans Gresser (1921–2003), deutscher Musiklehrer, Komponist, Dirigent und Kritiker
- Erhard Paskuda (1922–2012), deutscher Maler
- Heribert Schareck (1923–2010), deutscher Finanzjurist
- Hannes Rosenow (1925–2000), deutscher Maler
- Horst Czerny (1926–1996), deutscher Journalist und Schriftsteller
- Georg Paskuda (1926–2001), deutscher Opernsänger
- Herbert Malecha (1927–2011), deutscher Gymnasialprofessor und Schriftsteller
- Franz Bialas (* 1929), deutscher Fußballspieler
- Arthur Bialas (1930–2012), deutscher Fußballspieler
- Jörg d’Bomba (1930–2022), deutscher Regisseur
- Georg Gunter (1930–2008), deutscher Historiker und Schriftsteller
- Claus Ogerman (1930–2016), deutschstämmiger US-amerikanischer Komponist und Arrangeur
- Manfred Smolka (1930–1960), deutscher Oberleutnant
- Silvius Wodarz (1930–2018), deutscher Forstbeamter sowie Umwelt- und Naturschützer
- Peter Herde (* 1933), deutscher Historiker
- Horst Hiemer (1933–2023), deutscher Schauspieler
- Heinhard Steiger (1933–2019), deutscher Rechtswissenschaftler
- Horst Hanske (1935–2016), deutscher Fotojournalist
- Georg Machnik (* 1935), deutscher Hepato-Gastroenterologe
- Stefan Michalski (1935–2014), polnischer Fußballspieler
- Jochen Lobe (1937–2025), deutscher Schriftsteller
- Engelbert Kremser (* 1938), deutscher Kunstmaler
- Peter Neumann (* 1939), deutscher Physiker und Materialwissenschaftler, Sohn des Stadtoberinspektors Ottmar Neumann
- Gregor Zippel (* 1939), Abt des Benediktinerklosters Rohr
- Alexander Patschovsky (* 1940), deutscher Historiker
- Christa Randzio-Plath (* 1940), deutsche Juristin und Politikerin (SPD), 1989–2004 Abgeordnete im Europäischen Parlament
- Christian Weisbrich (1942–2021), deutscher Politiker (CDU)
- Dieter Mitrenga (1940–2017), deutscher Mediziner
- Norbert Groeben (* 1944), deutscher Psychologe und Linguist
- Josef Cyrus (* 1947), Filmregisseur und Drehbuchautor
- Leszek Libera (* 1948), polnischer Schriftsteller und Hochschullehrer
- Marek Migalski (* 1969), polnischer Politologe
- Ryszard Wolny (* 1969), polnischer Olympiasieger im Ringen
- Marek Plura (1970–2023), polnischer Politiker
- Arkadiusz Mularczyk (* 1971), polnischer Politiker
- Magdalena von Rudy (* 1973), polnische Künstlerin
- Elwira Niewiera (* 1976), polnische Regisseurin und Drehbuchautorin
- Alina Cyranek (* 1979), deutsche Filmemacherin
- David Czyszczon (* 1981), deutscher Fußballspieler
- Adam Pierzga (* 1984), polnischer Radrennfahrer
- Michał Rokicki (1984–2021), polnischer Schwimmer
- Daria Eva Bijak (* 1985), deutsche Kunstturnerin
- Sebastian Tyrała (* 1988), deutsch-polnischer Fußballspieler
- Raphael Koczor (* 1989), deutscher Fußballspieler
- Justyna Święty-Ersetic (* 1992), polnische Leichtathletin
- Denis Kudla (* 1994), deutscher Ringer, Olympiadritter 2016
- Dawid Żebrowski (* 1997), polnischer Leichtathlet
- Patryk Grzegorzewicz (* 2002), polnischer Sprinter

### Persönlichkeiten, die mit der Stadt in Verbindung stehen

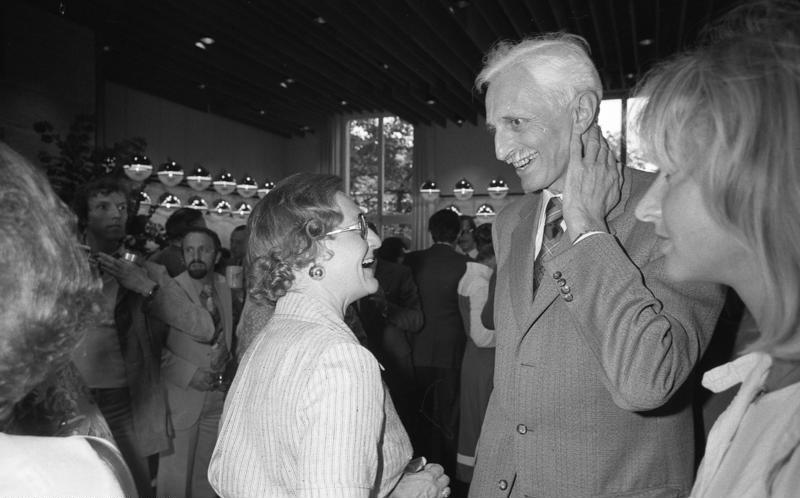
Ehrenbürger Herbert Hupka

- Thomas II. (Breslau) (um 1230–1292), Bischof in Breslau, Begründer des Stiftkapitels in Ratibor
- Peregrinus von Ratibor (um 1260–nach 1333), Dominikaner, verfasste in Ratibor eine Predigtsammlung
- Hans Carl Erdmann von Manteuffel (1773–1844), 1812–1819 Präsident des Oberlandesgericht in Ratibor
- Joseph Doms (1780–1853), dt. Kaufmann und Tabakindustrieller
- Karl Friedrich Schinkel (1781–1841), Planer (1823) des Gerichtsgebäudes in Ratibor
- Joseph Freiherr von Eichendorff (1788–1857), deutscher Dichter und Schriftsteller
- Friedrich Gotthold Kunze (1807–1876), Pädagoge, Autor und Stadtverordnetenvorsteher
- Wilhelm Arthur Passow (1814–1864), Rektor des örtlichen Gymnasiums
- Augustin Bogislaus Weltzel (1817–1897), schlesischer Historiker
- Hermann Schaffer (1831–1914), Stadtpfarrer (1867–1909) der Liebfrauengemeinde
- Johannes Gobbin (1833–1881), Regierungsassessor (1860–1862), später Oberbürgermeister von Brandenburg an der Havel und Görlitz
- Robert Rößler (1838–1883), schlesischer Dialektdichter und Schriftsteller
- Max von Pohl (1841/42–1905), von 1870 bis 1900 Landrat in Ratibor
- August Bernert (1850–1920), von 1885 bis 1920 Bürgermeister in Ratibor
- Jan Kasprowicz (1860–1926), polnischer Schriftsteller, hat das Gymnasium in Ratibor 1882–83 besucht
- Wilhelm Hegenscheidt (1861–1895), Begründer der Firma Wilh. Hegenscheidt in Ratibor
- Carl Ulitzka (1873–1953), Reichstagsabgeordneter, von 1910 bis 1939 Pfarrer in Ratibor-Altendorf,
- Carl Mainka (1874–1943), deutscher Geophysiker und Seismologe
- Max Dienemann (1875–1939), Rabbiner 1903–1919 in Ratibor
- Hans Piontek (1876–1930), Landeshauptmann von Oberschlesien
- Adolf Kaschny (1881–1951), Oberbürgermeister in Ratibor (1924–1933)
- Herbert Hupka (1915–2006), dt. Politiker und Ehrenbürger von Racibórz
- Anna Wyszkoni (* 1980), polnische Sängerin, hat das Gymnasium in Racibórz besucht